# Konstanzer Münster

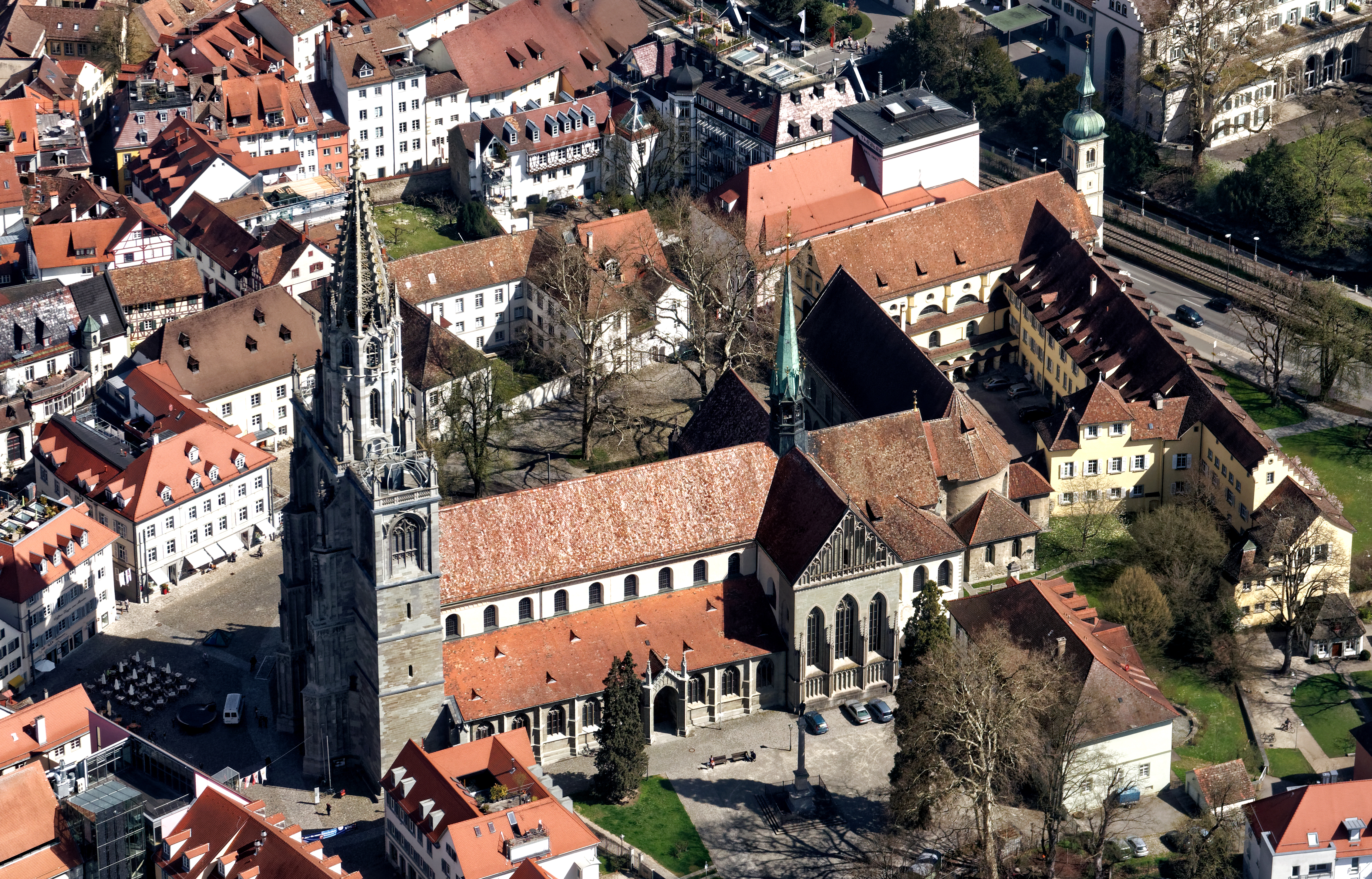
Das Münster aus der Vogelperspektive

Das römisch-katholische Konstanzer Münster, offiziell Münster Unserer Lieben Frau, ist eine Basilica minor in Konstanz am Bodensee. Die Bezeichnung Münster geht auf die lateinische Bezeichnung monasterium für Kloster oder geistliche Gemeinschaft zurück. Patrone der ehemaligen Bischofskirche sind die Jungfrau Maria und die Patrone des ehemaligen Bistums Konstanz, Pelagius und Konrad von Konstanz.
Die Kirche geht auf die Anfangszeit des Bischofssitzes um das Jahr 600 n. Chr. zurück und wurde im Jahr 780 erstmals urkundlich erwähnt. Das Münster war für gut zwölf Jahrhunderte die Kathedrale der Bischöfe von Konstanz und diente als Sitzungssaal des Konzils von Konstanz (1414–1418). Seit der Aufhebung des Bistums 1821 wird das Münster als römisch-katholische Pfarrkirche genutzt.
Architektonisch handelt es sich beim bestehenden Bau um eine der größten romanischen Kirchen Südwestdeutschlands, eine dreischiffige Säulenbasilika mit kreuzförmigem Grundriss, die im Jahr 1089 geweiht wurde. Der romanische Bau ist im Stil der Gotik durch den breiten Westturmblock mit Westportal (12.–15. Jahrhundert), die Reihen der Seitenkapellen (15. Jahrhundert) und insbesondere die erst im 19. Jahrhundert errichtete neugotische Turmspitze überformt. Die Kirchenausstattung der Romanik und Gotik ist nur punktuell erhalten, im Innenraum überlagern sich die Ausstattungsepochen des Barock, des Klassizismus und der Neugotik. Besonderes Pilgerziel am Schwabenweg (Jakobsweg) ist die romanische Mauritiusrotunde mit einem kunsthistorisch bedeutenden Heilig-Grab-Aufbau aus der Frühgotik. Als höchstes Gebäude der weitgehend mittelalterlichen Altstadt prägt es mit seinem markanten Umriss bis heute das Stadtbild.

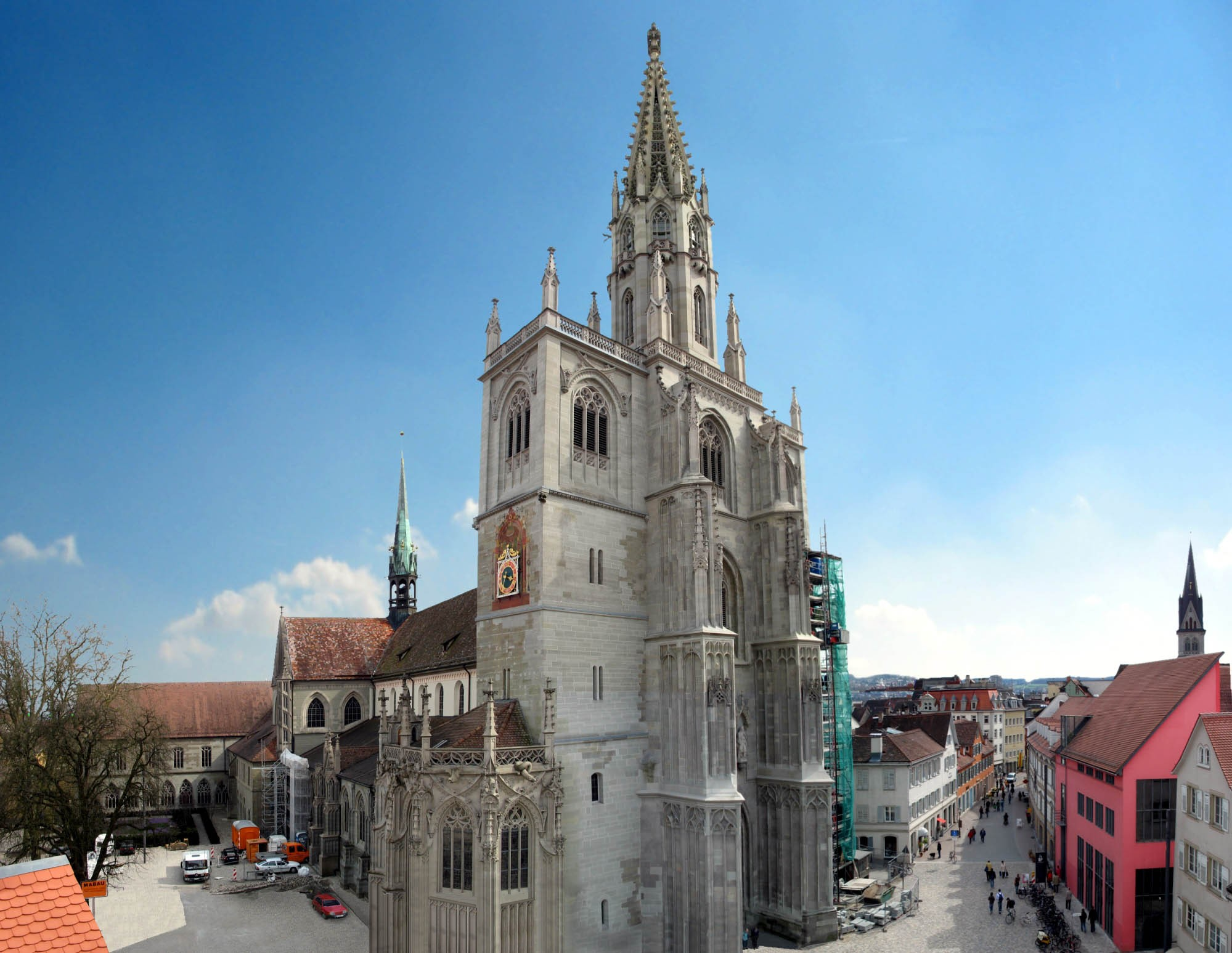
Konstanzer Münster und Münsterplatz von Nordwesten

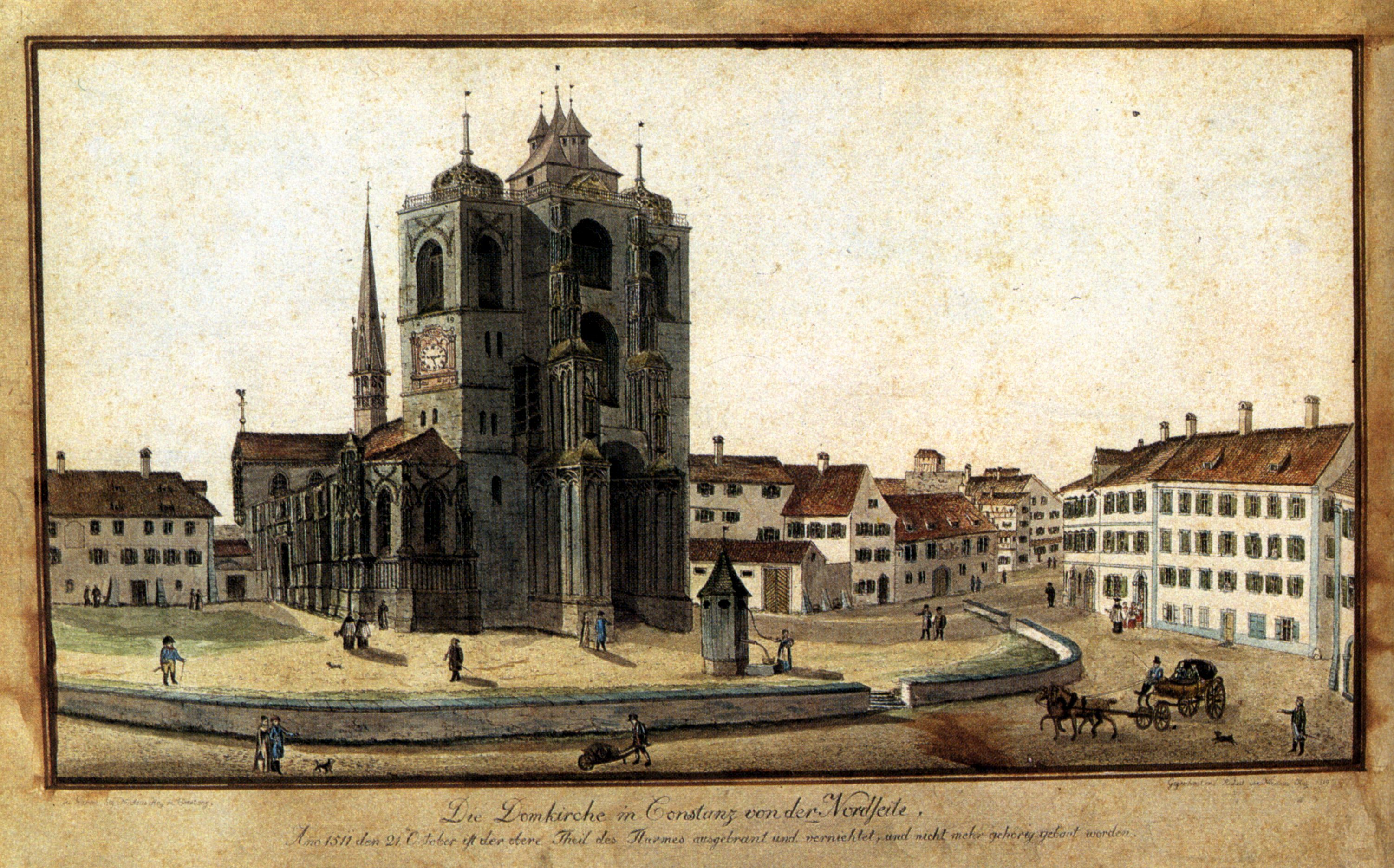
Münster und Münsterplatz 1819

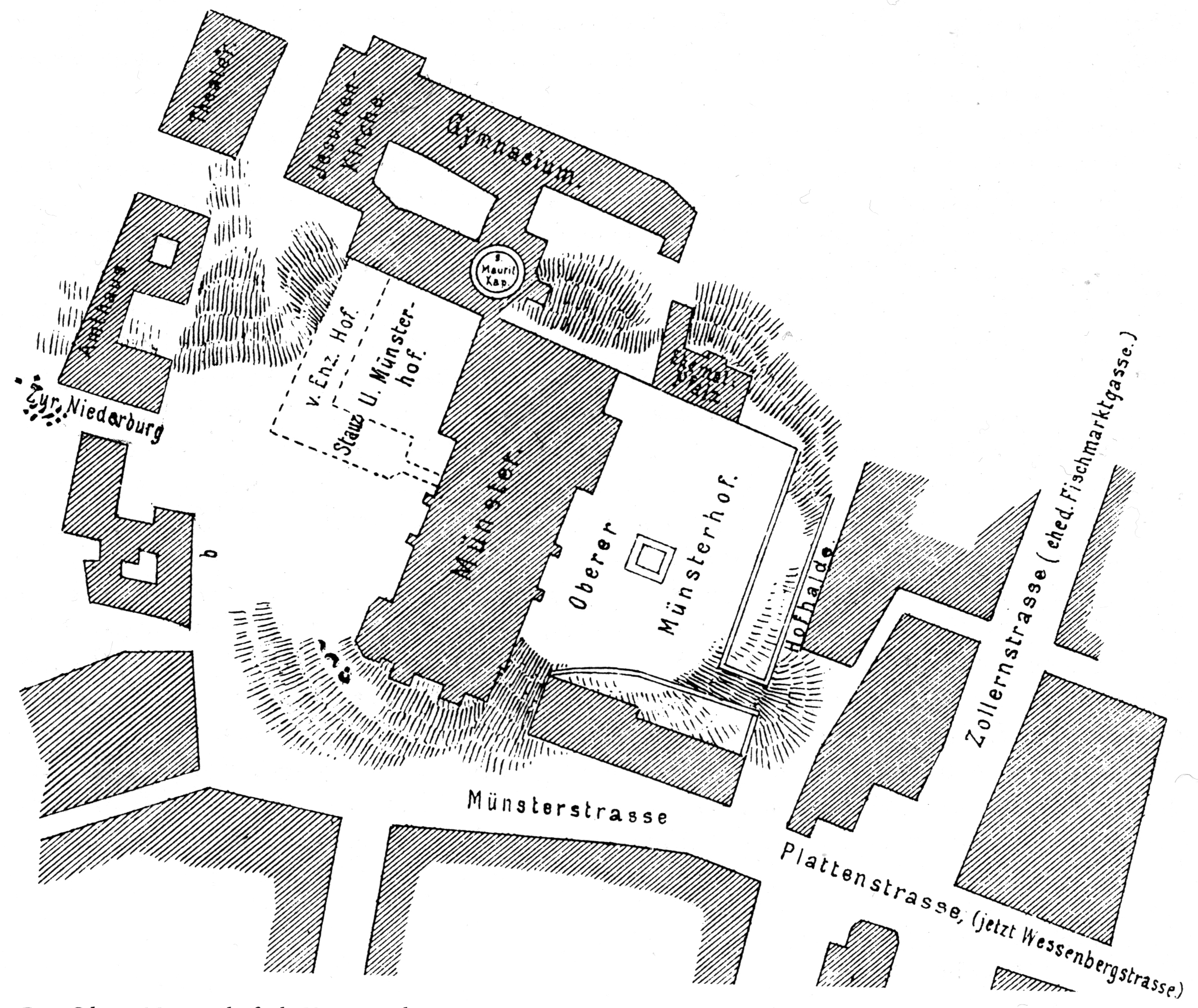
Lageplan der Umgebung (Bebauungssituation um 1880; weitgehend bis heute gültig)

## Geschichte

### Antike und frühes Mittelalter

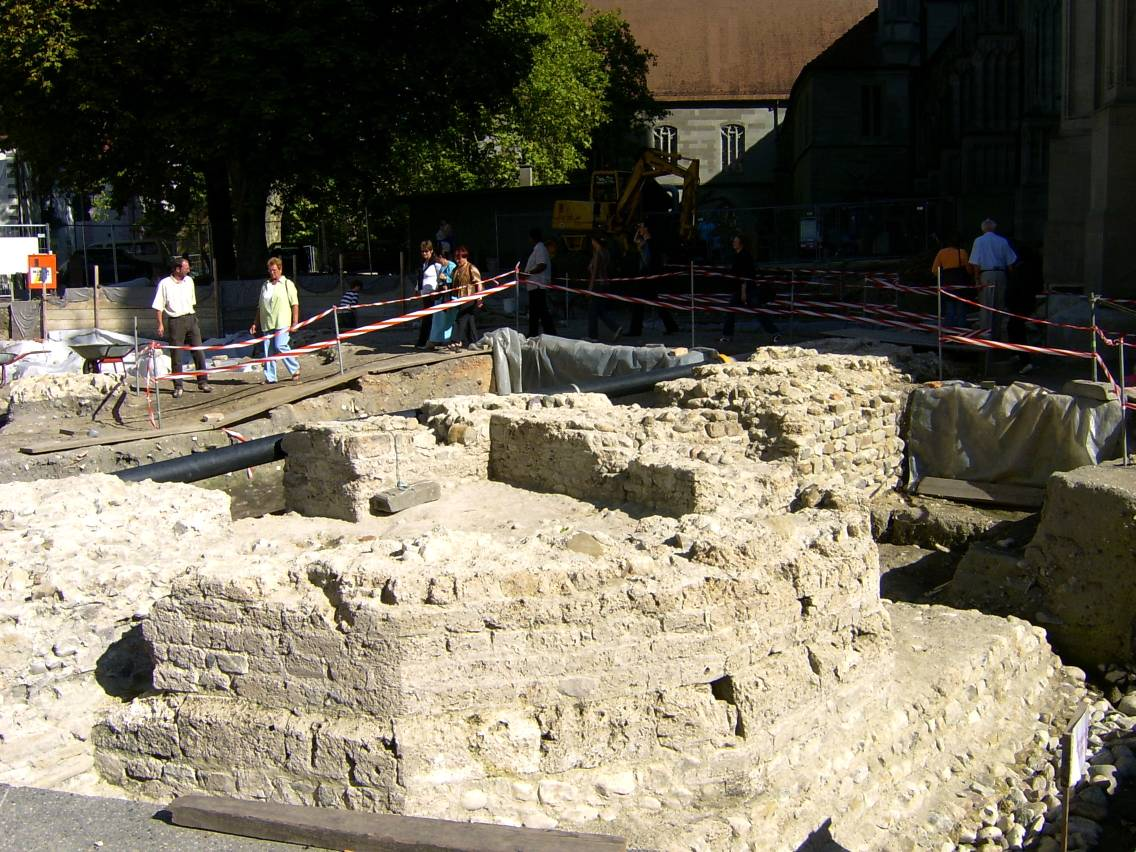
Reste eines römischen Wehrturms auf dem Münsterplatz (Grabungszustand im Jahr 2004)

Der Münsterhügel ist die höchste Erhebung im heutigen Konstanzer Stadtgebiet südlich des Seerheins, etwa 6–7 m über dem Wasserspiegel des Bodensees gelegen. Anders als heute bildete dieser Hügel in prähistorischer Zeit eine schmale, nur von Süden zugängliche Landzunge, die von Wasserflächen und im Westen von Sümpfen umgeben war. Erst im Zuge hochmittelalterlicher und neuzeitlicher Siedlungsbemühungen wuchs die bebaubare Fläche durch Aufschüttungen. Die Kelten siedelten an diesem Ort bereits um 120 v. Chr. Im 3. und 4. Jahrhundert errichteten die Römer nach ihrem Rückzug vom Obergermanisch-Raetischen Limes auf diesem Hügel mehrere Verteidigungsanlagen, um die neue Nordgrenze des Reichs zu sichern (Donau-Iller-Rhein-Limes). Archäologische Funde belegen, dass spätestens um das Jahr 300 n. Chr. dort ein gemauertes römisches Kastell stand – „Constantia“, benannt nach Kaiser Constantius Chlorus (305/306). Das Voralpenland und die Gegend um die Rheinmündung ließen sich von hier aus gut überblicken. Die Römer nutzten den Ort als Flottenstützpunkt und verbanden ihn durch Verkehrsstraßen mit anderen Stützpunkten wie Tasgetium (Stein am Rhein), Brigantium (Bregenz) und Vitudurum (Winterthur). Man nimmt an, dass eine römische Zivil- und Militärsiedlung hier mindestens bis zum militärischen Rückzug der Römer im Winter 401/402 existierte und eine bereits christianisierte römisch-keltische Mischbevölkerung zurückblieb, die jedoch im Laufe der nächsten 200 Jahre von den noch nicht christianisierten Alamannen verdrängt wurde.
Auf diesem Hügel errichtete das Bistum Konstanz, um 585/590 gegründet, seine erste Bischofskirche. Der Bischofssitz am westlichen Bodensee diente dem Fränkischen Reich als Stützpunkt für die Christianisierung und politische Unterwerfung der Alamannen. Der Ort muss zu dieser Zeit besiedelt gewesen sein, und die erste Kirche, die der Jungfrau Maria gewidmet war, stand vermutlich innerhalb der alten Mauern des römischen Kastells. Eine Vita des heiligen Gallus aus dem späten 8. Jahrhundert wird als Indiz gewertet, dass die Bischofskirche im Jahr 615 bereits existierte. Erstmals urkundlich erwähnt wird die Marienkirche jedoch erst im Jahr 780. Nur etwas weiter südlich stand die ältere römische Basilika St. Stephan, die in der Gallusvita ebenfalls erwähnt wird und vermutlich unter den Franken als Pfarrkirche weiter benutzt, jedoch nicht als Bischofskirche gewählt wurde. Nördlich des Dombezirks siedelten sich im Laufe des Frühmittelalters die Fischer, Handwerker und Ministerialen des Bischofshofs an und begründeten so den heute ältesten Stadtbezirk, die Niederburg. So wuchs um die Kirche herum langsam eine Siedlung heran, die sich jedoch erst im Hochmittelalter zu bedeutender Größe entfaltete.

### Karolingische und ottonische Zeit

Frühe Konstanzer Kirchen (rot) und ottonische Neubauten nach Vorbildern in Rom und Jerusalem (gelb)

In der ersten Hälfte des 9. Jahrhunderts entstand vermutlich ein karolingischer Neubau der Bischofskirche. Es kann sich dabei um eine dreischiffige Basilika ohne Querschiff mit dreizelligem Chor und geradem Chorabschluss gehandelt haben. (Diese Annahme beruht im Wesentlichen auf der Vermutung, dass die erste Klosterkirche der Fürstabtei St. Gallen ihr Vorbild in diesem Konstanzer Bauwerk hatte.) Um die Mitte des 9. oder Anfang des 10. Jahrhunderts wurde eine Krypta ausgehoben und später erweitert, vermutlich für die Gebeine des Katakombenheiligen Pelagius, in dem Münster und Bistum einen zweiten Schutzpatron erhielten. (Pelagiuskirchen finden sich heute noch in der gesamten ehemaligen Diözese.) Dem wirkmächtigen Bischof Salomo III. (Amtszeit 890–919) wird meist der Bau der Krypta sowie der Pfalz zugeschrieben, die südlich der Kirche stand und den Bischöfen sowie den reisenden Königen als Wohnung diente.
Das 10. Jahrhundert sah eine ehrgeizige Ausdehnung des bischöflichen Machtanspruchs: Bischof Konrad I. (934–975) ließ die Konstanzer Kirchen dem Modell der fünf päpstlichen Patriarchalbasiliken angleichen; ein zweites Rom sollte entstehen. Um die Bischofskirche, die wie Santa Maria Maggiore der Jungfrau Maria gewidmet war, entstand daher ein Kranz von Pfarrkirchen: St. Johann in der Niederburg (analog zu San Giovanni in Laterano), St. Lorenz (San Lorenzo fuori le Mura), St. Paul vor den Mauern (San Paolo fuori le Mura) und – als Petersdom in kleinerem Maßstab – die Klosterkirche der Abtei Petershausen, die sein Neffe und Nachfolger Gebhard II. (979–995) gründete. Konrad ließ auch die Mauritiusrotunde nordöstlich des Münsters errichten, einen vereinfachten Nachbau der Jerusalemer Grabeskirche, und weihte sie zu Ehren des ottonischen Reichsheiligen Mauritius. Im 12. Jahrhundert wurden Konrad und Gebhard unter anderem wegen ihrer Kirchengründungen heiliggesprochen; Konrad wurde zum zweiten Patron des Münsters und des Bistums ernannt.
Die Kirchenbauten Konrads und Gebhards demonstrierten einerseits die innerkirchliche Bedeutung der flächenmäßig größten Diözese des Reichs, die sich von Stuttgart bis Bern erstreckte, andererseits aber auch die Treue zu den herrschenden Liudolfingern und ihrer Idee der Translatio imperii: Die ottonischen Kaiser beanspruchten, Nachfolger der römischen Kaiser zu sein, also setzte die kaisertreue Bischofsstadt am Bodensee gewissermaßen als zweites Rom diesen Anspruch in Sakralbauten um. Das Bistum Konstanz gehörte zudem zur politisch einflussreichen Kirchenprovinz Mainz, deren Erzbischöfe im frühen Mittelalter die deutschen Könige krönten. Der Bischofssitz besaß eine beachtliche Bibliothek (Dombibliothek Konstanz) sowie eine Domschule und bildete gemeinsam mit dem Kloster St. Gallen (gegründet 612/719) und dem Kloster Reichenau (724) ein bedeutendes Zentrum der frühmittelalterlichen geistlichen Landschaft am Bodensee.

### Lambertbau um 1000
Aus der Zeit um 1000 stammen die heute ältesten oberirdischen Bauzeugnisse des Münsters. Dieser Bauabschnitt unter Bischof Lambert (995?–1018) gilt zugleich als bedeutendster romanischer Sakralbau in Südwestdeutschland, unter anderem deshalb, weil sie unmittelbares Vorbild für die monumentale Kirche St. Peter und Paul im Kloster Hirsau war. Der Ostteil des karolingischen Münsters wurde unter Lambert durch ein Querhaus und einen Chor zur Kreuzform erweitert, während das Langhaus im Wesentlichen bestehen blieb. Links und rechts der quadratischen Vierung entstanden so quadratische Sakralräume (Thomaschor und Mariä-End-Chor).

### Einsturz und Neubau (Rumoldbau) ab 1054

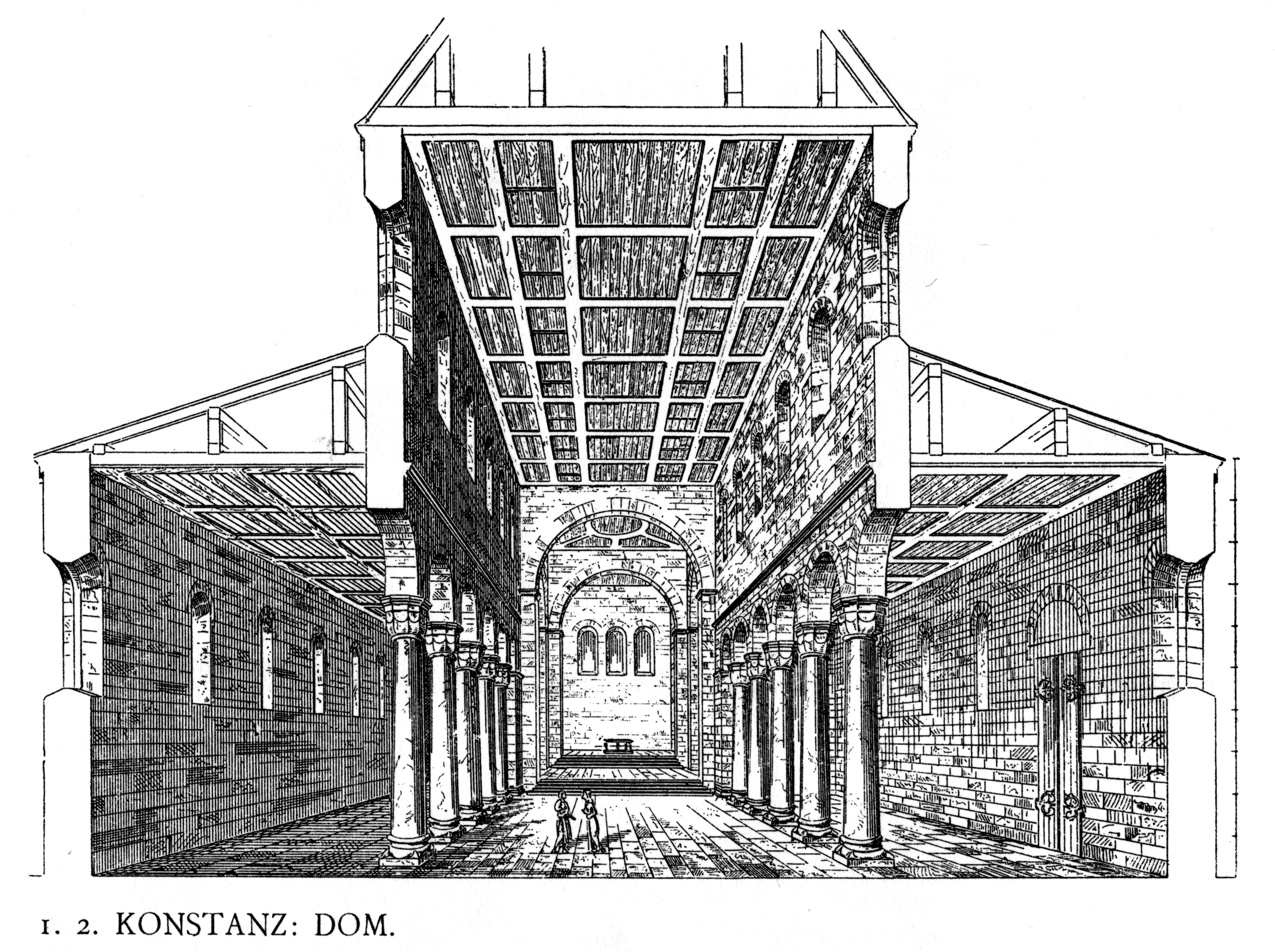
Rekonstruktion des romanischen Kirchenraums mit flachen Holzdecken und ohne die gotischen Seitenkapellen (Dehio/Bezold, Kirchliche Baukunst des Abendlandes, 1887)

Das Langhaus der karolingischen Basilika stürzte im Jahr 1052 aus unbekannter Ursache ein. Dokumentiert ist dieses Ereignis allein in der zeitgenössischen Chronik des Reichenauer Mönchs Hermann des Lahmen, der lapidar notierte: „Constantiae basilica S. Mariae corruit“ („Die Konstanzer Marienbasilika stürzte ein“). Ursache war möglicherweise ein Erdbeben oder schlicht und einfach Baufälligkeit.
Der Neubau begann unverzüglich: Ab 1054 entstand unter den Bischöfen Rumold von Konstanz (1051–1069) und Otto I. (1071–1080) ein neues, wiederum dreischiffiges Langhaus, in das das wenig beschädigte Querhaus des Lambertbaus übernommen wurde. Die Baumaßnahmen setzten sich nur schleppend fort, da die Konstanzer Bischöfe in den Zeit und Energie raubenden Investiturstreit verwickelt waren. Im Jahr 1089 schließlich weihte Bischof Gebhard III. von Zähringen (1084–1110) die neu errichtete Kathedralkirche.
Der sogenannte Rumoldbau besaß keine Türme. Die Querhausarme waren gegenüber dem Lambertbau erhöht worden und nunmehr von gleicher Firsthöhe wie das Langschiff. Seine Säulenreihen mit den einfachen Achteckkapitellen prägen das Bauwerk bis heute. Ihre Form hatte wohl Bischof Rumold, zuvor Domherr in Goslar, vom dortigen Goslarer Dom mitgebracht. Ein perspektivischer Mäanderstreifen umlief den Raum kurz unterhalb der Decke, wie es auch für die Reichenauer Georgskirche und die Goldbacher Sylvesterkapelle typisch ist. Zwischen 1154 und 1236 wurden noch einmal die Mauerkronen erhöht und ein neuer Dachstuhl sowie eine mit religiösen Motiven bemalte, flache Bretterdecke eingezogen, von der heute jedoch nur noch ein einziges Brett erhalten ist.

### Der Kathedralhügel im Mittelalter

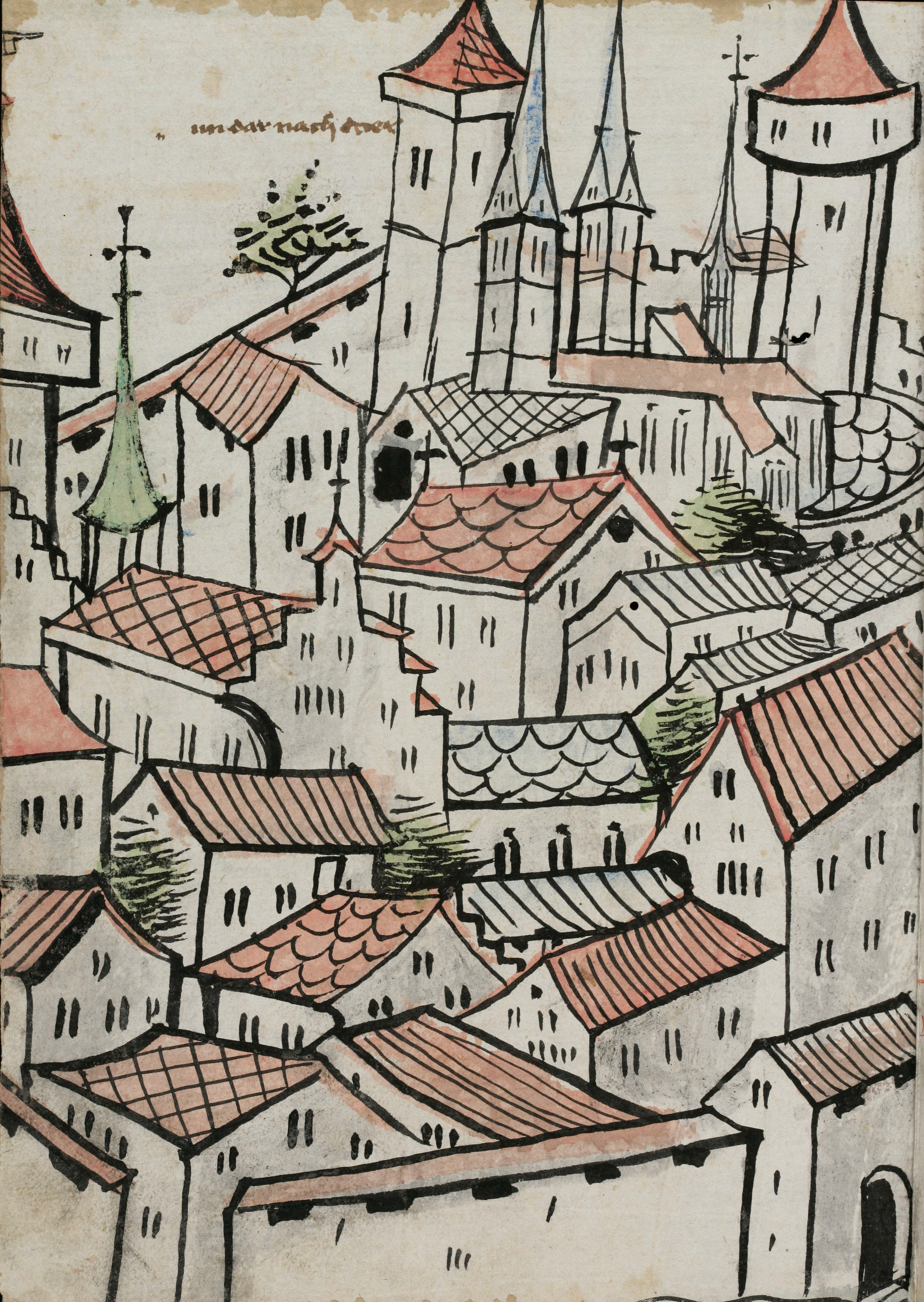
Konstanz im ausgehenden Mittelalter mit der ältesten erhaltenen Darstellung des Münsters (Stadtchronik von Gebhard Dacher, 1472–1476)

Bereits im frühen Mittelalter war der Kathedralhügel der Stadt Konstanz das Zentrum eines weit über die Region hinausreichenden geistlichen Lebens, während die bürgerliche Siedlung kaum größer als ein Dorf gewesen sein kann. Gut ein Dutzend Klöster siedelten sich im nächsten Umfeld des Bischofssitzes an, nach den Benediktinern in St. Gallen (719) und Reichenau (724) sowie in Petershausen (983) und dem Schottenkloster im Paradies (1124) die Augustiner-Chorherren des Klosters Kreuzlingen (1124), die Dominikaner (1236), Franziskaner (1240), Klarissen (um 1250), Augustinerinnen (1266), Dominikanerinnen (1265) und weitere religiöse Gemeinschaften. Zudem war die Bischofsstadt Verwaltungssitz des weltlichen Herrschaftsgebiets (Hochstift Konstanz), von dem sich die Stadt jedoch im 13. Jahrhundert weitgehend unabhängig machte. 1237 wurde Konstanz zur freien Reichsstadt erhoben; 1308 wählte die Stadt erstmals einen eigenen Bürgermeister – ein starker Ausdruck der Unabhängigkeit gegenüber dem Kirchenfürsten. Die Macht der Bischöfe dagegen zerfiel gegenüber der Stadt wie auch im Reich. Interne Querelen erschütterten das Bistum, wenn etwa, wie nach dem Tod Bischof Heinrichs von Klingenberg, zwei gewählte Bischöfe miteinander um das Amt konkurrierten. Von etwa 1320 bis zur Zeit des Konzils gingen die Bauarbeiten am Münster daher nur schleppend voran.

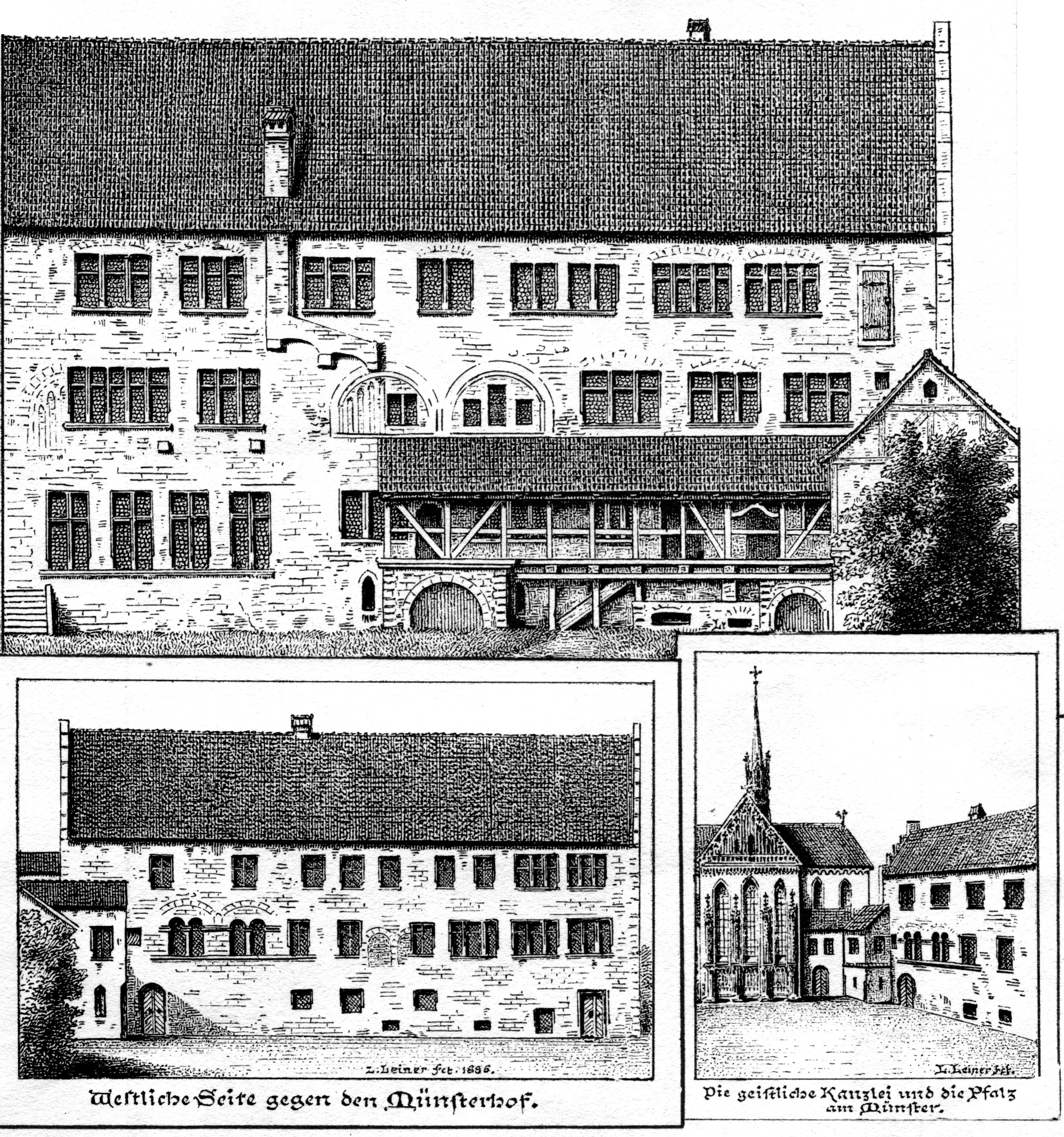
Rekonstruktion der 1830 abgerissenen Bischofspfalz (Zeichnung von Ludwig Leiner, 1886)

Der Münsterhügel war seit dem 10. Jahrhundert mit einer Mauerumrundung wehrhaft befestigt und zu einer kleinen, repräsentativen Residenz ausgebaut. Südlich des Münsters lag die „geistliche Stadt“ mit der Bischofspfalz, der Pfalzkapelle St. Peter, der Vogtei und dem Gericht des Hochstifts Konstanz. (Diese Gebäude gingen weitgehend im frühen 19. Jahrhundert verloren.) Der Platz vor der Kirche diente als Friedhof des Münsterbezirks. Über den Münstervorplatz verlief auch die Hauptverkehrsader der Stadt in Nord-Süd-Richtung – zwischen der um 1200 errichteten Rheinbrücke und der südlich des Dombezirks allmählich entstehenden Bürgerstadt mit dem Marktplatz bei der Pfarrkirche St. Stephan. Der obere und untere Münsterhof unterlagen auch im Spätmittelalter und der Frühen Neuzeit noch der Rechtsprechung des Bischofs, selbst als die Stadt längst von einem Rat der Bürger regiert wurde.
Nördlich des Münsters befanden sich der Sitzungssaal des Domkapitels, die Bibliothek und Wirtschaftsräume und der sogenannte „Stauf“ (1824 abgebrannt), der als Schankstube und Lagerhaus diente. Beim Münster lebten und arbeiteten die rund 20 Kanoniker, die Kapläne, der Dompropst und weitere Kleriker. Es existierte auch eine Domschule, die den Nachwuchs ausbildete. Im frühen Mittelalter bildeten die Domkleriker eine klosterähnliche Gemeinschaft, die auf engem Raum zusammenlebte und täglich Messen und Gebete gemeinsam vollzog. Im 12. Jahrhundert löste sich das Gemeinschaftsleben der Domherren auf. Sie begannen eigene Häuser zu erwerben, die sich im Halbrund um den Münsterfriedhof und über den Stadtteil Niederburg verteilten, vermischt mit den Häusern der Zunftmitglieder und wohlhabender bürgerlicher Patrizier, die die Nähe zur geistlichen Oberschicht suchten.

### Turmbau und Einzug der Gotik

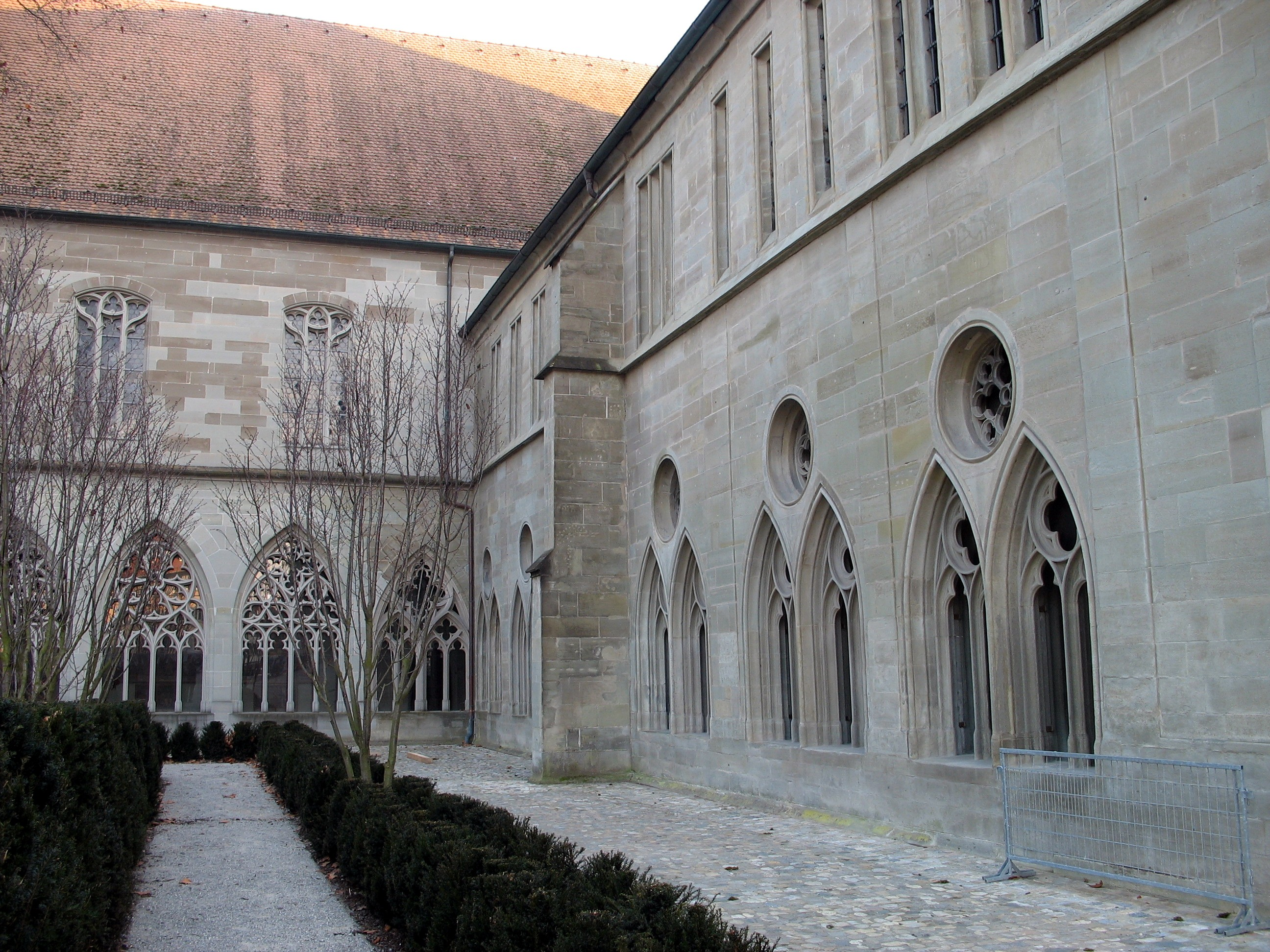
Der frühgotische Kreuzgang

Die kleine Siedlung, die im 11. Jahrhundert an der Rheinmündung bestand, wurde von der mächtigen Kathedrale weithin überragt, obgleich sie in ihrer romanischen Form noch keine Türme besaß. Um 1100 begann man mit dem Bau der Doppelturmfassade. Von Beginn an waren wohl zwei Türme geplant, wofür viele Kirchenbauten in Europa Pate gestanden haben können. Im Jahr 1128 stürzte der vollendete Nordturm, „ein schoen und costlich gloggenturm“ (Bistumschronik), bis auf die beiden unteren Stockwerke ein und musste wiederaufgebaut werden. Erst gut dreihundert Jahre nach Baubeginn am Nordturm fand 1378 der Südturm seinen Abschluss. Beide Türme trugen Spitzdächer aus Bleiplatten.
Ein weiterer Turm entstand über der Vierung, begonnen frühestens um 1200. Aufsteigend von deren Grundfläche mag er quadratisch oder – nach dem Vorbild des Speyerer Doms – im oberen Teil oktogonal gewesen sein. Am 15. September 1299 zerstörte jedoch ein Brand das „köstlich glockhuss vff dem Münster Crütz“ (den Vierungsturm) „vnd darin dry glocken vnd das Tach am Münster“, womit jedoch nicht das Münsterdach selbst gemeint sein kann, denn an dessen Dachstuhl lassen sich keine Brandschäden nachweisen. Den Vierungsturm ersetzte ein einfacher Dachreiter, der bis heute mehrfach erneuert wurde.
Nachdem das Langschiff und die Altarräume ihre dauerhafte Gestalt erhalten hatten und der Turmbau nicht recht voranging, verlegten die nachfolgenden Bischöfe ihre Baumaßnahmen auf die Modernisierung des Münsters im Stil der Gotik, der im späten 13. Jahrhundert in den Bodenseeraum vordrang. Bereits 1260 entstand das filigran gestaltete Heilige Grab in der Mauritiusrotunde. Rege Bautätigkeit im neuen Stil setzte um 1300 mit der Errichtung des Klostergevierts an der Nordseite des Münsters ein. Der Kreuzgang und die Erneuerungen an Konradi- und Mauritiuskapelle gehören zu den umfassenden Baumaßnahmen unter Bischof Heinrich II. von Klingenberg (1293–1306). Sie geschahen nach einem Reformbeschluss des Domkapitels von 1294, der die Unentschlossenheit und den Machtzerfall des Bistums beenden sollte. Insbesondere gegenüber der exemten Reichsabtei Salem, die im Rahmen ihrer wachsenden Größe und Bedeutung gerade einen Kirchenneubau begonnen hatte (Salemer Münster), demonstrierte man durch die Bauten wiedererwachtes Konkurrenzbewusstsein. Nach erneuten Streitigkeiten um den Bischofssitz und einer Doppelwahl 1306 fand der Kreuzgang jedoch erst 1320 seinen Abschluss, was sich im Stilbruch zwischen Süd- und neuerem Ostflügel niederschlug.

### Das Münster als Konzilskirche

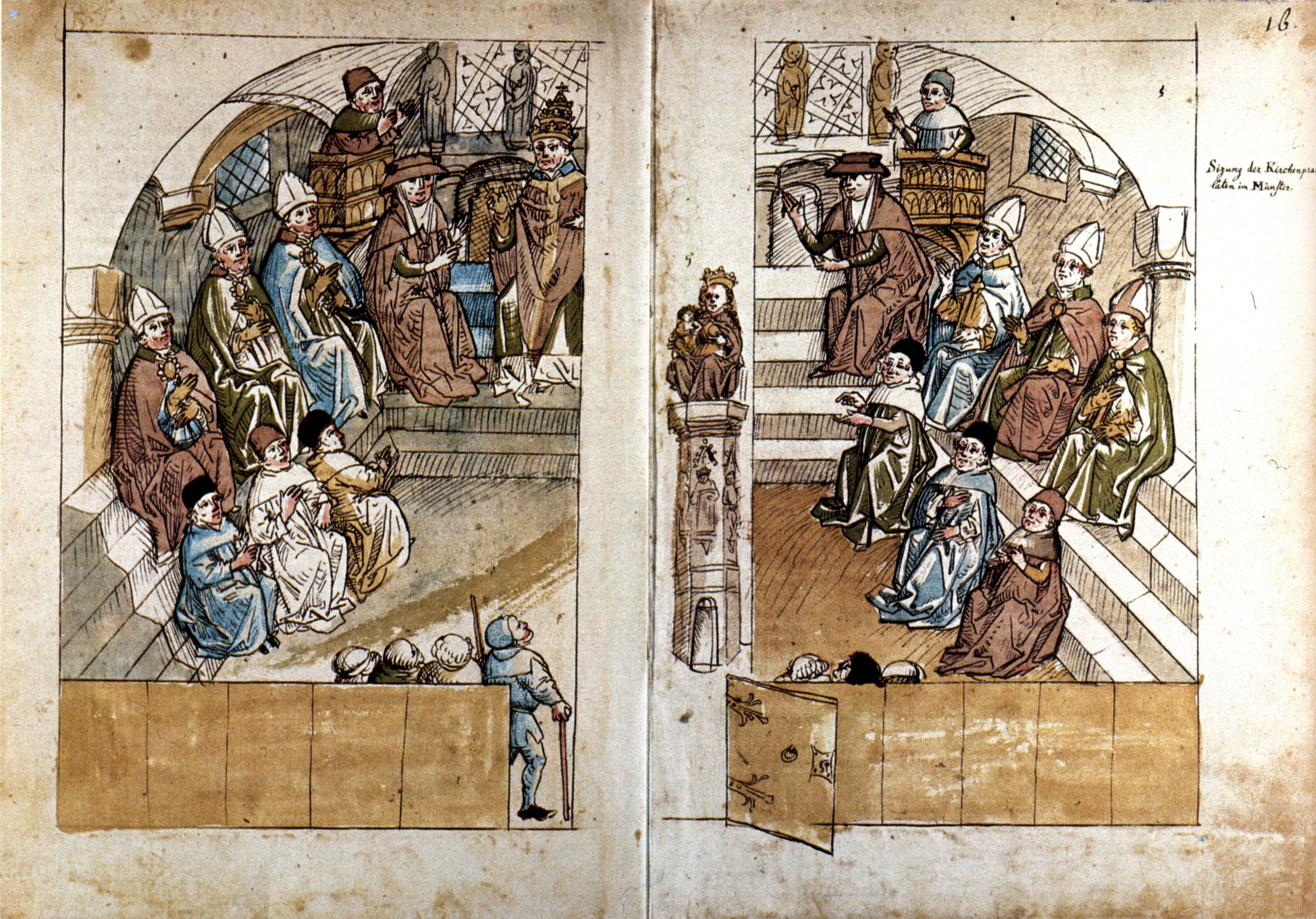
Sitzung der Gelehrten, Bischöfe, Kardinäle und des Gegenpapstes Johannes XXIII. im Konstanzer Münster (Konzilschronik von Ulrich Richental, um 1456)

Von 1414 bis 1418 war der Bischofssitz Gastgeber des Konzils von Konstanz, des größten mittelalterlichen Kongresses nördlich der Alpen. Zeitweilig residierten in der Stadt der amtierende Papst Johannes XXIII. (Gegenpapst), König Sigismund, zahlreiche Kardinäle, Erzbischöfe und Bischöfe mit Tausenden von Bediensteten, Botschafter aus den teilnehmenden Nationen sowie Gelehrte, Theologen, Kaufleute, Handwerker – und nicht zuletzt auch Prostituierte – aus ganz Europa.
Die Kathedrale war der offizielle Sitzungsort für die 45 allgemeinen Konzilssitzungen und Generalkongregationen sowie für die großen liturgischen Feiern. (Eine zeitgenössische Darstellung aus der Konzilschronik des Ulrich Richental zeigt die für die Sitzungen eigens angefertigten tribünenartigen Holzbänke.) Rund 200 Predigten teils kirchenpolitischen Inhalts wurden im Laufe des Konzils im Münster gehalten. Der König las hier nach seiner Ankunft am Heiligabend 1414 das Evangelium bei der Weihnachtsmesse – mit Reichskrone auf dem Haupt und gezücktem Schwert, wie es seinem Selbstverständnis als Oberherrn des Konzils entsprach. Hier fiel auch am 6. Juli 1415 auf der 15. Gesamtsitzung nach erhitzter Debatte das Todesurteil über den tschechischen Reformtheologen Jan Hus, der noch am selben Tag außerhalb der Stadt verbrannt wurde.
Während die Wahl des neuen Papstes Martin V., die das Abendländische Schisma beendete, im städtischen Kauf- und Lagerhaus (heute Konzilgebäude genannt) abgehalten wurde, fanden seine Priester- und Bischofsweihe in der Kathedrale und seine Inthronisation am 21. November 1417 auf einer Tribüne auf dem Münstervorplatz statt. Eine Grabplatte vor den Stufen zum Hochchor, gefertigt von englischen Handwerkern, erinnert zudem noch heute an Bischof Robert Hallum von Salisbury, der 1417 während des Konzils verstarb und hier begraben liegt.

### Spätgotische Erneuerung 1420–1520

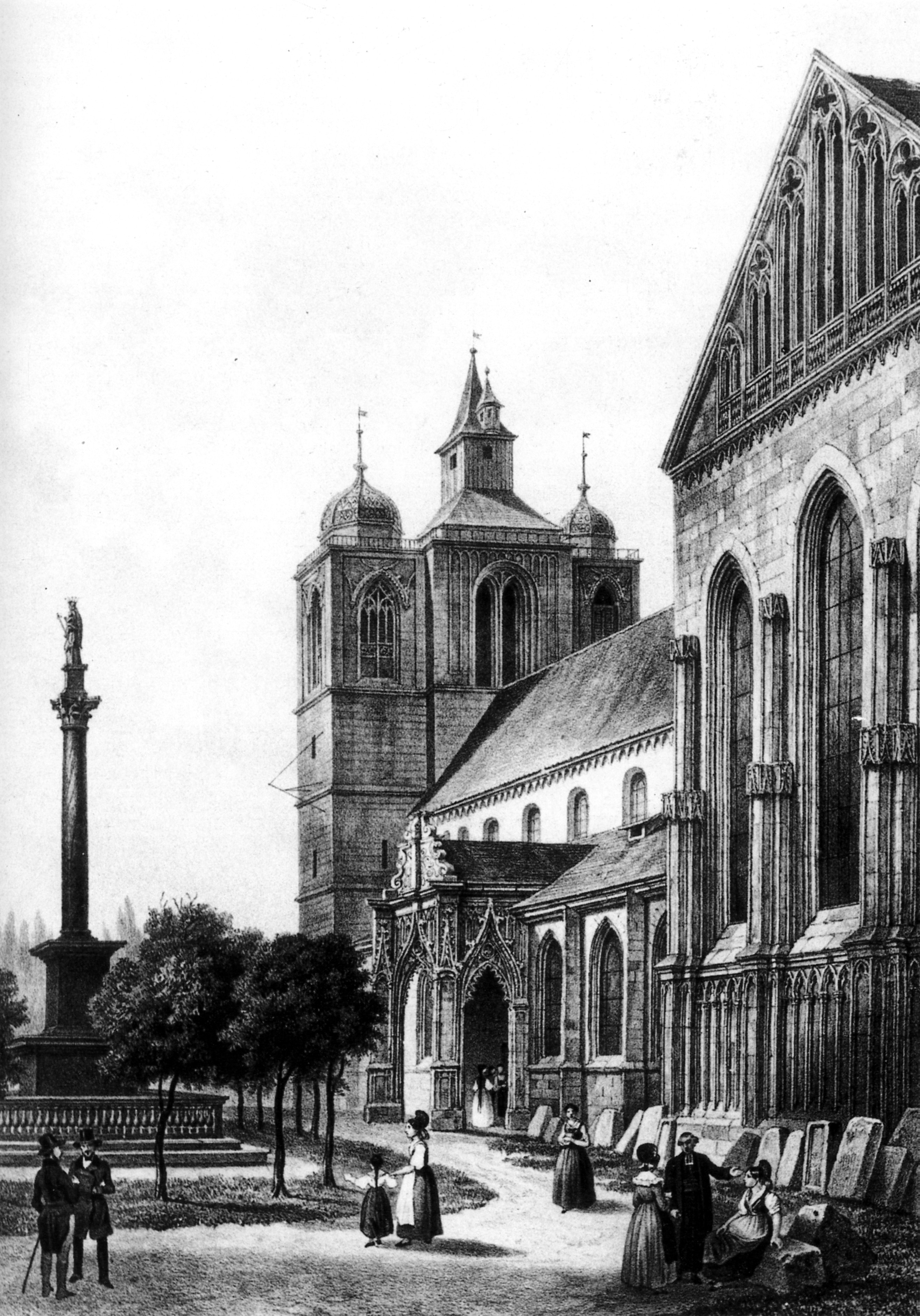
Südfassade und Türme in ihrer spätgotischen Form (Lithographie von Deroy um 1820)

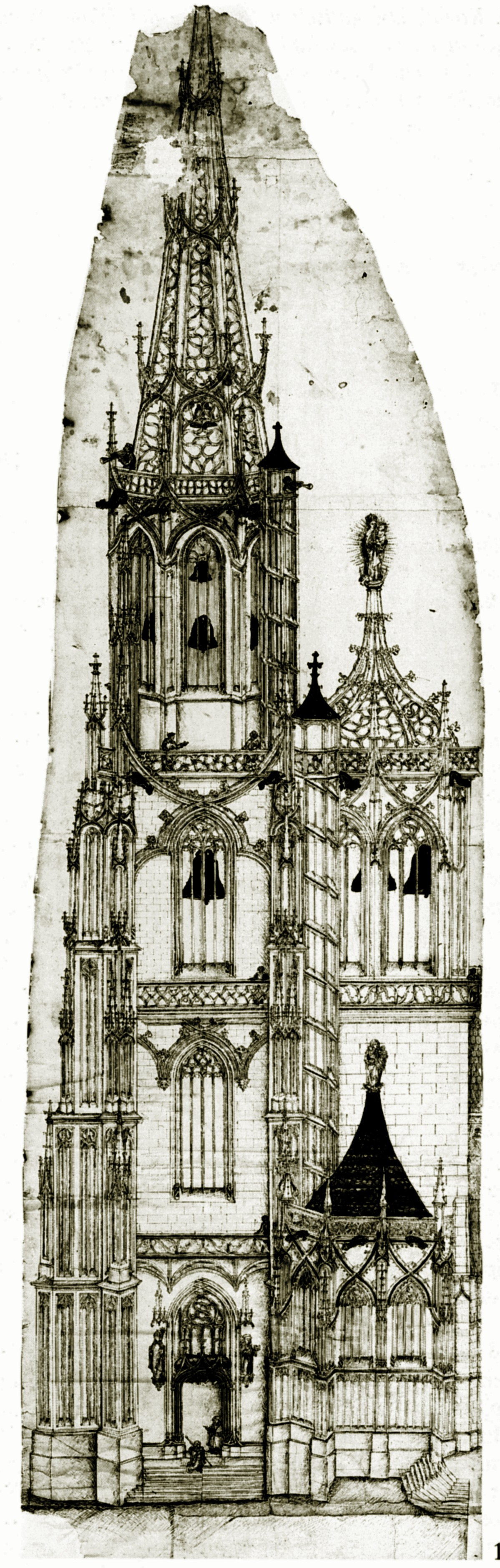
Lorenz Reders unausgeführter Turm-Entwurf nach dem Brand von 1511 (Wiesbaden, Hess. Hauptstaatsarchiv)

Das Konzil brachte dem Bistum einen vorübergehenden wirtschaftlichen Aufschwung, so dass ab 1423 eine rege Bautätigkeit am Münster begann, die gut ein Jahrhundert andauerte und das Münster im Wesentlichen zu seinem heutigen Erscheinungsbild brachte. Als besonders baufreudig galt Bischof Otto III. von Hachberg (1410–1434). Kritische Zeitgenossen berichten, er habe so „vyl lust und liebe gehapt ze buwen“, dass er das Bistum in schwere Schulden stürzte.
Zunächst erhielt der romanische Innenraum des Münsters eine Neufassung im Stil der Spätgotik: Die Seitenschiffe, die Untere Sakristei, der Thomaschor, der südliche Querarm und das Sanktuarium erhielten zwischen 1423 und 1453 ihre spätgotischen Rippengewölbe und Maßwerkfenster. Die Ostwand des Hochchors wurde durchbrochen und mit drei hohen Spitzbogenfenstern versehen, die für die Dreifaltigkeit stehen. Die Südfassade des Querhauses wurde ebenfalls neu gestaltet, um das erneuerte Münster auch zur Stadt hin angemessen zu repräsentieren. Im Thomaschor entstand der „Schnegg“, ein frei stehender sechseckiger Treppenturm aus Sandstein mit äußerst filigran gestalteter Architektur und figuralen Skulpturen, an denen sich das Können, aber auch die Grenzen der zeitgenössischen Konstanzer Bildhauer und Ingenieure ablesen lassen.
Bereits ab Mitte des 14. Jahrhunderts, so wird angenommen, gab es am Münster eine dauerhafte Bauhütte. In der besser dokumentierten Zeit um 1500 beschäftigte die Konstanzer Dombauhütte regelmäßig zwischen 20 und 30 Steinmetze, die in regem Austausch mit den Bauhütten in Speyer, Koblenz, Salem, Straßburg, Bebenhausen und Maulbronn standen. Die Bauten zwischen 1453 und 1526 werden drei Hüttenmeistern zugeordnet, wobei Arbeiten aus dieser Zeit nicht diesen Werkstattleitern allein zuzuschreiben sind – häufig wechselnde Handwerker sorgten für die Ausführung; über die Inhalte theologischer Bildprogramme bestimmte das Domkapitel.
Der erste dieser drei „großen“ Werkmeister ist Vincenz Ensinger (tätig 1453–1489), Sohn des Matthäus Ensinger. Er ließ die Dombibliothek im Obergeschoss in den Kapitelsaal umbauen und die Reihe der Kapellen am südlichen Seitenschiff anlegen (1465–1485). Ensinger beauftragte zudem den renommierten Straßburger Bildhauer Niclas Gerhaert van Leyden mit einer Neuausstattung des Chorraums. Gerhaert fertigte jedoch nur ein Altarretabel; das angeforderte Chorgestühl kam nicht zustande, da der Leydener nach einem Streit um Lohnforderungen unverrichteter Dinge abreiste. Der ortsansässige Simon Haider übernahm den Auftrag. Haider, der selbst nur Tischler war, beschäftigte zu diesem Zweck Bildschnitzer, die wohl auch die Bildfelder an den Türen des Westportals fertigten. Das Retabel Gerhaerts wurde während der Reformationszeit zerstört, diente jedoch bis zu diesem Zeitpunkt den süddeutschen Bildschnitzern als gut erreichbares, herausragendes Anschauungsobjekt.
Unter Werkmeister Lux Böblinger (tätig 1490–1502), Bruder des Matthäus Böblinger, entstand die dekorative Welserkapelle am Nordturm. Im Auftrag von Bischof Hugo von Hohenlandenberg legte Böblinger 1497 den Grundstein zum Mittelturm, der die Fassade zum monumentalen Westturmblock nach dem Vorbild des Straßburger Münsters ergänzen sollte. Um die Wucht dieser Fassade zu stützen, entstanden die beiden monumentalen Strebepfeiler links und rechts des Portals. Sein Nachfolger Lorenz Reder aus Speyer (tätig 1505–1526), zuvor Werkmeister am Überlinger Münster, schloss den Mittelturm bis zur Höhe der beiden bestehenden Türme ab. Wie die beiden Seitentürme sollte er ein spitzes Dach aus Bleiplatten erhalten.
Am 21. Oktober 1511 zerstörte eine Feuersbrunst die Dächer und Glockenstuben der drei Türme sowie die Orgel. Den Wiederaufbau finanzierte die Kirche durch einen Ablass, der an die Konstanzer Bürger verkauft wurde. Von 1512 bis 1526 reparierte man zunächst die bestehenden Türme und setzte auf die Nord- und Südturmstümpfe gewölbte Maßwerkkuppeln. Zwischen beiden befand sich die hölzerne Stube des Turmwächters. Das „Wächterhäußle“ war ständig besetzt, wobei sich Stadt und Domherr die Kosten teilten. Vollkommen neu errichtet wurden auch eine imposante neue Orgel (1515–1523) sowie die Orgelempore (1516–1518) und das Gewölbe der Vorhalle (1518). Eine Konferenz von Hüttenmeistern umliegender Großkirchen hatte unmittelbar nach dem Brand den Bau eines Mittelturms nach Art des Freiburger Münsters empfohlen; er kam nie zur Ausführung, weil die Stadt zunehmend unter den Einfluss der Reformation geriet und jede Bautätigkeit am Münster zum Erliegen kam.

### Bildersturm und Gegenreformation

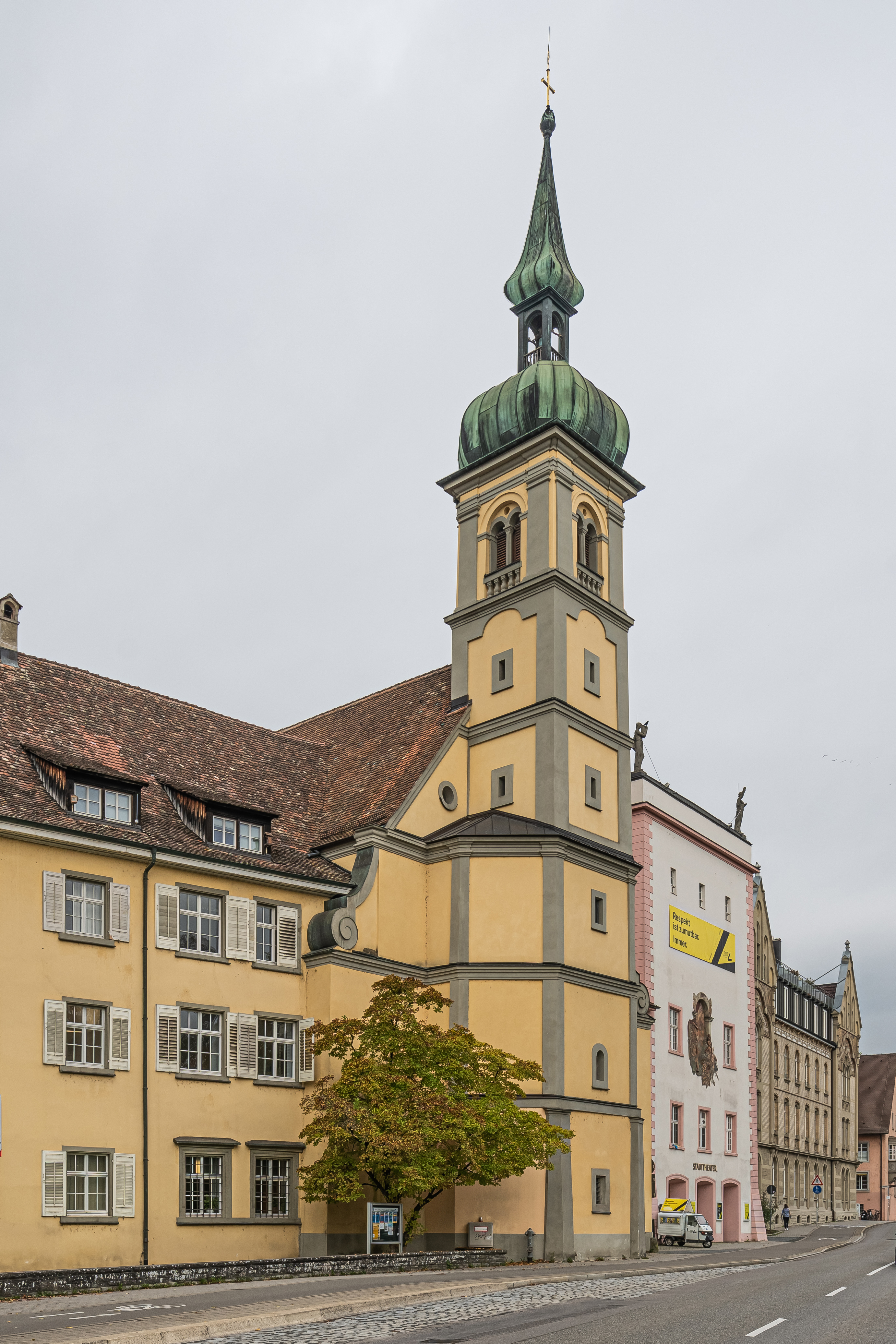
Ehemals jesuitische Christuskirche, errichtet 1604–1607

Im frühen 16. Jahrhundert verbreitete sich die Reformation zuerst in den Reichsstädten. In Konstanz traten 1518, wenige Monate nach Martin Luthers 95 Thesen, die ersten reformatorischen Prediger auf, als ihr wirkmächtigster wohl Ambrosius Blarer. Der Rat der Stadt ergriff die Gelegenheit, Bischof Hugo von Hohenlandenberg zu entmachten, der bereits seit Jahren versucht hatte, seine weltlichen Privilegien in der Stadt wieder auszuweiten. Unter Protest verließ der Bischof im November 1526 die Stadt und siedelte nach Meersburg über, das Domkapitel zog nach Überlingen und 1542 nach Radolfzell. Das Inventar des Münsters und den Domschatz, soweit die Kleriker ihn nicht mitnehmen konnten, stellte der Rat der Stadt unter seine eigene Verwaltung. Der „Bildersturm“ ging in Konstanz sehr geordnet vonstatten: Die kostbaren Reliquienschreine, die Bilder, Statuen, Gewänder, Teppiche und übrigen verwertbaren Kunstgegenstände des Bischofssitzes beschlagnahmte die Stadtkasse und ließ sie nach und nach einschmelzen oder gewinnbringend verkaufen. Reliquien, darunter auch die Gebeine der Bistumsheiligen Konrad und Pelagius und die im Kloster Petershausen verwahrten Gebeine von St. Gebhard, wurden in den Rhein geworfen. Die über 60 Altäre des Münsters sowie fast das gesamte Inventar gingen so unwiederbringlich verloren. Das Münster wurde evangelische Pfarrkirche unter städtischer Aufsicht, sollte es jedoch nur für etwa zwei Jahrzehnte bleiben.
Im August 1548 zwang Kaiser Karl V. Konstanz – als letzte süddeutsche Stadt des Schmalkaldischen Bundes – mit militärischer Gewalt zur Rekatholisierung. Konstanz verlor seine Reichsfreiheit und wurde Vorderösterreich angeschlossen. Die Domherren kehrten zurück, um von der Stadt die Rückgabe ihres Besitzes und ihrer Häuser zu fordern. Auf Bitten der Stadt kam auch der neue Bischof Christoph Metzler von Andelberg am 11. Mai 1551 wieder nach Konstanz, wo er eher kühl empfangen wurde, um am 13. Mai das Münster im alten Glauben neu zu weihen; Meersburg sollte jedoch bis zur Auflösung des Bistums bischöfliche Residenzstadt bleiben.
In der Folgezeit musste die gesamte Ausstattung des Münsters und der Seitenkapellen neu beschafft werden. Ein Teil der Altäre, Glocken und Orgeln wurde auf Kosten der Stadt wiederbeschafft. Die Finanzen des Bistums waren nicht üppig genug, um großzügige Baumaßnahmen zu erlauben. Stiftungen stammten vor allem von reichen Bürgern oder aus dem Privatvermögen der adeligen Domherren selbst. Um im Zuge der Gegenreformation den römisch-katholischen Glauben dauerhaft zu sichern, holte man um 1600 Jesuiten an den Bischofssitz. Sie errichteten in demonstrativer Nähe des Münsters die Christuskirche (heute altkatholische Kirche) und eröffneten daneben eine Schule, das heutige Heinrich-Suso-Gymnasium. Auf Drängen der Jesuiten wurde 1609 im Münster eine Diözesansynode zur Reformierung des Bistums abgehalten. Auch künstlerisch waren die Gegenreformatoren aktiv: Die mittelalterliche bemalte Holzdecke im Mittelschiff wich unter Leitung des jesuitischen Architekten Heinrich Mayer dem neuen Gewölbe (1679–1683); die Seitenchöre erhielten monumentale Barockaltäre. Weiter reichende Umgestaltungen im römischen „Jesuitenstil“ ließen sich jedoch nicht finanzieren.

### Klassizismus um 1775

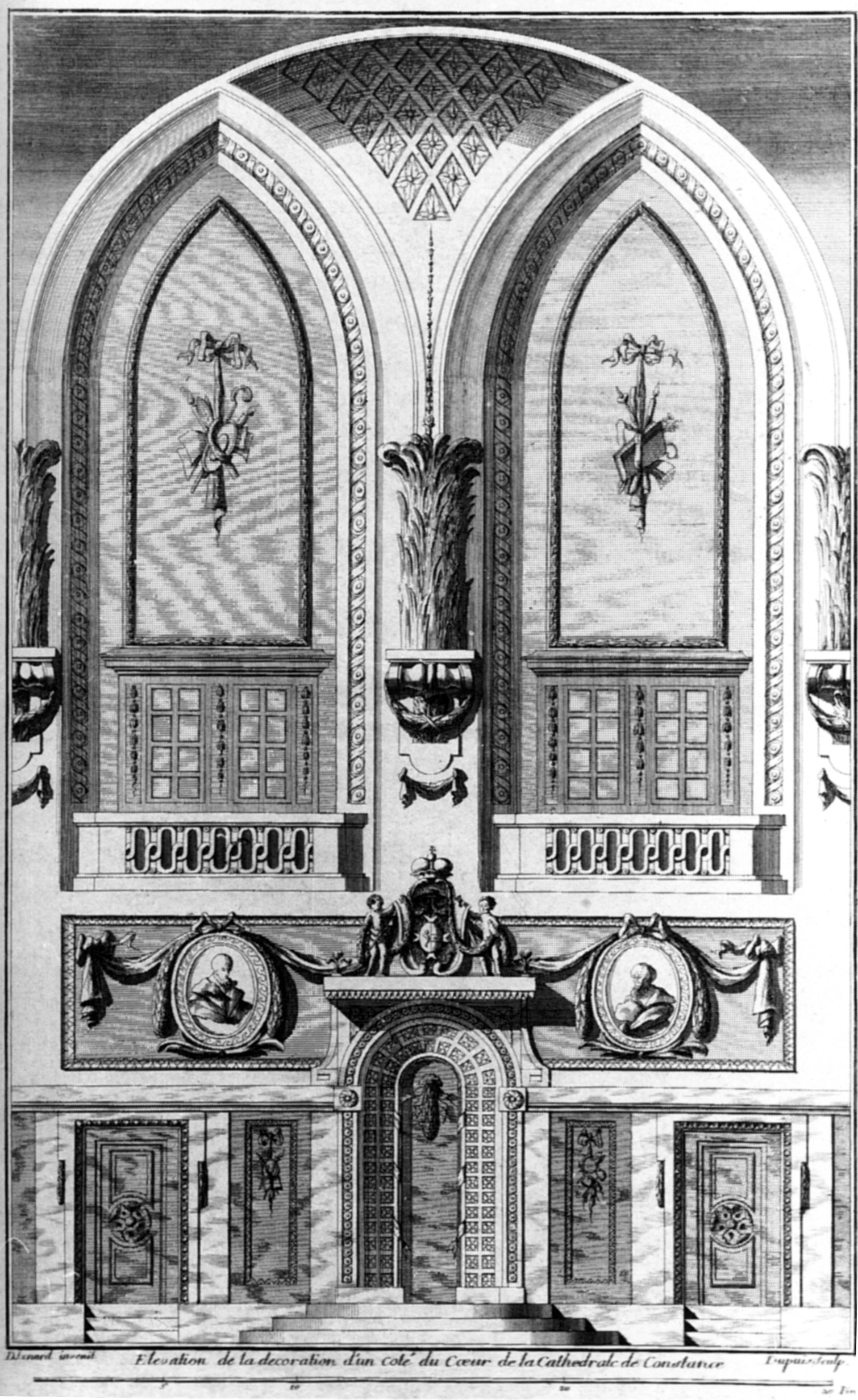
Entwurf für die Umgestaltung des Chors von d’Ixnard

Erst gegen Ende des 18. Jahrhunderts kam es im Münster zu weiteren Baumaßnahmen, nun nach Art des französischen Klassizismus. Der begehrte Schloss- und Kirchenbaumeister Pierre Michel d’Ixnard, der kurz zuvor von der Reichsabtei Salem den Auftrag zu einer Kirchenausstattung erhalten hatte, entwarf für die Konstanzer Kathedrale einen neuen Hochaltar (1774) und eine Gesamtgestaltung des Altarraums, der Vierung und der Querhausarme im neuen, antikisierenden Stil.
Die Ausführung übernahmen seine Mitarbeiter Josef Ferdinand Bickel und Carlo Luca Pozzi aus der Tessiner Stuckatorenfamilie Pozzi. Der neue Hochaltar rückte dabei nahe an die Ostwand, deren Fenster im unteren Drittel vermauert wurden. Die drei Chorräume und die Vierung erhielten Kassettendecken mit Teilvergoldung, die Wände wurden in einer einheitlichen Marmorschale dekoriert. Dieser klassizistische Entwurf ist nicht unumstritten. Im 19. Jahrhundert wurde die klassizistische Überformung gotisch-germanischer Architektur rundweg abgelehnt. Heute gilt er dagegen weitgehend als angemessene Neuinterpretation der ursprünglichen, romanisch-gotischen Raumform, wie sie d’Ixnards Helfern auch im Salemer Münster gelang.

### Säkularisation und Auflösung des Bistums
Mit der Säkularisation begann der Niedergang des Bistums. Bereits 1795 zog Österreich einen erheblichen Teil des Münsterschatzes ein, um die Koalitionskriege gegen Frankreich zu finanzieren. Das Hochstift Konstanz, der weltliche Territorialbesitz der Fürstbischöfe, wurde 1802 beschlagnahmt und fiel an die Markgrafschaft Baden, so auch wenige Jahre später die Stadt Konstanz. Damit waren auch die Sakralgebäude und der Domschatz des Bischofssitzes badisches Eigentum. Der geistliche Einflussbereich des Bischofs überdauerte kaum zwei Jahrzehnte: Der aufklärerische Theologe Ignaz Heinrich von Wessenberg, seit 1801 Generalvikar des Bistums und ein Anhänger des Josephinismus, wurde 1817 nach dem Tode von Bischof Karl Theodor von Dalberg zum Kapitularvikar gewählt. Papst Pius VII. widersetzte sich Wessenbergs Plänen für eine deutsch-katholische Nationalkirche und erkannte die Wahl nicht an. Kurzerhand löste der Papst das Bistum Konstanz auf und gründete das Erzbistum Freiburg. Unter dem Schutz der Landesregierung führte Wessenberg seine Arbeit bis zur endgültigen Neubesetzung des neuen Bischofsstuhls 1827 fort. Sein Wohnhaus lag dem Münster fast direkt gegenüber; 1860 ließ die Stadt ihren Ehrenbürger im nördlichen Seitenschiff des Münsters begraben.
Das Münster war ab 1821 nur noch eine einfache römisch-katholische Pfarrkirche. Die alte Pfarrkirche für die Niederburg, St. Johann, wurde geschlossen und ein Münsterpfarrer eingesetzt. Mit der Stephanskirche überlebte das Münster so die Profanierungs- und Abrisswelle, die die meisten Konstanzer Kirchen ereilte. Jedoch fiel ein Großteil des Dombezirks im ersten Drittel des 19. Jahrhunderts Bränden und Abrissmaßnahmen zum Opfer: 1824 zerstörte ein verheerender Brand den alten Wohnkomplex der Kanoniker sowie den „Stauf“ und einen Teil des Kreuzgangs. Die 900 Jahre alte, seit der Reformationszeit unbewohnte Bischofspfalz südlich des Münsters wurde abgerissen und 1830 durch das klassizistische Gesellschaftshaus der Konstanzer Museumsgesellschaft ersetzt, das heute als Pfarrhaus dient.

### Regotisierung und Turmvollendung um 1850
Um die Mitte des 19. Jahrhunderts setzte sich in Baden die Idee der Denkmalpflege durch, die bald auch das Konstanzer Münster erfasste – „eines der herrlichsten Monument gotischer Baukunst, das zu den schönsten seiner Zeit gehört“, wie es das Baugutachten eines zeitgenössischen Architekten formuliert. 1844 genehmigte Leopold von Baden die Restaurierung. Unter Aufsicht des Baudirektors Heinrich Hübsch wurde der Bau von 1846 bis 1860 von außen saniert. Die Baumaßnahmen umfassten eine umfangreiche Regotisierung des Münsters. Das 19. Jahrhundert empfand die Gotik als den ureigenen Baustil der deutschen Nation, weshalb das Münster in den Zustand vor der Barockisierung – für die man wenig Zuneigung empfand – zurückgeführt werden sollte.
Wie an vielen anderen deutschen Bauten sollte auch hier ein patriotisch überhöhter Idealzustand wiedererstehen, der historisch so nie bestanden hatte. Bei der Restaurierung vereinfachte man das beschädigte Stabwerk der Westfront; Nord- und Südportal wurden ebenfalls 1854 bzw. 1857 umgebaut. Das als „unrein“ empfundene Stilgemisch der Fassade wurde nach neugotischen Vorstellungen vereinheitlicht und der heute noch bestehende Dachreiter ergänzt. Nur dank der Proteste des Münsterpfarrers verzichtete man auf die Rücksanierung des klassizistischen Chorraums. Die von d’Ixnard vermauerten Chorfenster wurden jedoch wieder geöffnet.
Der einschneidendste Eingriff begann 1850: Der achteckige Turm mit durchbrochenem Maßwerkhelm veränderte nachhaltig das Erscheinungsbild des Münsters. Die bei der Bevölkerung beliebten spätgotischen Maßwerkkuppeln über den beiden Türmen, von Hübsch als „Käseglocken“ bezeichnet, sowie das Pyramidendach der Wachstube störten den Geschmack des Baudirektors. Zunächst war ein eingeschossiges Oktogon mit einer einfachen Kuppel geplant, die sich dezent an den bestehenden Turmkuppeln orientierte; der zweite Entwurf, der schließlich ausgeführt wurde, erhöhte das Oktogon auf zwei Geschosse und krönte es mit einer durchbrochenen Maßwerkspitze. Als unmittelbares Vorbild gilt die Turmnadel des Freiburger Münsters. (Den Mittelturmentwurf des spätmittelalterlichen Baumeisters Lorenz Reder kannte Hübsch nicht.) Auf die im Mittelalter ursprünglich geplanten Doppeltürme verzichteten die Planer – ob aus ästhetischen oder finanziellen Gründen, ist nicht bekannt.
Am 27. Juli 1853 stand die abschließende Kreuzblume an ihrem Bestimmungsort; die Maßwerkkuppeln fielen im Jahr darauf. Die 78 Meter hohe Turmnadel besiegelte die Gotisierung der salischen Basilika. Die aus Sicht heutiger Denkmalschützer fragwürdige Ergänzung erwies sich aber auch als stadtplanerischer Geniestreich, bekam doch der Stadtkern dadurch einen markanten, von weither sichtbaren Orientierungspunkt.

### Restaurierungen 1880–1935

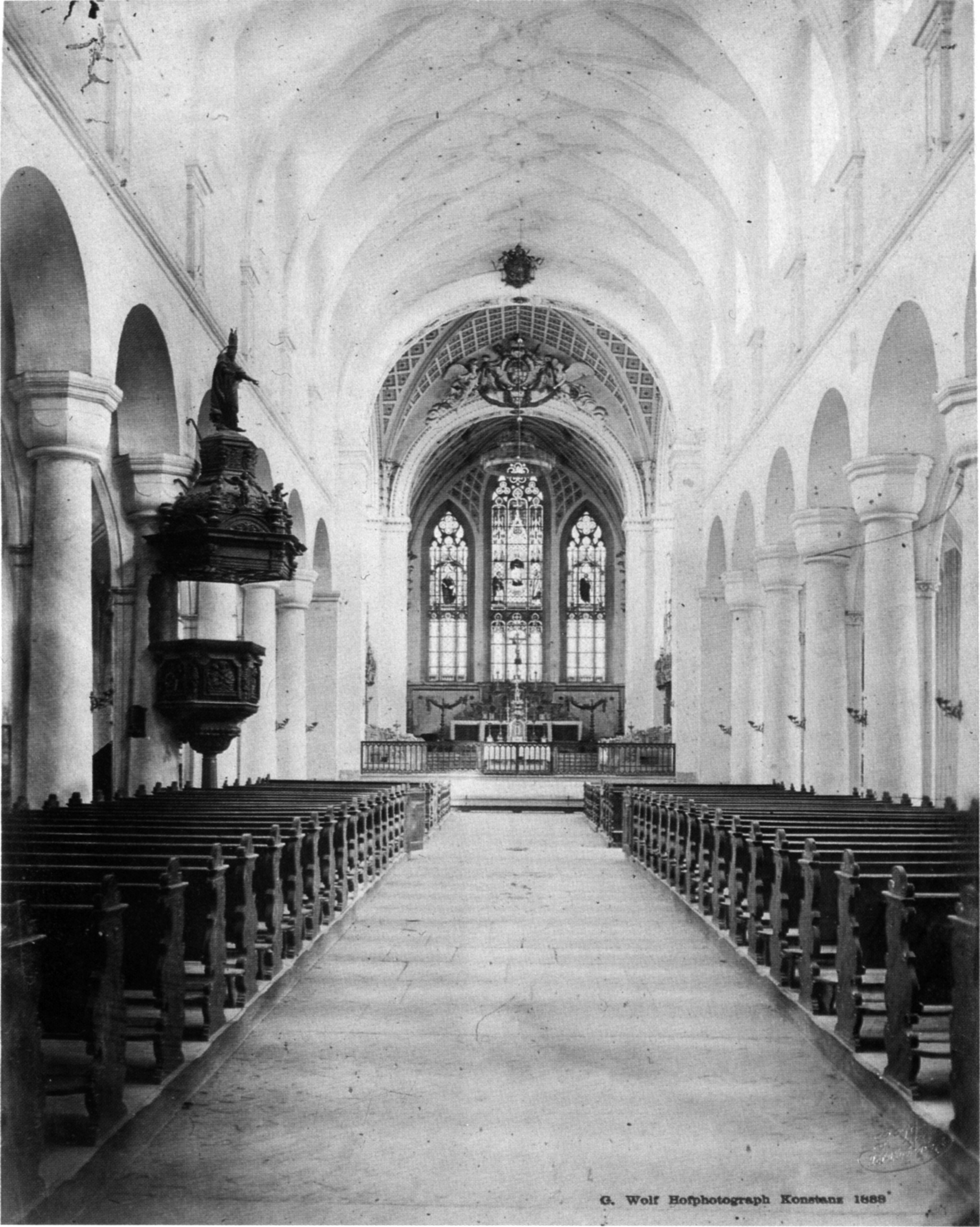
Langhaus und Chor mit vorübergehend geöffneten Chorfenstern 1888 (Fotografie: German Wolf)

Das Münsterinnere musste noch mehrere Jahrzehnte auf die neugotische Restaurierung warten. 1879 empfahl August Essenwein, Direktor des Germanischen Museums, eine Wiederherstellung der mittelalterlichen Holzdecke, für die das barocke Gewölbe hätte weichen müssen. Der Plan wurde nicht umgesetzt; dafür erfuhren die Seitenschiffkapellen und die Mauritiusrotunde unter Leitung von Bauinspektor Bär zwischen 1881 und 1887 eine Ausmalung in imitierter mittelalterlicher Malerei, die jedoch von Zeitgenossen als „planlos“ kritisiert wurde.
Glasfenster und Mosaikböden gestaltete 1880 Professor Alexander Linnemann aus Frankfurt. Unterlagen hierzu befinden sich im Linnemann-Archiv.
Die neugotische Ausstattung der meisten Seitenkapellen rührt aus der Zeit zwischen 1910 und 1914.
Eine weitere Restaurierung des Kircheninneren folgte 1922–1923 zum 800-jährigen Jubiläum der Heiligsprechung von Bischof Konrad: Die gotischen Fenster der Chorwand wurden vollständig geschlossen, die Dekoration mit Stuckfiguren und Ornamenten ergänzt und in die nun einheitlich klassizistische Raumschale integriert; die Ausführung besorgte die Kunstwerkstatt Victor Mezgers nach einem Entwurf des Bauleiters Paul Motz. Die farbigen Bemalungen in der Krypta, der Konradikapelle und diversen Grabmälern wurden entsprechend den Bauuntersuchungen wiederhergestellt. In den 1930er Jahren folgten Ausbesserungsarbeiten im Außenbereich, wobei meist Kunststein, Beton und Bitumen zum Einsatz kamen; Sandstein aus der Schweiz konnte nach 1933 aus politischen Gründen nicht mehr verwendet werden. Die damaligen – teils experimentellen – Methoden der Reparatur erweisen sich heute als problematisch, da sich unter den damals angefertigten Abdichtungen Wasser staut und weitere Schäden anrichtet.

### Von der Nachkriegszeit bis zur Gegenwart

Prachtstück im Wappen einer Basilica minor: das Umbraculum

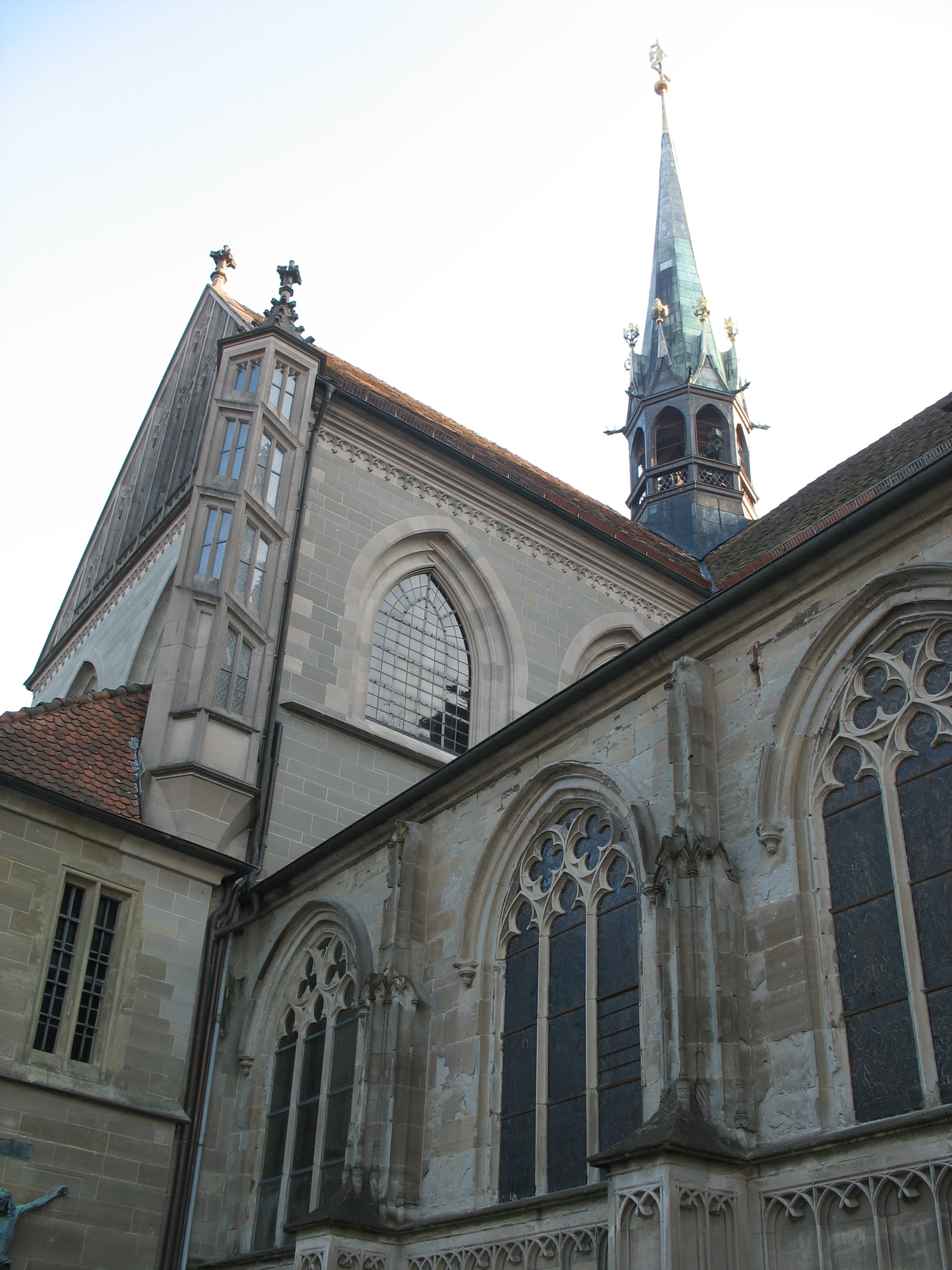
Schadhaftes und saniertes Mauerwerk am nördlichen Querhaus

Am 17. Januar 1958 wurde das Münster von Papst Pius XII. mit dem Apostolischen Schreiben Venusta quidem zur Basilica minor erhoben; damit können die Gebäude und Fahnen des Münsters (über dem Hauptportal) die gekreuzten Schlüssel tragen, wie sie auf dem Papstwappen zu finden sind, durch das erkennbar ist, welcher Papst den Titel verliehen hat.
Eine erneute umfassende Sanierung des Münsters begann 1962. Vor allem der Sandstein leidet unter Umweltschadstoffen, so dass Steinmetzarbeiten am Münster laufend ausgebessert oder durch Kopien ersetzt werden müssen. Auch der Kunststein der 1930er Jahre verursacht zusätzliche Schäden. Seit 1968 gibt es eine ständige Münsterbauhütte unter Aufsicht des Staatlichen Vermögens- und Hochbauamts Konstanz. Sechs bis acht Steinmetze arbeiten fast ausschließlich an der Bestandserhaltung und Instandsetzung des Münsters. Seit den 1960er Jahren wurden so rund 30 Mio. Euro für die Sanierung und den Erhalt des Münsters aufgewendet. 1974–1975 wurde die Krypta renoviert.
Von 1979 bis 1988 wurde die Welserkapelle an der Nordwestecke des Münsters saniert; dabei wurde der ursprüngliche Zustand vor den Sanierungen des 19. Jahrhunderts wiederhergestellt und, wo dies nicht möglich war, moderne Wasserspeierfiguren eingepasst. 1985 ergab eine Bauuntersuchung der Türme, dass deren Obergeschosse so sanierungsbedürftig waren, dass oberflächliche Maßnahmen nicht immer genügten. Stattdessen wurde das Glockengeschoss am Nordturm von 1991 bis 1996 vollständig abgetragen und aus gesundem Sandstein identisch wieder aufgebaut; am Südturm genügten Reparaturen. Der eingesetzte Sandstein stammt wie zur Bauzeit aus Rorschach und neuerdings auch vom Zürichsee. Von 1998 bis 2001 folgten das neugotische Oktogon und der Turmhelm. Gleichzeitig wurde die gesamte Westfassade umfassend instand gesetzt. Im Jahr 2005 waren die Arbeiten an der Turmanlage weitgehend abgeschlossen; Sanierungen an den Nord- und Südfassaden stehen noch aus.
Die heutige Münsterpfarrei ist für etwa 3.000 Gläubige zuständig. Im Gemeindegebiet liegt als einziges Konstanzer Kloster, das Reformation und Säkularisation überlebt hat, das Dominikanerinnenkloster Zoffingen in der Brückengasse (1257 gegründet). Das größte jährlich gefeierte Fest der Pfarrei ist das Konradifest am 26. November zu Ehren des Hl. Konrad, bei dem jeweils ein Bischof oder Abt der Diözese Freiburg im Breisgau oder der benachbarten Bistümer zu Gast ist. Das Marienpatrozinium wird am 8. September (Mariä Geburt) begangen. Für Besucher ist das Münster ganzjährig geöffnet; die Turmplattform ist von Ostern bis Ende Oktober zugänglich. Im Münster finden neben römisch-katholischen Gottesdiensten auch regelmäßig Konzerte statt.

## Architektur und Ausstattung

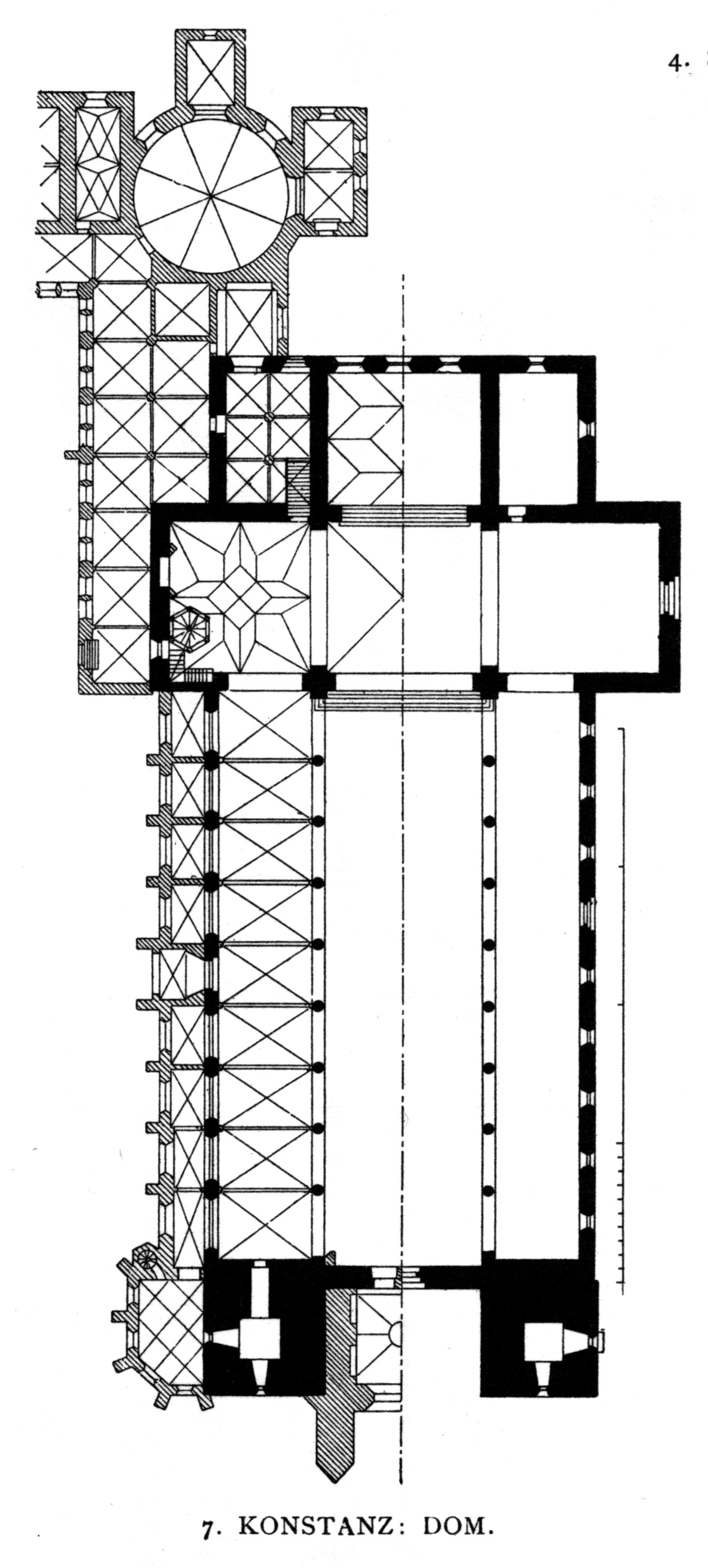
Grundriss des Münsters

Das Konstanzer Münster ist eine dreischiffige Basilika mit Querschiff und gerade abschließendem dreizelligem Chor. Der eigentliche Bau mit seiner schlichten Kubatur ist unverkennbar romanisch, während das auf allen Seiten angebrachte Maßwerk und die hohen Spitzbogenfenster vom spätmittelalterlichen Willen zeugen, die Kirche an die großen gotischen Bischofskirchen anzugleichen. Die Westseite zum Münsterplatz hin ist als eigentliche Schauseite der Kirche von den massiven Stümpfen der Doppeltürme geprägt, deren Maßwerk ihnen eine filigrane Gliederung verleiht. Von Süden präsentierte sich die Kirche mit einem aufwändigen Seitenportal im 19. Jahrhundert noch von einer dekorativeren Seite, während heute nur noch die frühgotische Südwand des Querschiffs von ihrer repräsentativen Funktion zeugt. Im Osten schließen sich an die Außenwand des Nordchors die Bauten der Mauritiusrotunde sowie des Kapitelsaals und der Margaretenkapelle an, die durch die Reste des ehemaligen Kreuzgangs miteinander verbunden sind.

### Langhaus

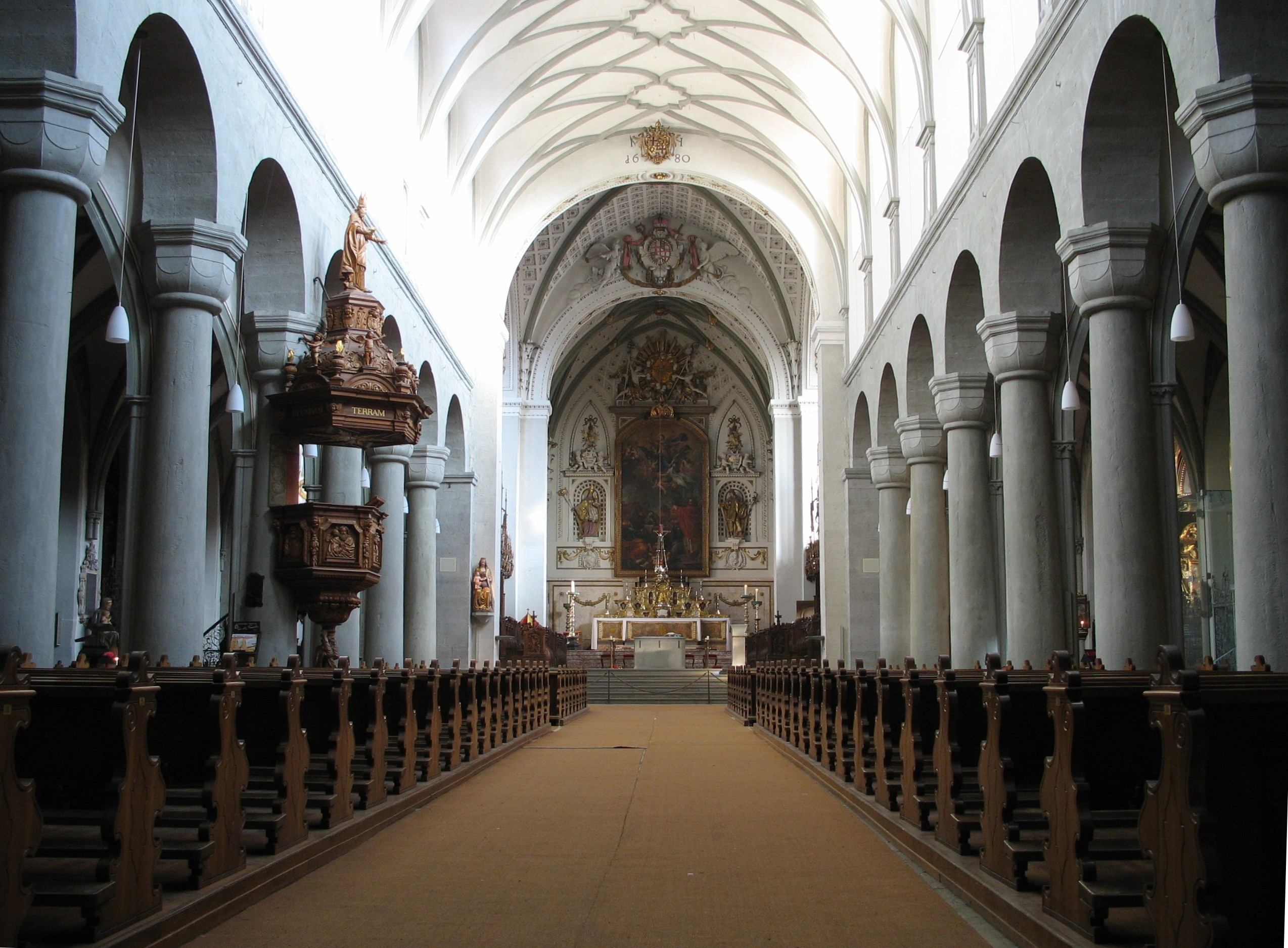
Blick ins Langhaus Richtung Altarraum

Am Langhaus wird die Überlagerung verschiedener Bauperioden besonders sichtbar. Die Säulenreihen links und rechts des Laienraums sind unverkennbar romanisch geprägt und stammen aus der Rumold'schen Bauperiode nach 1054. Insgesamt sechzehn Säulen auf jeder Seite tragen die halbkreisförmigen Arkaden. Sie besitzen mächtige, schlicht gearbeitete achtseitige Kelchkapitelle (wahrscheinlich nach Vorbildern im Goslarer Dom) und attischen Basen. Jede Säule ist aus einem einzigen Block Rorschacher Sandstein gefertigt. Der schmale, hohe Raum erzeugt einen optischen Tiefensog zum Altar hin, den die weit gespannten Rundbögen in einen gemessenen Takt unterteilen. Der abschließende Rundbogen rahmt die aufsteigende Folge der strengen Kuben von Vierung und Hochchor (Apsis).
Das barocke Kreuzrippengewölbe (1679/80), das den Raum überdacht, spannt die Obergaden in diese Schrittfolge ein und verwebt sie kunstvoll zu einer Raumeinheit. Zwar lebt das Gewölbe von einem bühnenhafteren Raumgefühl als die strengen, gemessenen Säulenreihen, doch fügt es sich harmonisch in den Gesamtraum ein. Die Gewölberippen setzen die spätgotischen Gewölbe der Seitenschiffe und des Chorraums fort, ohne dabei die Jochfolge des Langschiffs zu stören. Auf der linken Seite des Langschiffs ist am Obergaden noch der Türrahmen zu sehen, durch den einst die Hängeorgel zu betreten war.

#### Westwand
Die Balustrade der Orgelempore, gestaltet von Lorenz Reder, vermischt skulpturale Formen aus der Gotik und der Renaissance. Im Bogen unterhalb der Empore findet sich das Totenbild des Weihbischofs Georg Sigismund Miller († 1686). Das zweiteilige Bild stammt von Johann Christoph Storer und ist auf 1659 datiert – der Bischof bestimmte also noch zu Lebzeiten über seine Nachwirkung. Im rechten Bildteil kniet der betende Bischof neben Christus und Maria. Mariologische Zitate finden sich auf Spruchbändern vor des Bischofs Mund: „HINC LACTOR AB UBERE“ („Ich nähre mich an ihrer Brust“), an Christi Kreuz: „HINC PASCOR (AB) VULNERE“ („Ich weide mich an seiner Wunde“) und vor Christus: „FILIOLI HAEC PECCATORU(M) SCALA HAEC MEA MAXIMA FIDUCIA EST: HAEC TOTA RATIO SPEI MEAE“ („Diese göttliche Mutter, O meine Söhne, ist die Leiter der Sünder durch welche sie zur Höhe der göttlichen Gnade emporsteigen, sie ist meine größte Zuversicht, sie ist der ganze Grund meiner Hoffnung“; Bernhard von Clairvaux, In nativitate B. V. Mariae, 441B). Im Bogenscheitel findet sich ein Bild Gottvaters mit zwei Putten, die eine Schriftrolle halten. Das linke Bild zeigt ein Vanitasmotiv: Ein Skelett im Bischofsornat deutet auf einen Ritter in voller Rüstung, welcher den Wappenschild des Weihbischofs hält. Im Bogenzwickel daneben ein Sockel mit verdunkelter Sonne und dem Spruchband „SOL OBSCURATUS EST“ („Die Sonne ist verdunkelt“) sowie einer Inschrift zu Ehren des Bischofs. Das Bild konnte wohl nur deshalb so prominent im Kirchenschiff platziert werden, weil es der gängigen Marienverehrung entsprach.

### Querhaus und Hochchor

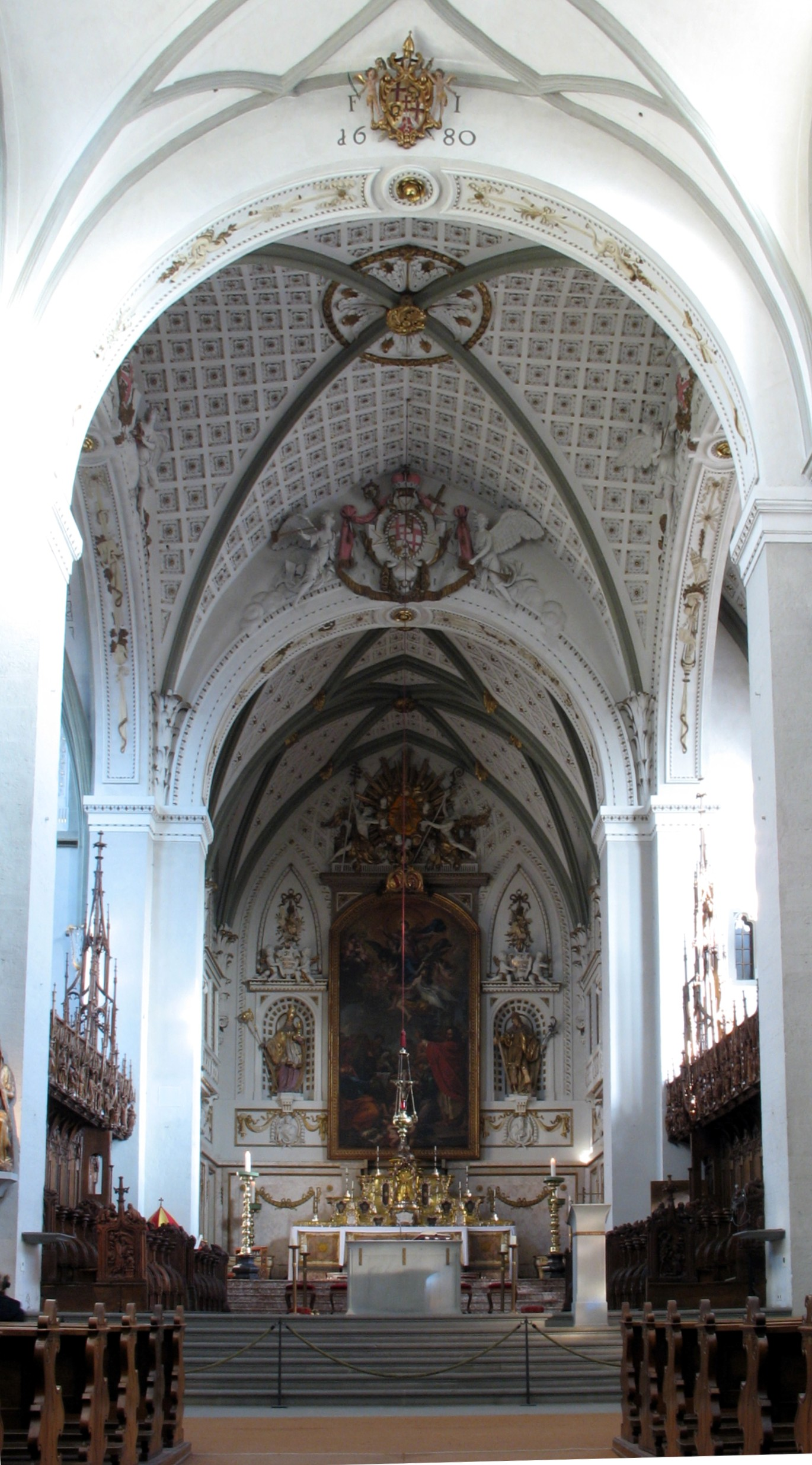
Die Vierung und dahinter der Hochchor

Das Querhaus des Münsters ist dreifach gegliedert: Die ausgeschiedene Vierung, an die sich östlich der Hauptchor mit dem klassizistischen Hochaltar anschließt, links der Vierung der Thomaschor und rechts der Mariä-End-Chor. Das Vierungsquadrat bestimmt, charakteristisch für romanische Basiliken, als Maßeinheit die Größe der anschließenden Raumeinheiten (Gebundenes System). Der Fußboden der Vierung und der Seitenchorräume ist um rund einen Meter gegenüber dem Langhaus erhöht, der Hauptchor wiederum um fünf Stufen gegenüber der Vierung.
Der gesamte Deckenraum des Chors und der Vierung ist einheitlich klassizistisch dekoriert, ebenso sind die Wände des Hochchors in Gold und weißem Marmor verkleidet. Die beiden Nebenchöre überdachen jeweils Rippengewölbe mit teilweise vergoldeten Kassetten. Im Nordchor ist das Gewölbe als siebenzackiger Stern gestaltet; im Hauptchor füllen florale Rhomben die Zwickel der gotischen Spitzbögen. Der Hochchor diente bis zum Zweiten Vatikanischen Konzil als Altarraum. Dort steht noch der klassizistische Hochaltar, ein Entwurf d’Ixnards. Die Rückwand ist fensterlos, seit die drei großen gotischen Ostfenster 1923 verschlossen wurden. Erkennbar sind noch die Dimensionen der ursprünglichen Spitzbogenfenster, durch die das Licht der aufgehenden Sonne direkt in die Kirche fiel. Vor dem mittleren Fenster hängt zentral ein monumentales Ölgemälde von Franz Carl Stauder, das Mariä Aufnahme in den Himmel zeigt (1701). Das Bild wird flankiert von Monumentalstatuen der Kirchenpatrone Konrad und Pelagius.

### Thomaschor

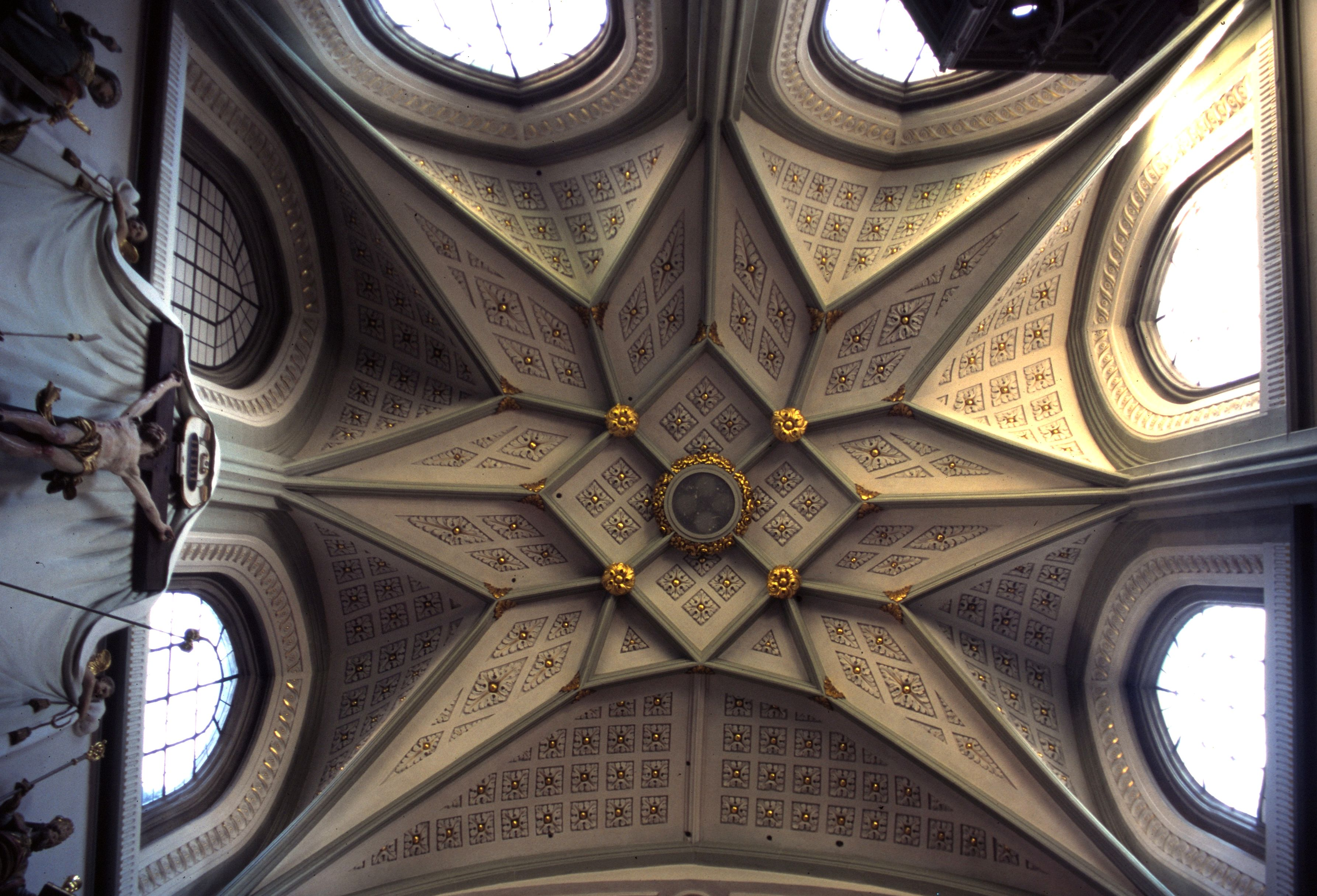
Sterngewölbe im Thomaschor

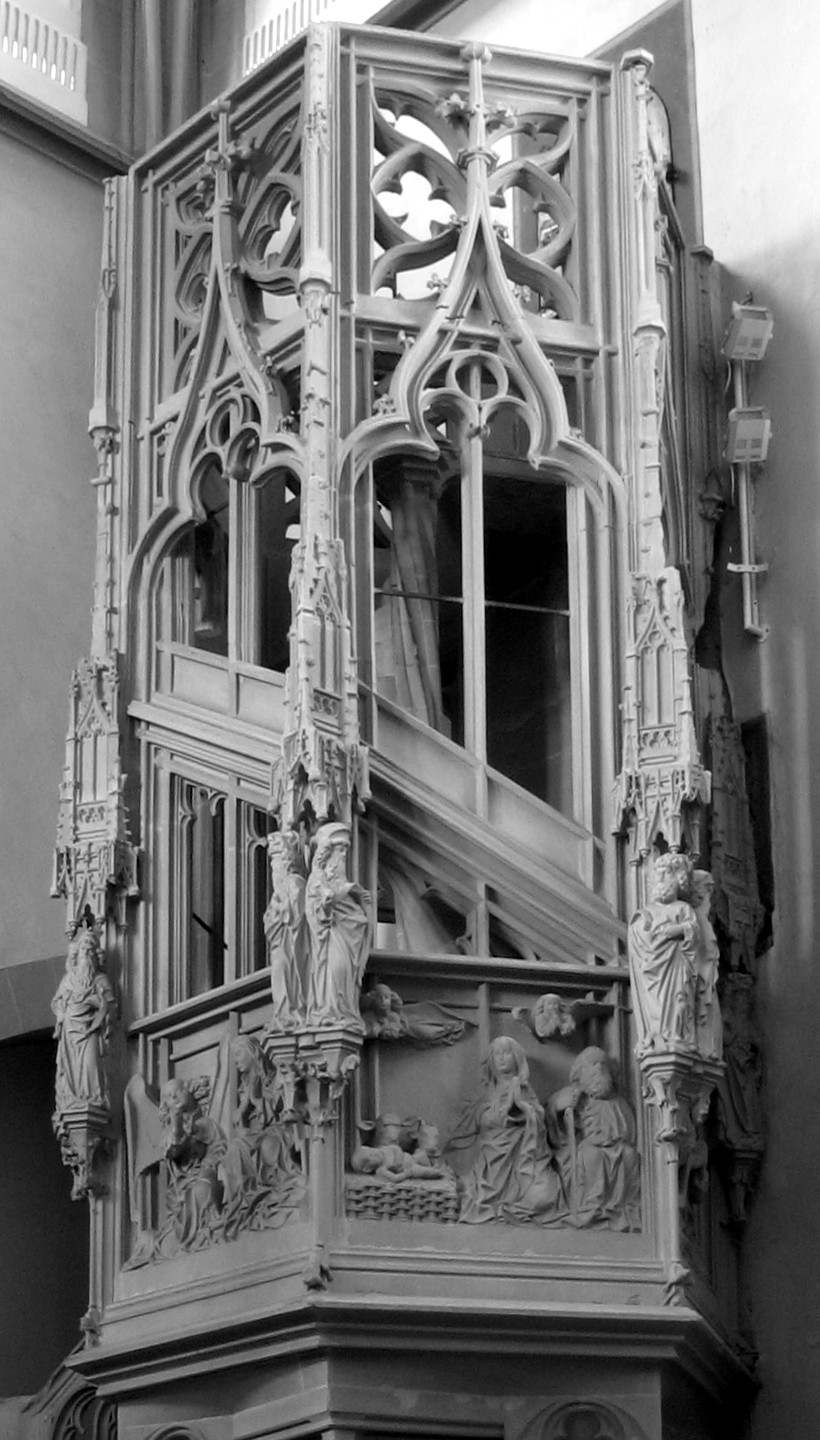
Der spätgotische „Schnegg“

Die beiden seitlichen Chorräume beherbergen jeweils monumentale Barockaltäre. Der Altar im nördlichen Querhaus (Thomaschor) ist von Christoph Daniel Schenck skulptural dekoriert; neben Christus und St. Thomas stehen hier Kaiser Heinrich II. und Helena; das Kruzifix über dem Altar stammt von Carlo Luca Pozzi aus Como.
Der sogenannte Schnegg im Thomaschor ist ein spätgotisches Schmuckstück des Münsters: ein acht Meter hohes sechseckiges Treppenhaus aus behauenem Sandstein, das mit Maßwerk und figürlichen Darstellungen verziert ist. Die fünf Meter hohe Wendeltreppe im Innern führte zum Gewölbe des Ostbaus und zur Hängeorgel im Mittelschiff. Die Relieffiguren stellen in typologischer Gegenüberstellung Symbole der Jungfräulichkeit Mariens dar: So stehen Gideon und Mariä Verkündigung sowie der brennende Dornbusch und die Geburt Christi einander gegenüber. Die Ecken des Türmchens zieren acht Prophetenfiguren. Die Beschriftung der Spruchbänder sowie die ursprüngliche farbige Bemalung aller Figuren fehlen. Die ausführenden Meister des Turms sind bis auf einen „Meister Antoni“ nicht namentlich bekannt; der Baubeginn ist auf 1438 datiert. Das künstlerische Vorbild sieht Reiners (1955) in einem achtseitigen externen Treppenturm am Schloss von Bourges. Während die skulpturalen Arbeiten viel Bewunderung fanden, gilt die Konstruktion insgesamt als statische Fehlplanung, die nur von der Treppenkonstruktion gehalten wird.
An der Nordwand des Thomaschors findet sich auch eine gotische Darstellung des Todes der Jungfrau Maria und ihrer Beweinung durch die Jünger, die als Skulpturengruppe plastisch gearbeitet ist. Sie war ursprünglich im Südchor aufgestellt, da dieser Mariä Tod gewidmet ist, steht jetzt aber in einer spätgotischen Nische, die eigentlich eine Grabstätte des Domherrn und Kantors Friedrich von Richtenberg beherbergt.

### Mariä-End-Chor
Den Altar im Südchor schuf 1637 Jörg Guggenbüchel aus Einsiedeln, das Altarblatt mit dem Tod Mariens stammt von Johann Rieger.

### Margaretenkapelle
Hinter dem Süd- oder Mariä-End-Chor liegt die Margaretenkapelle, ein erstmals 1222 erwähnter Sakralraum, der 1423 mit einem gotischen Kreuzgewölbe eingewölbt wurde. Farbige Wandmalereien (frühes 14. Jahrhundert) zeigen eine Konstellation dreier Motive mit gemaltem Rahmen: links Christus in einem Kranz von Engeln, rechts der Teufel, der von drei Engeln mit Lanzen niedergedrückt wird, und über beiden Motiven die Mutter Gottes mit Christus auf dem Arm, zu ihren Füßen die Wappen des Stifters Bischof Otto III. von Hachberg, des Bistums und der Grafen von Freiburg.
An der Südwand der Kapelle befinden sich das Hochgrab des Bischofs, direkt dahinter wandseitig ein Blendbogen, der von Wandmalereien (datiert auf 1445) umgeben ist. Hochgrab, Blendbogen und die Wandmalerei bilden eine Einheit. Die Malerei zeigt im Inneren des Bogens eine Kreuzigungsszene, über dem Bogen eine gemalte Maßwerkbrüstung, hinter der sich die Mutter Gottes in einem Reigen musizierender Engel zeigt. Die feine Zeichnung in Öl- und Temperafarbe ist teils abgeblättert oder durch spätere Übermalung zerstört. Mit ihrem plastischen Hintereinander gehört sie zu den frühesten Werken des räumlichen Illusionismus in der deutschen Kunst.
Die Margaretenkapelle wurde 2008 restauriert und wieder der Öffentlichkeit zugänglich gemacht.

### Seitenschiffe und Seitenkapellen

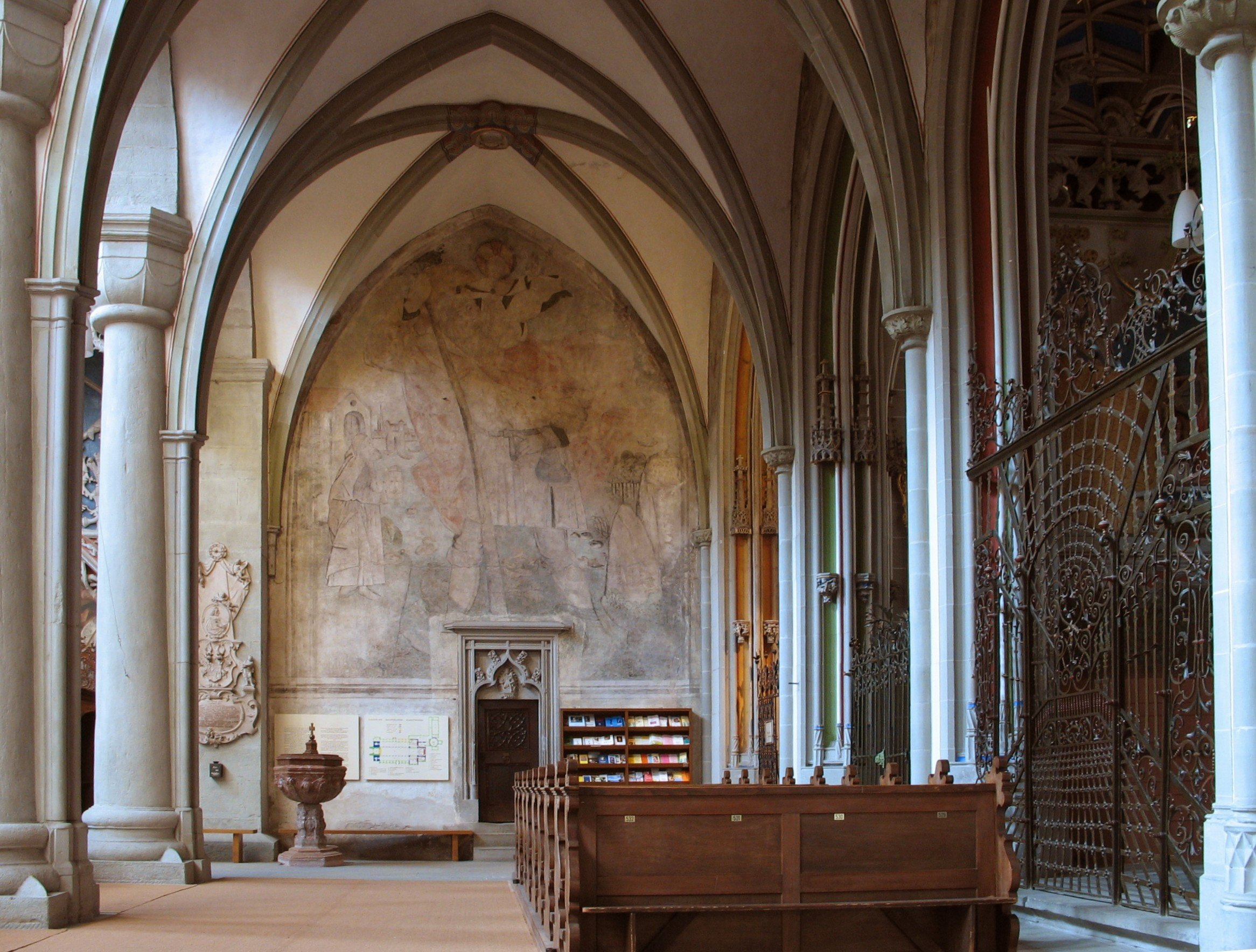
Christophorus-Darstellung im nördlichen Querschiff

Die Seitenschiffe stammen aus der romanischen Bauphase nach 1054 und wurden im 15. Jahrhundert mit einfachen Kreuzrippengewölben überspannt. Die Schlusssteine der Gewölbe sind mit Heiligenfiguren und Fantasiewesen, etwa einer Chimäre, bemalt. Die das Gewölbe tragenden Dienste sind an den Rückseiten der Langschiffsäulen bis auf den Boden durchgezogen; an den Außenseiten der Schiffe wurden sie teilweise entfernt.
An den Seitenschiffen lagert jeweils eine Reihe von acht Seitenkapellen (15. Jahrhundert) an. Nur spärliches Licht fällt durch die prächtigen Buntglasfenster der Kapellen. Die Reihe der Kapellen wird vom Nord- bzw. Südportal unterbrochen. Ihre Altarausstattungen stammen zumeist aus dem 18. und 19. Jahrhundert und wurden von hochrangigen Konstanzer Familien, Domherren und Bischöfen gestiftet. Mit den Stiftern wechselten auch bei vielen im Laufe der Zeit die Patrozinien. Die Eingänge zu den Kapellen sind mit schmiedeeisernen Gittern verschlossen, von denen manche Überreste des prächtigen barocken Chorgitters sind.
Von den ursprünglich wohl zahlreichen Wandmalereien sind nur wenige erhalten. An den Westwänden sowohl des südlichen wie des nördlichen Seitenschiffs, zu beiden Seiten des Westportals, finden sich prominent monumentale Darstellungen des Christophorus. Beide sind stark verblasst. Das südliche Bild, datiert auf 1435 und 1924 restauriert, zeigt den Träger mit Christus auf dem Rücken den Fluss durchschreitend, wobei die umgebende Landschaft detailliert und plastisch gezeichnet ist. Das fast ganz verblasste nördliche Bild, auf 1470 datiert, zeigt eine weit naturalistischere Darstellung des Christophorus mit dem Eremiten vor dem Hintergrund eines Sees mit einer Sirene, Schiffen, Enten, Wasservögeln und einer Stadt, die häufig als frühe Abbildung der Stadt Konstanz gedeutet wird.
In den Seitenschiffen finden sich zahlreiche Grabplatten und Epitaphe von Bischöfen, Weihbischöfen und Domherren. Auch der letzte Bistumsverweser und Konstanzer Ehrenbürger Ignaz Heinrich von Wessenberg liegt im nördlichen Seitenschiff begraben.

### Welserkapelle
Die Welserkapelle ist die westlichste der Nordkapellen und ist als eingeschossiges Bauwerk an die Nordseite des Nordturms angeschlossen. Unter Bischof Otto von Sonnenberg (1474–1491) begonnen, ist die ursprüngliche Funktion dieses herausragenden Baukörpers ungeklärt. Ihre dichte Dekoration im Außenbereich weist – nach den einschneidenden Restaurierungen des 19. und den Rekonstruktionsarbeiten im 20. Jahrhundert – ein Stilgemisch aus rekonstruierter Gotik und modernen Ergänzungen auf: Neben dem wiedererstandenen Zierwerk finden sich vier moderne Wasserspeier, die für die vier Kardinaltugenden stehen. Im Innern schließt sie sich als erste der Nordkapellen an das nördliche Seitenschiff an. Ihren Namen erhielt sie als Familienkapelle der Familie Matthäus Welser; der Kanonikus Severinus Welser stiftete den Altar und wurde 1659 hier begraben. Bemerkenswert ist im Innern der umlaufende Relieffries mit Brustbildern von 21 Propheten sowie kleinere Ganzkörperfiguren männlicher und weiblicher Heiliger. Diese Steinmetzarbeiten der Münsterbauhütte aus der Zeit um 1500 gehören zu den herausragendsten plastischen Arbeiten im Münster. Die vier farbigen Glasfenster der Kapelle wurden in den Jahren 1989/90 vom Glaskünstler Hans Gottfried von Stockhausen gestaltet.

### Türme und Westportal

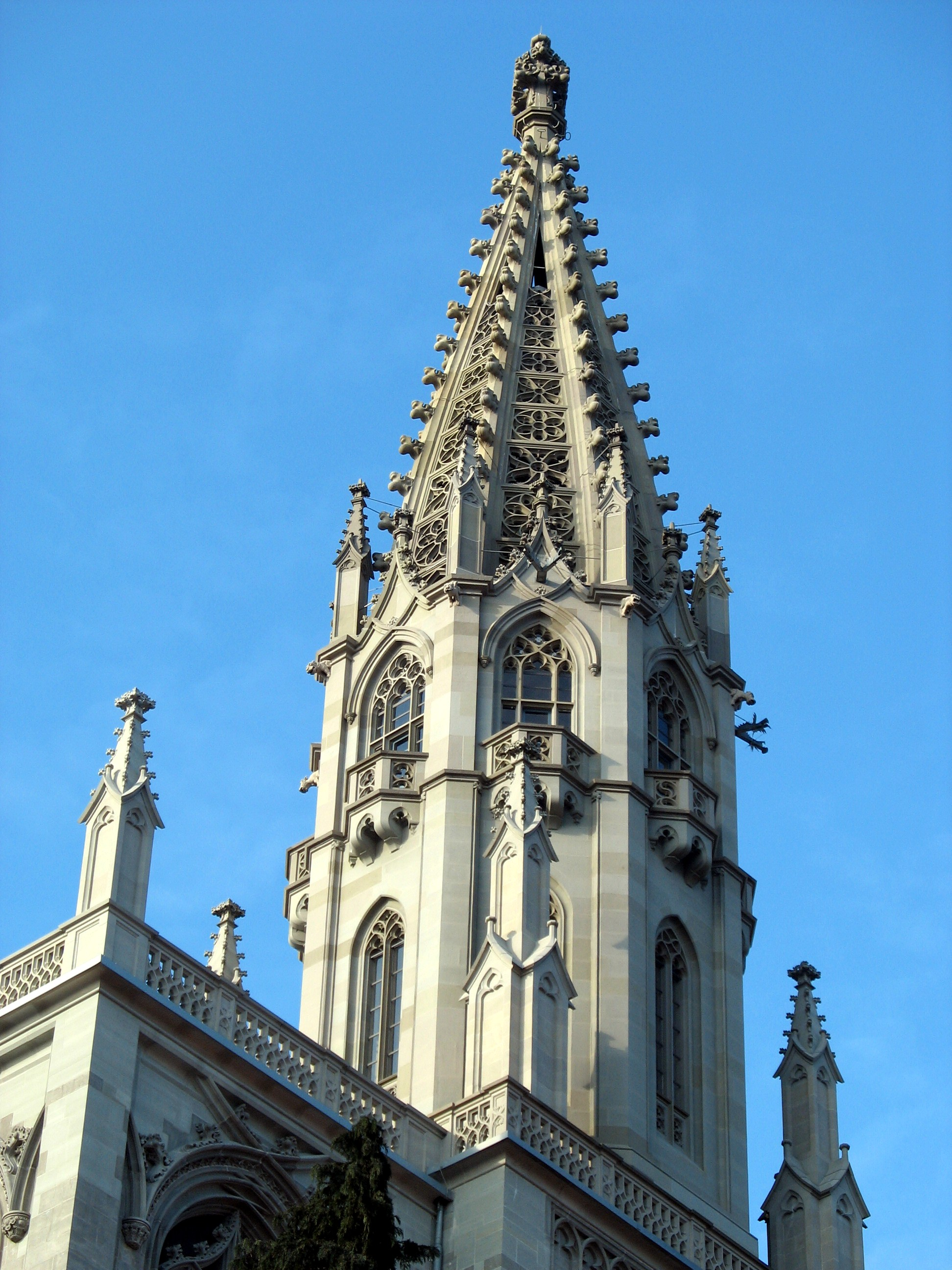
Turmspitze und Oktogon

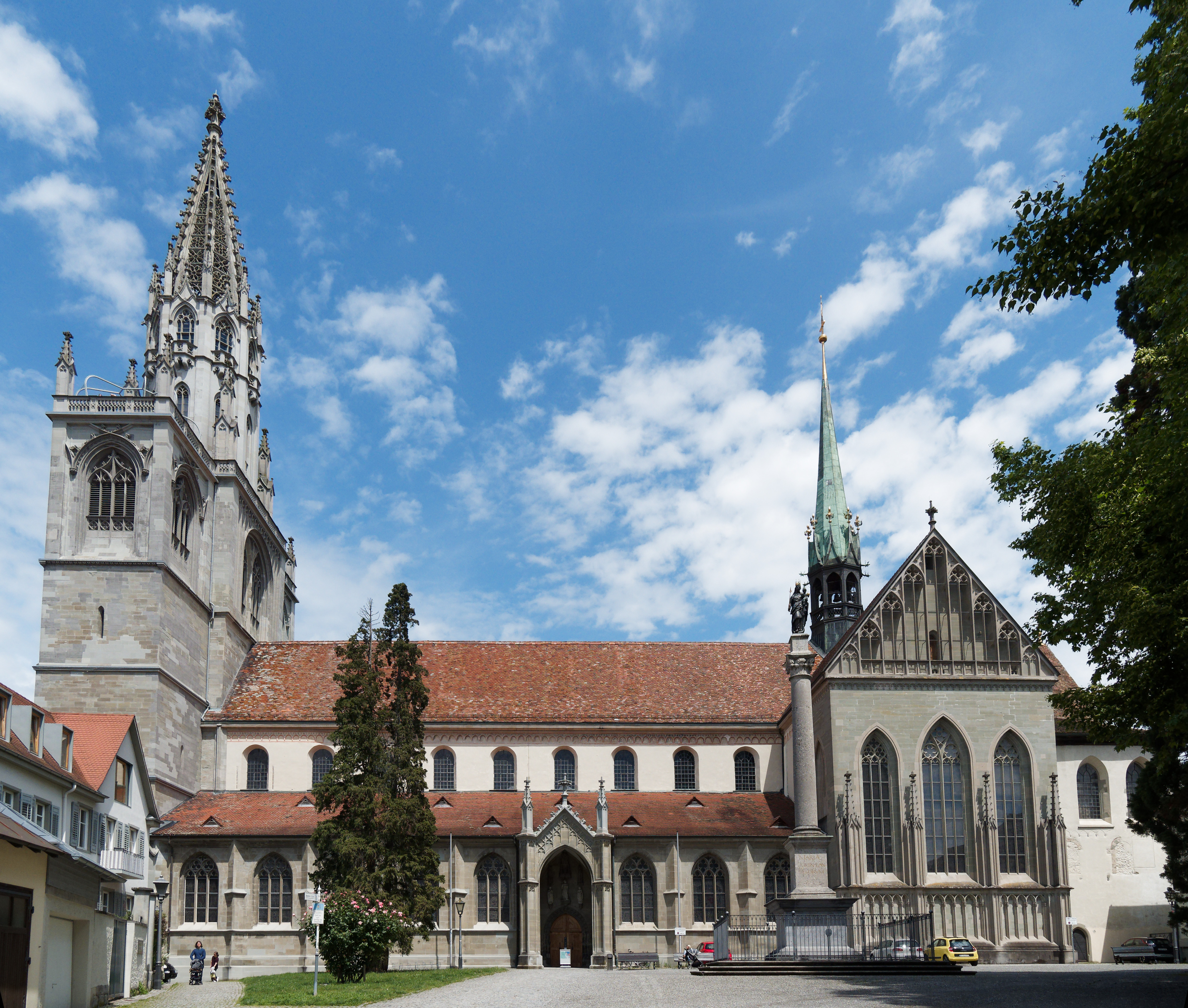
Die Südseite mit Mariensäule

Die Westseite der Kirche wird bestimmt durch eine mächtige Sandsteinfront, die das Eingangsportal überspannt. Sie gliedert sich in Nord-, Mittel- und Südturm. Nord- und Südturm (12.–14. Jahrhundert) sind durch umlaufende Gesimse in vier Geschosse unterteilt. Die Turmfassaden sind undekoriert und weisen nur schmale Lichtscharten auf; lediglich die Obergeschosse, die als Glockenstuben dienen, haben mit Maßwerk verzierte Schallöffnungen. Die Türme schließen im vierten Stockwerk mit einer Plattform ab, auf der das durchbrochene Oktogon steht, das in die filigran gearbeitete Turmnadel (19. Jahrhundert) übergeht. Die Balustrade der 40 m hoch liegenden Aussichtsplattform auf dem Nord- und dem Südturm zieren steinerne Fialen. Im Oktogon befindet sich innerhalb der kleinen, angebauten Balkone eine weitere Aussichtsebene auf 52 m Höhe
Den Mittelturm (um 1500) flankieren auf der Westseite mächtige, abgetreppte Strebepfeiler.

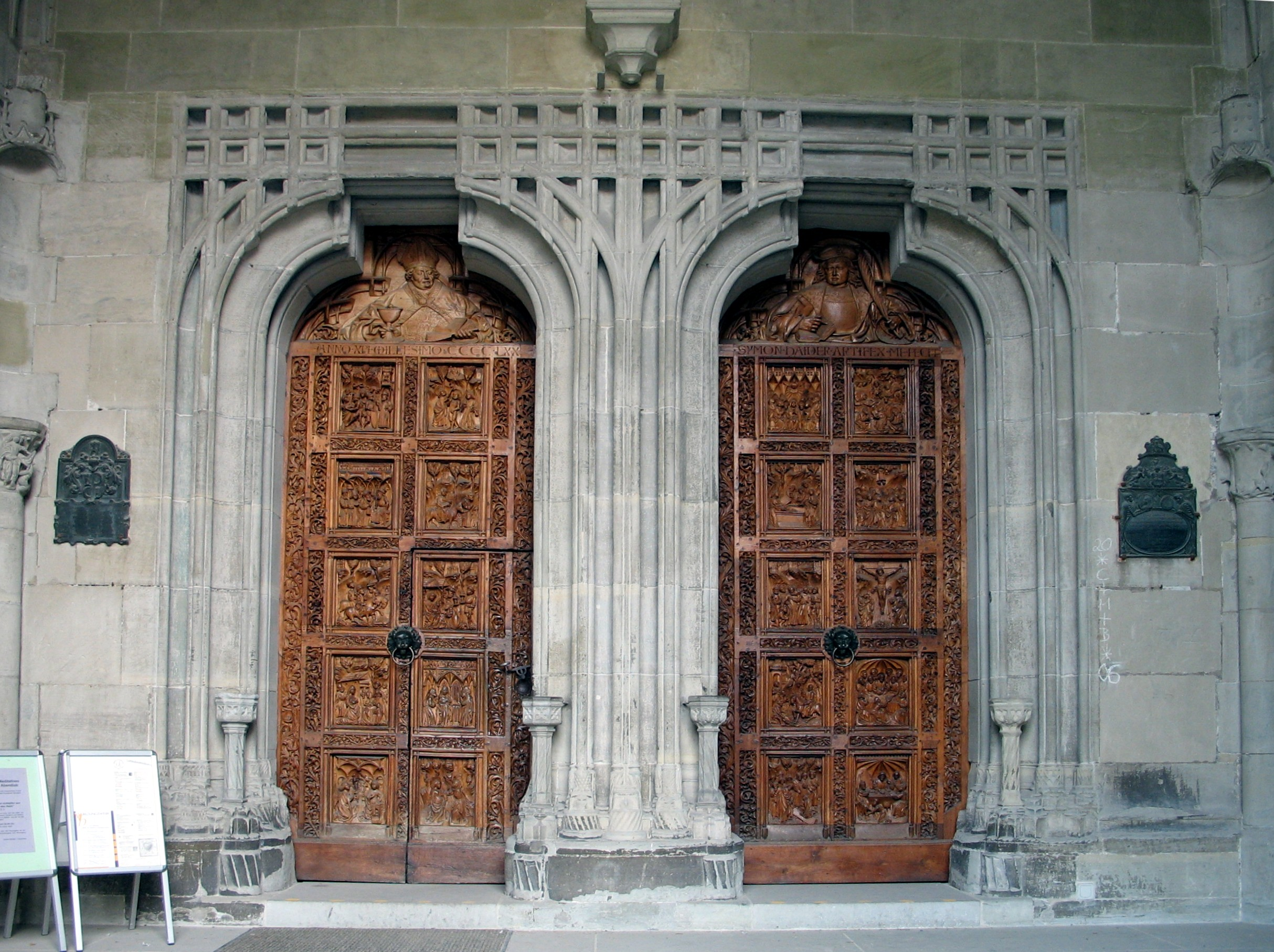
Die Türen des Westportals

Im untersten Geschoss des Mittelturms öffnet sich der Vorraum zum Westportal. Über der Öffnung befinden sich unter einem Maßwerkbaldachin Monumentalskulpturen der drei Patrone des Münsters aus der Zeit um 1855: Konrad und Pelagius wurden vom Konstanzer Bildhauer Hans Baur geschaffen, die Maria stammt vom Hüfinger Franz Xaver Reich. Die westliche Vorhalle besitzt ein kompliziertes vierteiliges Sterngewölbe (1518), vor dem ein großes geschnitztes Kruzifix hängt („Großer Herrgott von Konstanz“, 15. Jahrhundert).
Die beiden Türen des Hauptportals sind mit Holzschnitzereien verziert. Jede der 4,05 m hohen Türen ist in zehn Bildfelder unterteilt. Sie stellen das Leben Jesu in 20 Stationen dar, beginnend mit der Verkündigung Mariens in der linken unteren Ecke der linken Tür, endend mit Himmelfahrt Christi, dem Pfingstfest und dem Tod Mariens rechts oben auf der rechten Tür. Über beiden Türen zeigen halbkreisförmige Reliefs Brustbilder der Heiligen Konrad (links) und Pelagius (rechts). In der oberen Abschlussleiste der Türen verewigte der leitende Konstanzer Tischler Simon Haider prominent seinen Namen und das Entstehungsjahr 1470: „ANNO XPI MILESIMO CCCCLXX SYMON HAIDER ARTIFEX ME FECIT“. Die Bildfelder fertigten jedoch mehrere namentlich unbekannte Bildschnitzer.

### Krypta

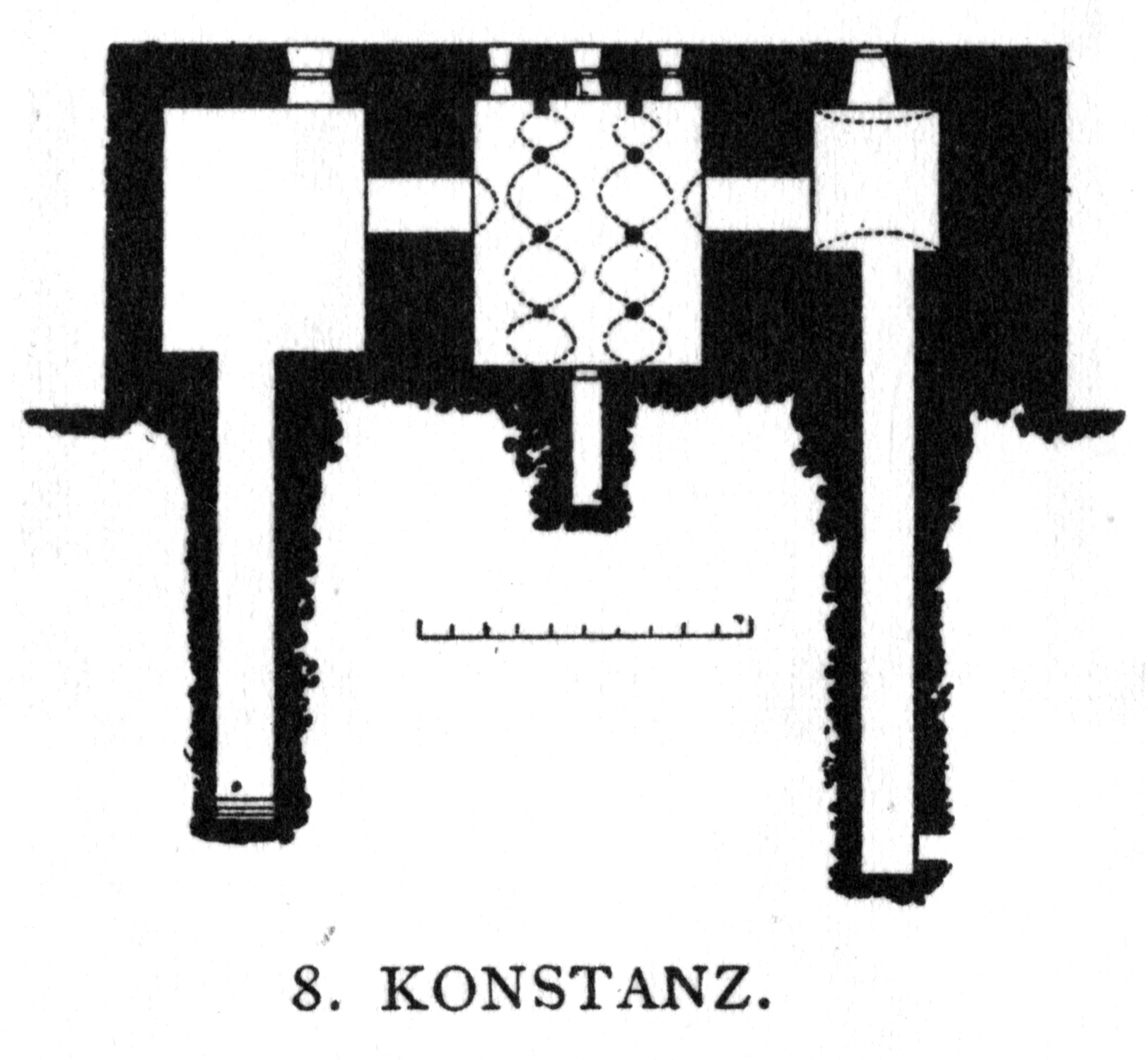
Grundriss der Krypta

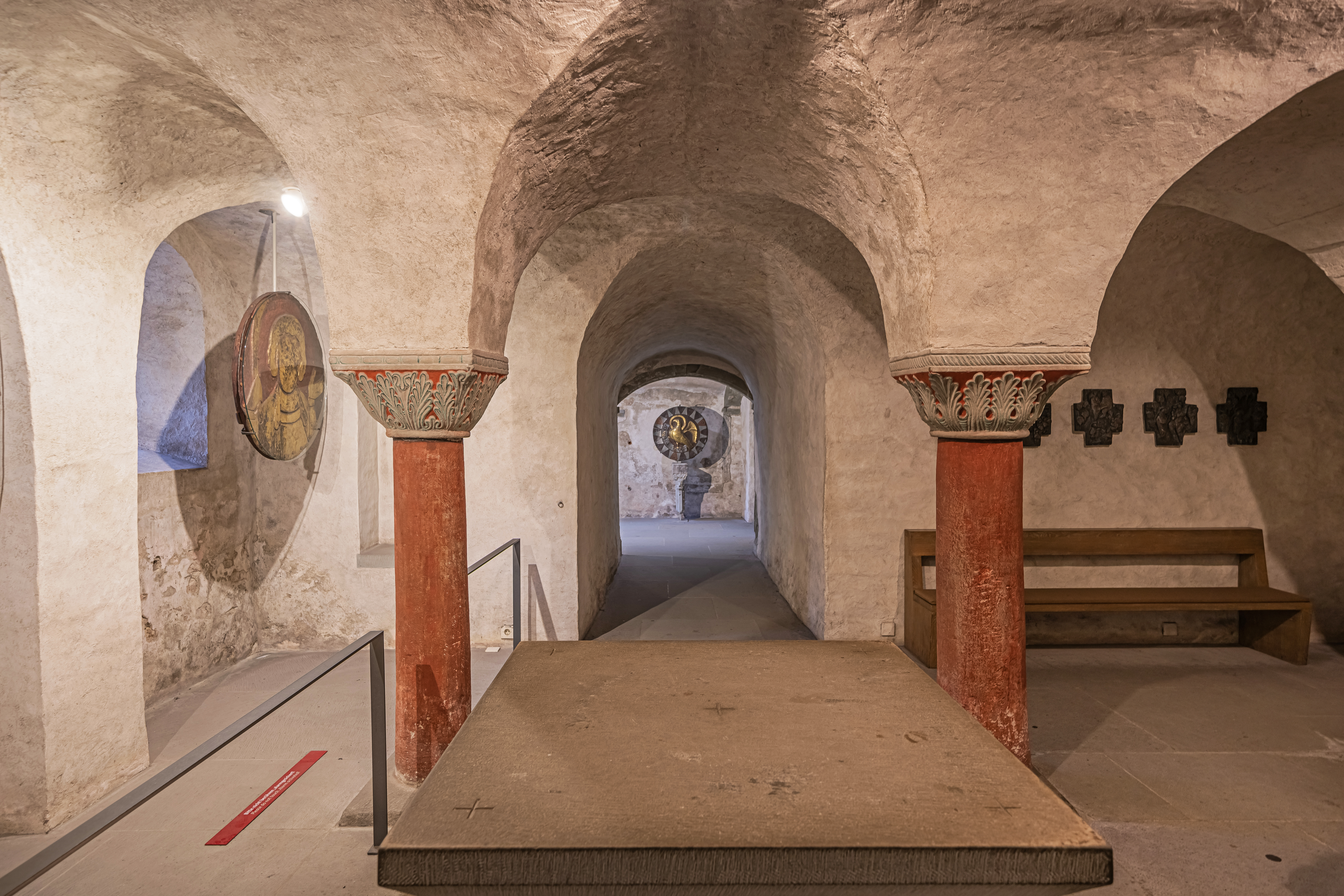
Krypta

Die Krypta ist der älteste erhaltene Teil des Münsters. Ihre Entstehung ist nicht genau datierbar. Wahrscheinlich wurde sie für die Gebeine des hl. Pelagius angelegt, welche vielleicht bereits um 850, spätestens jedoch im Jahr 904 hier eingebettet wurden.
Es handelte sich ursprünglich um eine Winkelgangkrypta, die später zur Hallenkrypta erweitert wurde. Eine vergleichbare Viersäulenkrypta gab es vor 900 bereits im benachbarten Kloster Reichenau sowie, vielleicht als beider Vorbild, in der Fürstabtei St. Gallen. Aus der frühesten spätkarolingischen Bauphase stammen zwei Stollen mit Tonnengewölbe, die wohl in die Seitenschiffe der Kirche mündeten. In einem zweiten Schritt (möglicherweise unter Bischof Konrad) entstand die annähernd rechteckige Gewölbehalle. Vier der sechs Säulen der dreischiffigen Halle sind mit dekorativen ottonischen Akanthuskapitellen geschmückt; zwei weitere, eines davon mit figuralen Skulpturen, wurden im 11./12. Jahrhundert ergänzt. Beim Figurenkapitell handelt es sich möglicherweise um eine Spolie aus Südeuropa.
Die Grabkammer an der Westwand der Krypta beherbergt einen kleinen Steinsarkophag. Er wird heute als Reliquiar des Pelagius ausgegeben, beherbergte vermutlich jedoch eine Sammlung verschiedener Reliquien und dürfte ein vor der Reformationszeit vorhandenes prachtvolleres Reliquiar ersetzt haben. Ursprünglich lag die Kammer direkt unter dem Hochaltar des Münsters, war mit diesem durch einen Schacht verbunden und diente so als Reliquiar des Hochaltars.

### Konradikapelle
Die Konradikapelle liegt als „Durchgangsstation“ zwischen Thomaschor, Krypta und Mauritiusrotunde.
Unter der Kapelle befindet sich das Grab von Bischof Konrad von Konstanz, das bereits kurz nach seinem Tod zum wichtigen Pilgerziel wurde und es bis ins 18. Jahrhundert blieb. Die Kapelle wurde spätestens unter Bischof Ulrich I. von Dillingen (1111–1127) im Zuge der Heiligsprechung Konrads errichtet und diente der Lenkung der Pilgerströme.
Die neugotische Wandbemalung der Kapelle schildert das Leben des heiligen Konrad und entstand 1875/76 durch Künstler der Beuroner Schule. Im hinteren Bereich befindet sich das steinerne Hochgrab des Heiligen mit einer monumentalen Liegefigur im Hochrelief, die für den Bodenseeraum um 1300 als einzigartig gilt. In dem kleinen Kapellenraum steht heute ein vergoldeter Reliquienschrein, der das Haupt des Heiligen enthält – es war wohl Bischof Hugo von Hohenlandenberg, der die wichtige Reliquie bei seinem Auszug aus Konstanz vor dem Bildersturm rettete. Nach der Rekatholisierung kam sie 1604 über Gräfin Elisabeth von Fürstenberg wieder nach Konstanz.
Eine kleine Vorhalle verbindet die Konradikapelle mit der Krypta, dem Westchor und dem Kreuzgang. Die Architektur der Vorhalle ist bemerkenswert, weil die Formen ihres Dreistrahlgewölbes in dieser Zeit vorwiegend in der Architektur der Zisterzienser auftreten. Im Obergeschoss der Konradikapelle, das über die Sakristei zugänglich ist, befindet sich das Sacrarium (Schatzkammer).

### Mauritiusrotunde

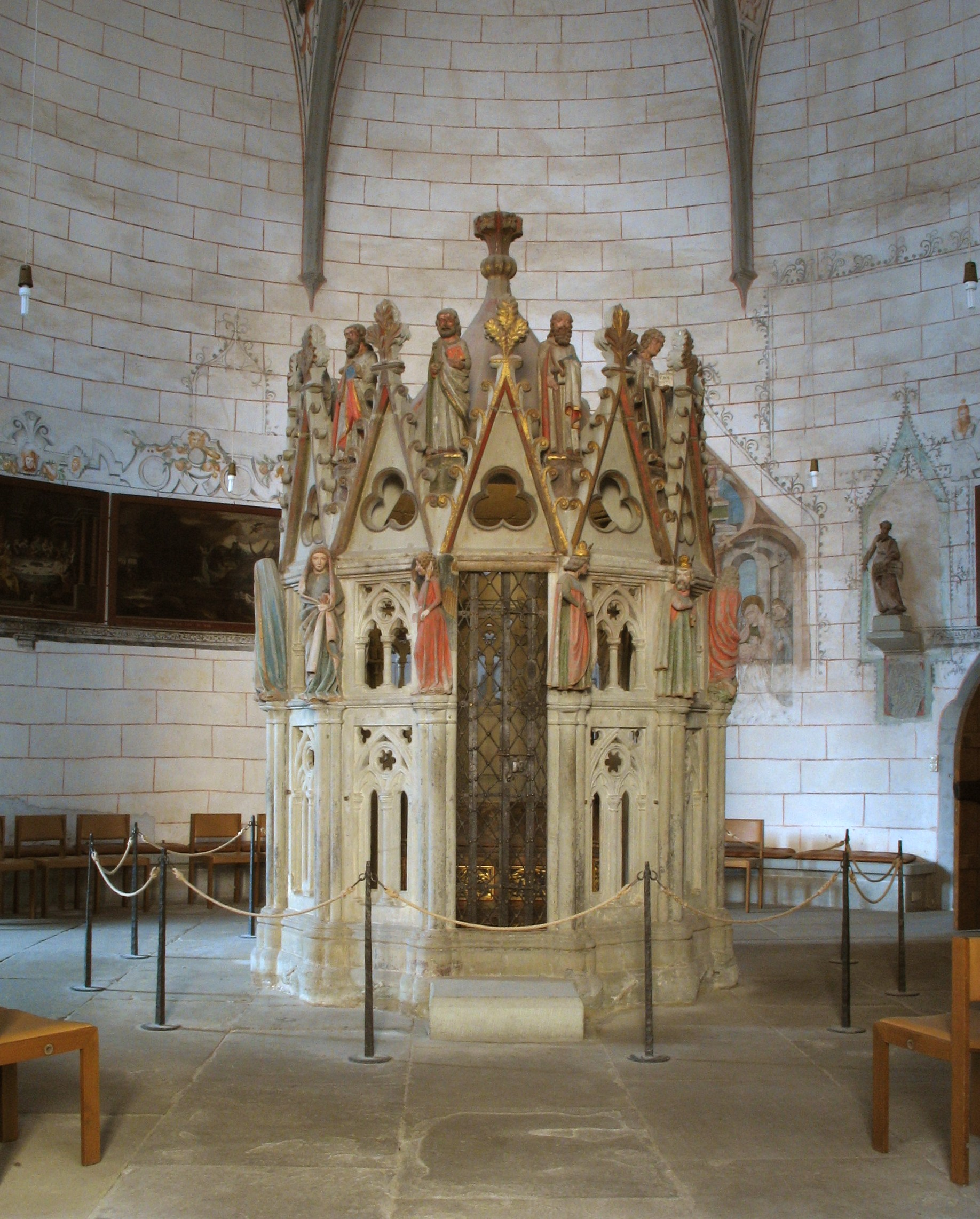
Das Heilige Grab in der Mauritiuskapelle

Die Mauritiusrotunde oder auch Kapelle des Heiligen Grabes ist eine eingeschossige Rundkapelle östlich des Münsters. Bischof Konrad ließ die Rotunde im Jahr 940 nach seiner zweiten Pilgerfahrt nach Jerusalem errichten, ursprünglich als freistehendes Gebäude östlich des Münsterchors. In ihrer Form imitiert sie in kleinerem Maßstab den vor 1009 bestehenden Zentralbau der Jerusalemer Grabeskirche. Die Kapelle ist dem Patrozinium des Heiligen Mauritius unterstellt, der im frühen Mittelalter als Schutzpatron der ottonischen Könige verehrt wurde. Das Bauwerk gilt daher als politische Treuebekundung des Bischofs gegenüber den herrschenden Liudolfingern. Mauritiusreliquien kamen über den Augsburger Bischof Ulrich I. (923–973) vom Kloster Reichenau nach Konstanz.
Die Kleinarchitektur des Heiligen Grabes (um 1260) ist mit Steinmetzarbeiten im Stil der französischen Gotik geschmückt. Es weist bemerkenswerte Skulpturen auf, die ursprünglich farbig bemalt waren. Zwischen den Zinnen der Dachbrüstung, die in Form von Wimpergen gestaltet und mit Dreipässen durchbrochen sind, stehen Figuren der zwölf Apostel. Rings um das Heilige Grab sind auf Augenhöhe zwölf figürliche Szenen aus der Weihnachtsgeschichte dargestellt. Im Inneren des Heiligen Grabes finden sich drei Szenen aus der Grablegung Christi. Im Grab steht seit 1552 ein Holzschrein, der vermutlich einen in der Reformationszeit zerstörten Silberschrein ersetzte.
Nicht nur die Architektur, sondern auch die Liturgie der Kapelle folgte der Jerusalemer Grabeskirche: Über Jahrhunderte war die Mauritiusrotunde Ziel von Pilgerreisen. Die zahlreichen Pilger – vor allem Gläubige aus der Umgebung, die sich die weite Reise ins Heilige Land nicht leisten konnten – umrundeten das Heilige Grab im Inneren drei Mal. Noch heute ist die Kapelle eine Station auf dem Schwabenweg, einer Teilstrecke des Jakobswegs. Im Mittelalter wurde sie zudem in der Karwoche für die Aufführung von Osterspielen genutzt.
Im Süden schließt sich die kleine Blasiuskapelle an die Mauritiusrotunde an. Hier steht ein Flügelaltar, der in der Privatkapelle des Bischofs den Bildersturm überlebte. Das Triptychon zeigt auf der mittleren Tafel eine Kreuzigungsszene sowie auf der Predella die Grablegung Christi. Die Seitentafeln zeigen vorne die Münsterpatrone und den Stifter (nach gängiger, aber strittiger Meinung Bischof Hugo von Hohenlandenberg), auf den Rückseiten die Heilige Sippe. Als Maler kommen Christoph Bocksdorfer oder Matthäus Gutrecht der Jüngere und Philipp Memberger in Frage.

### Kreuzgang

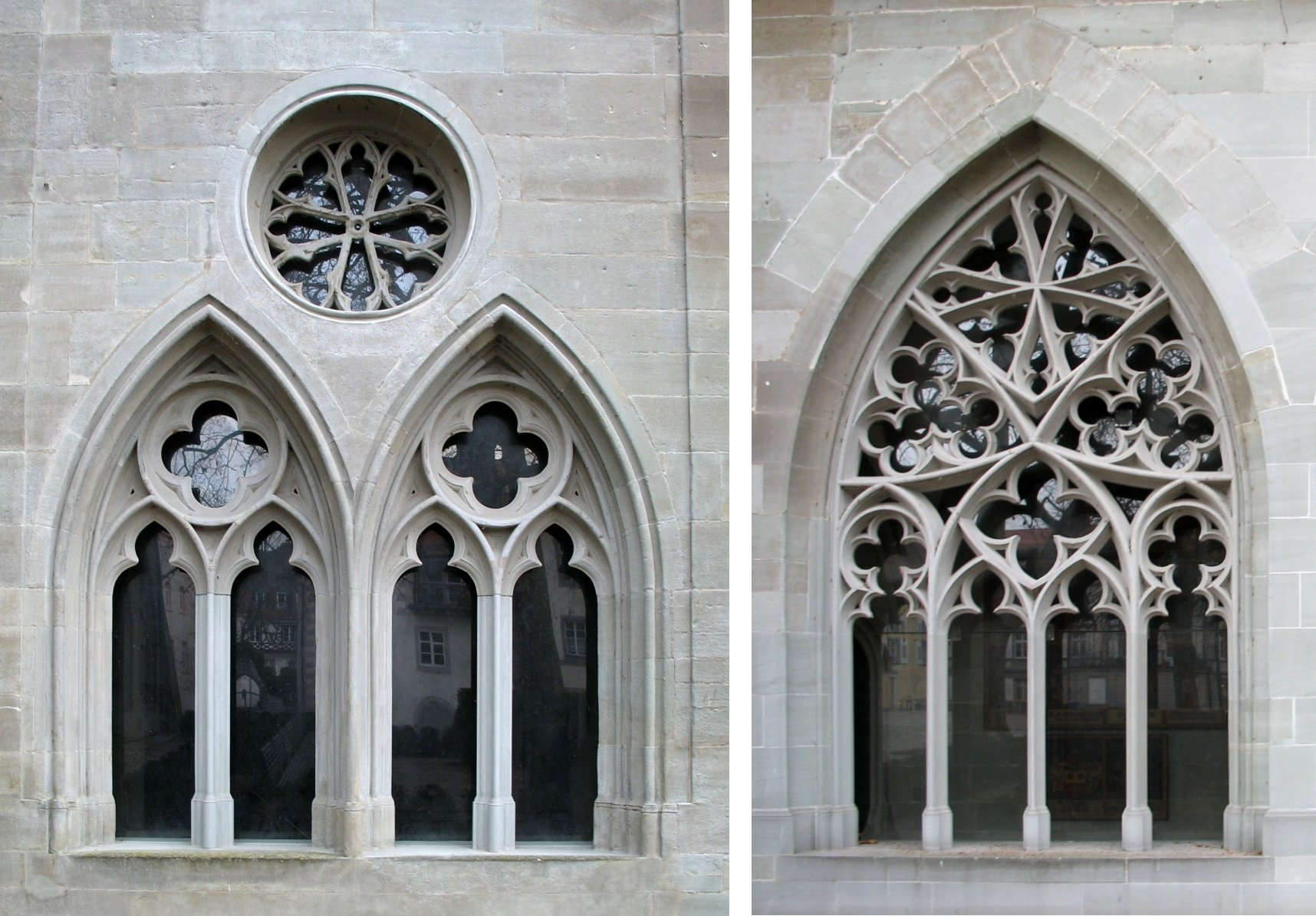
Fenster des älteren Südflügels (links) und des jüngeren Ostflügels (rechts) im Vergleich

Vom zweigeschossigen Kreuzgang sind nur Ost- und Südflügel erhalten. Er verbindet den Thomaschor, die Vorhalle zur Konradikapelle, die Mauritiusrotunde und die Anbauten am Ostflügel. Der östliche Teil des Komplexes beherbergt einen Weinkeller, im Erdgeschoss den Kongregationssaal, die Sylvesterkapelle und die einstige Domschule sowie im Obergeschoss den großen dreischiffigen Kapitelsaal (einst Bibliothekssaal). Der Kreuzgang entstand in der frühgotischen Bauphase zwischen 1294 und 1320, wobei zwischendurch ein Stilwechsel stattfand: Während der ältere Südflügel simplere Doppelfenster mit einfachen Vierpassmotiven besitzt, bemüht sich der jüngere Ostflügel um eine komplexe, additive Formensprache, die von Fenster zu Fenster variiert und für diese Zeit im Bodenseeraum neuartig ist. Es wird angenommen, dass Bischof Gerhard von Bevar die ausführende Handwerker aus seiner südfranzösischen Heimat mitbrachte.
West- und Nordflügel des Kreuzgangs sowie der daran angeschlossene „Stauf“, die Wirtsstube der Domherren, wurden am 11. November 1824 von einem Feuer zerstört. Ein Wiederaufbau konnte nicht finanziert werden. Einzelne Maßwerkfenster wurden beim Umbau von Schloss Gottlieben weiterverwendet. Ebenfalls nicht erhalten ist der kleine Ölberg in der Mitte des Kreuzganggartens. Direkt neben dessen ursprünglichem Standort befindet sich eine unterirdische Kapelle, die dem Patronat der Hl. Barbara anvertraut ist. Die 1401 gestiftete Kapelle ist schwer zugänglich und wurde ihrer schlechten Beleuchtung wegen nur selten benutzt.

## Weitere Ausstattungsgegenstände

### Goldscheiben
In der Krypta des Münsters sind vier feuervergoldete Kupferscheiben ausgestellt, die von spätestens 1300 bis 1925 am äußeren Ostgiebel des Chors zur Seeseite hin prangten. (Seit 1973 sind dort Kopien angebracht.) Die größte Scheibe (Durchmesser 194,5 cm) ist zugleich die älteste und wird ins 11. Jahrhundert datiert; es ist jedoch nicht erwiesen, ob sie erst nach dem Neubau entstand, also um 1054, oder bereits um 1000 gefertigt wurde. Sie zeigt Christus als Pantokrator, flankiert von zwei Engeln. Christus trägt keinen Bart; seine Rechte hält er zum Segen erhoben; in seiner Linken hält er ein ausgestrecktes Buch mit dem Satz: „VENITE AD ME OM(NE)S QVI LABOR(A)TIS ET EGO REFICIA(M) VOS“ („Kommt her zu mir, alle, die ihr mühselig (und beladen) seid; ich will euch erquicken“, Matth. 11,28). Ihre kleinteilige Gestaltung legt nahe, dass sie ursprünglich im Innenraum angebracht war, möglicherweise über dem Hauptaltar. Stilistisch ist sie den Buchmalereien und Fresken des Klosters Reichenau verwandt, so dass ihr Ursprung dort vermutet wird.
Die drei kleinen Scheiben (Durchmesser 94/90 cm) werden ins 12. oder 13. Jahrhundert datiert; stilistische Unterschiede legen drei verschiedene anonyme Meister nahe. Im Unterschied zur Christus-Scheibe sind sie in Relieftechnik gearbeitet. Zwei Scheiben zeigen je ein Brustbild der Münster- und Diözesanpatrone Konrad und Pelagius. Konrad ist gekennzeichnet durch einen Bischofsstab, Pelagius durch einen Palmzweig. Die ursprüngliche Binnenzeichnung der Gesichter und Gliedmaßen ist nicht erhalten. Eine vierte Scheibe stellt einen äußerst plastisch aus der Platte getriebenen Adler dar, das Symbol des Evangelisten Johannes. Es gibt keine Hinweise darauf, dass weitere Scheiben mit den anderen drei Evangelisten existierten.

### Kanzel

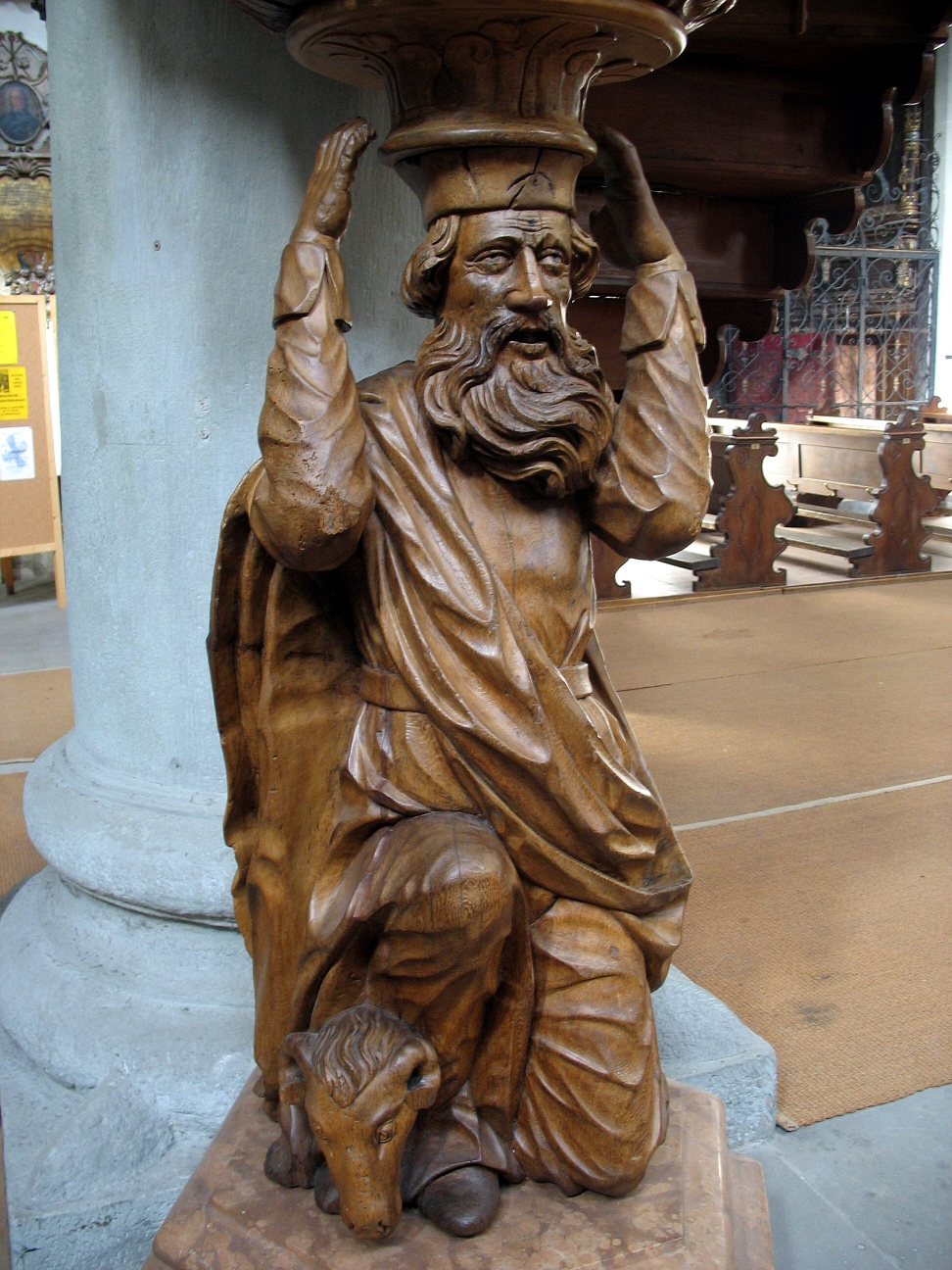
Abraham mit dem Widder

Die Kanzel des Münsters stammt aus der barocken Ausstattungsperiode um 1680 und ist im Laienraum an der Nordseite des Langhauses angebracht. Von einem Schreiner aus St. Gallen gefertigt, besteht die Architektur aus Nussbaum- und die dekorativen skulpturalen Elemente aus weichem Lindenholz. Die Seitenflächen des fünfeckigen Predigtstuhls zeigen plastische Brustbilder der vier Evangelisten und des Kirchenvaters Hieronymus. Der Schalldeckel wird von einem Spruchband umlaufen: „IN OMNEM TERRAM EXIVIT SONUS EORUM“ – „Ihr Schall geht aus in alle Lande“ (Ps. 19,5). Den Deckel krönt eine Schnitzfigur des Hl. Konrad aus der Werkstatt von Christoph Daniel Schenck.
Eine Schnitzfigur des Urvaters Abraham mit dem Widder trägt den Predigtstuhl auf dem Haupt und scheint ihn mit den Händen zu balancieren. Abraham wird hier symbolisch als Vertreter des Alten Bundes eingesetzt, auf dem die Lehre der Evangelisten und des Neuen Bundes ruht. Im 18. Jahrhundert hielten die römisch-katholischen Bürger die Skulptur aus Unwissen jedoch für eine Darstellung des – ebenfalls meist bärtig dargestellten – Jan Hus, der auf dem Konstanzer Konzil als Ketzer verbrannt worden war. Die „elende hölzerne Mannsfigur, die so monstreus und unförmlich gemacht ist, als möglich“ wurde daher übel traktiert, wie der Karlsruher Professor Heinrich Sander 1781 schilderte:
„Der gemeine niedrige Pöbel sieht das Unbild für Hussens Figur an, schlägt ihm eiserne Schuhnägel in den Kopf, in die Augen, in die Brust, und speit voll heiligen Eifers die Aftergeburt des rasenden Unsinns an.“
Der Irrglaube hielt sich bis ins 19. Jahrhundert, obwohl die Kanzel im Zuge der römisch-katholischen Gegenreformation entstanden war, wo man gewiss keinen Feind der Kirche zum Träger eines Predigtorts gewählt hätte. In den 1830er Jahren wurde die Skulptur, nun wieder als Abraham erkannt, auf einer Ausstellung über das Konzil gezeigt und anschließend eingemottet. Erst 1986 kehrte sie wieder an ihren angestammten Ort zurück, wo die Schäden ihrer einstigen Misshandlung nun sichtbar sind.

### Madonnenfigur
Am linken Chorpfeiler findet sich eine Sitzmadonna auf einer Konsole. Um 1260 von einem unbekannten Bildhauer gefertigt, gehört sie zu den bedeutendsten Kunstwerken des Münsters. Die sitzende Maria trägt das nackte Christuskind auf ihrem rechten Knie und hält seine linke Hand mit ihrer Linken. Während das Kind zu ihr aufblickt, sieht die Madonnenfigur die Gläubigen direkt an, ein Zeichen dafür, dass der Weg zu Christus über die Marienverehrung gefunden werden soll. Die Schnitzfigur ist aus Pappelholz gefertigt und mit Leinen überzogen, das anschließend mit Gold überzogen und bemalt wurde. Im Spätmittelalter war diese Figur an einer Münstersäule angebracht, zu sehen etwa in Ulrich Richentals Konzilchronik. Nach sieben Jahrzehnten im städtischen Rosgartenmuseum steht sie seit 1999 wieder im Münster.

### Chorgestühl

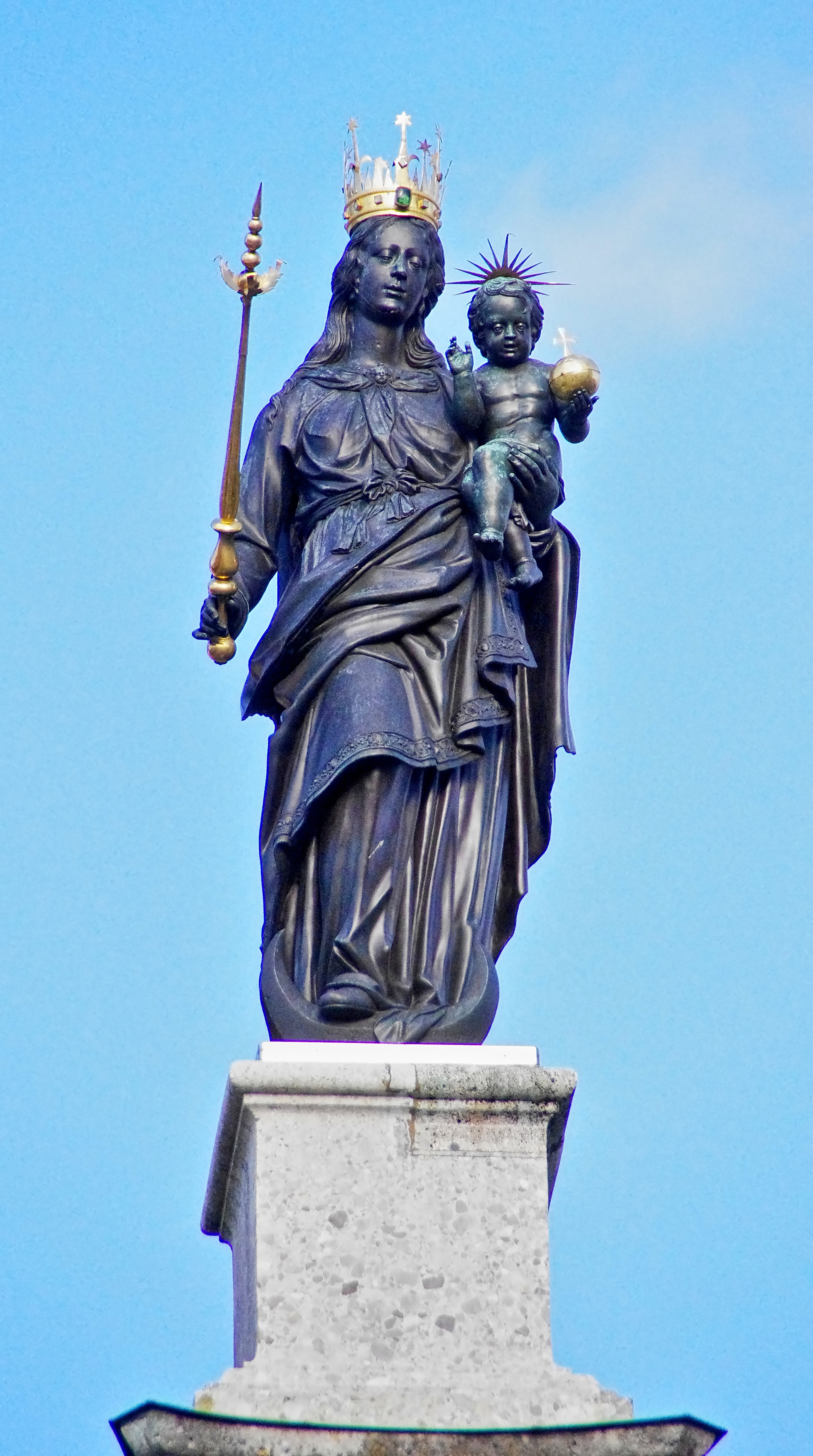
Mariensäule vor dem Südeingang des Konstanzer Münsters

Das Chorgestühl aus Eichenholz von 1467 bis 1470 überlebte die Reformationszeit und ist heute in der Vierung aufgestellt. Gefertigt wurde es unter dem Tischler Simon Haider und seinem Schwiegersohn, dem Bildhauer Heinrich Yselin. Eigentlich sollte der namhafte Leydener Bildschnitzer Niclas Gerhaert van Leyden das Chorgestühl anfertigen, der schloss seine Arbeit jedoch nicht ab; es ist strittig, welchen Anteil er an den Entwürfen noch hatte.
Das Gestühl ist mit einem Baldachin aus Maßwerkschnitzerei überdacht, den kleine vollplastische Heiligenfiguren schmücken. Die Wangen zeigen Reliefdarstellungen aus der Heilsgeschichte, so dass die Domkleriker ihren Platz zwischen der Erschaffung der Welt und dem Jüngsten Gericht einnehmen konnten. Die Rückwand zeigt Büstenreliefs der Aposteln und Propheten. Bei der klassizistischen Umgestaltung um 1775 wurde das Gestühl um acht Plätze reduziert. Drei Sitzreihen auf jeder Seite boten ursprünglich 72, nach dem Umbau 64 Sitzplätze.

### Mariensäule
Südlich des Münsters steht auf dem oberen Münsterhof (im Pfalzgarten) gegenüber dem Seiteneingang die Mariensäule (Konstanz). Die 2,10 Meter hohe Figur auf der Säule aus Granit stellt Maria mit Jesus mit dem Fuß auf einer nach oben gebogenen Mondsichel dar, mit der Inschrift „Maria, der Dreimal wunderbaren Mutter, der erhabenen Patronin der Diözese Konstanz“. Sie wurde von Bischof Johann von Praßberg in Auftrag gegeben, von Valentin Allgäuer gegossen und am 2. Mai 1683 geweiht.

## Orgel

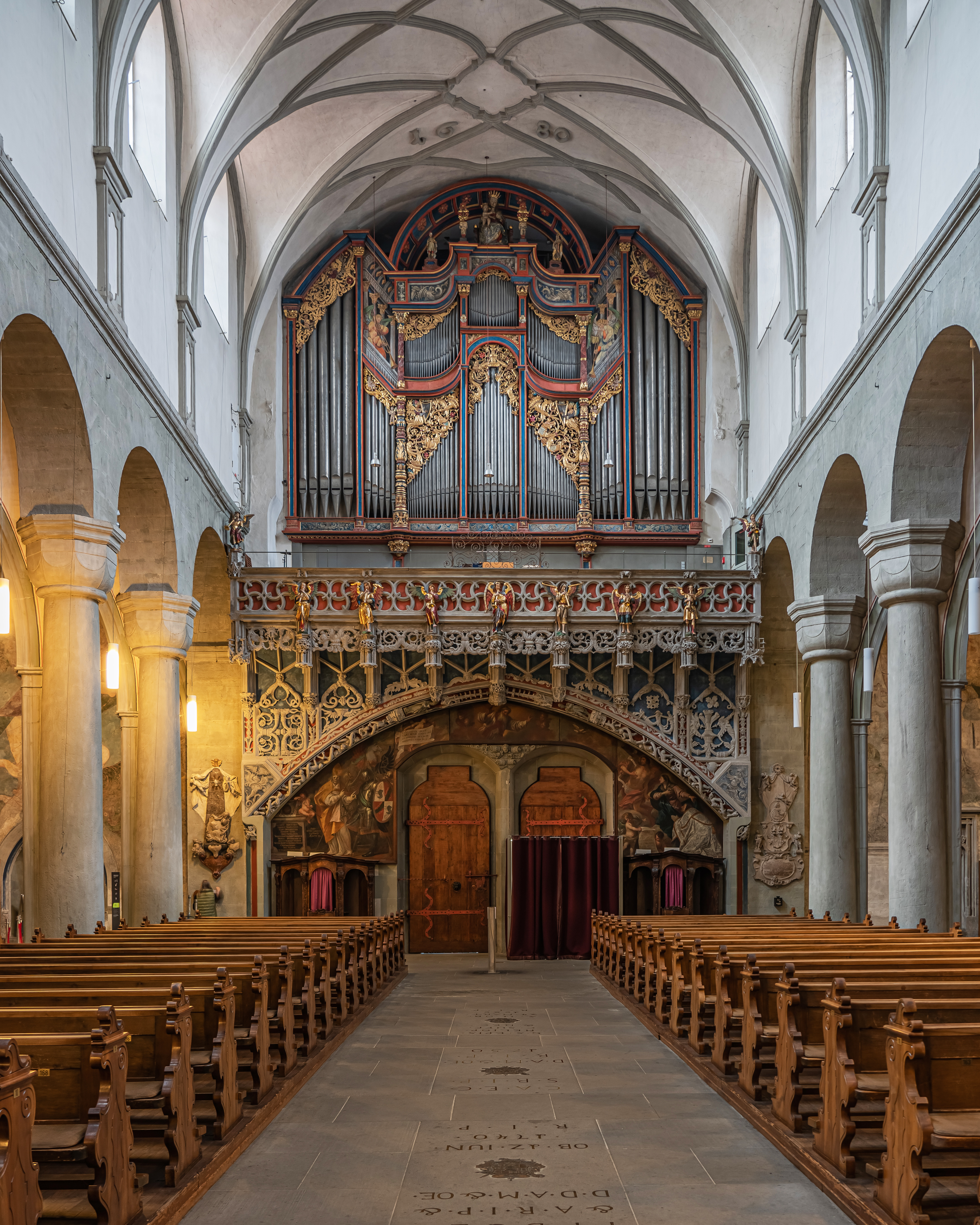
Inneres des Konstanzer Münster, Blick gen Westen auf die Orgel

Die erste Orgel im Münster wird für das Jahr 1130 erwähnt. Sie mag über die ganze Zeit des späten Mittelalters bestanden haben. Ein Auftrag für eine große Münsterorgel erging 1498 an den Orgelbauer Hans Tugi aus Basel. Sie wurde 1511 beim Brand der Türme beschädigt und nur notdürftig instand gesetzt. 1515 fasste das Kapitel den Beschluss, gentzlich ayn grosz werck zu machen, also eine vollständig neue Orgel zu erbauen, die größer sein sollte als die alte. Die Arbeiten des Stuttgarter Orgelbauers Hans Schentzer zogen sich über mehrere Jahre hin und wurden 1520 vollendet. Seine Orgel zerfiel während der Reformationszeit und wurde erst 1592 restauriert. Michael Praetorius berichtet von 70 Registern und über 3000 Pfeifen; die gröszte Pfeiffe wigt mehr denn 3 Centner und ist 24 Schuh lang (Syntagma musicum, 1618). Entsprechend erklang das tiefe F in 32-Fuß-Lage. Tatsächlich verfügte das Instrument über 27 Register, die auf zwei Manuale und Pedal verteilt waren. Es gehörte zu den größten deutschen Orgeln.
Als bedeutendster Domorganist gilt der Ravensburger Hans Buchner. Mit mehreren Instandsetzungen überdauerte dieses Renaissancewerk bis 1858, als im Zuge der umfassenden Münsterrestaurierung der Orgelbauer Martin Braun (Spaichingen) ein neues Werk erstellte. Eine andere Quelle belegt Reparaturen durch Anton Hieber 1845 und aus dem Jahre 1851 durch Martin Braun sowie einen Neubau 1853 durch ihn und seinem Sohn Michael Braun.
Zusätzlich gab es zeitweilig mehrere kleine Orgeln. Eine Hängeorgel (Schwalbennestorgel) an der Nordseite des Langschiffs vor den Obergaden wurde 1491 eingerichtet. Ein weiteres kleines Werk entstand 1598 am Lettner vor der Vierung; 1636 wurde der Lettner abgebrochen, die alte Lettnerorgel an das Dominikanerkloster verkauft und eine neue kleine Orgel für den Chorraum beschafft, die eine rein dekorative Scheinorgel symmetrisch ergänzte. Die Chororgel, obwohl häufig benutzt, wurde 1843 trotz Protesten aus der Bürgerschaft an das Kloster Feldbach im Thurgau verkauft.

### Orgelprospekt
Der Prospekt aus der Übergangszeit von der Spätgotik zur Renaissance und die Empore nehmen die gesamte Westwand über dem Portal ein. Der siebenachsige Prospekt wird von zwei Pedaltürmen flankiert. Zwei äußere schmale Pfeifenfelder von 1858 leiten zu dem zweigeschossigen alten Mittelteil über, der unten durch profilierte Säulen und Pilaster und oben durch marmorierte Säulen und Pilaster gegliedert wird. Vergoldetes Schnitzwerk mit Füllhörnern und Harfen schließt die Pfeifenfelder nach oben ab. Nicht zum ursprünglichen Prospekt gehören die bekrönenden Holzfiguren, eine Madonna aus der zweiten Hälfte des 15. Jahrhunderts und seitlich der heilige Konrad und der heilige Pelagius, beides Schutzpatrone von Konstanz. Die farbenprächtige Fassung des Prospektes stammen weitgehend von Matthäus Gutrecht aus dem Jahr 1518.

### Orgelwerk
Das gegenwärtige Orgelwerk stammt von der Bonner Orgelmanufaktur Klais aus den Jahren 1954/1955 und ist im historischen Gehäuse erbaut. Es hat 63 Register mit insgesamt 4951 Pfeifen auf vier Manualwerken und Pedal. Einbezogen wurden einige Register aus der Vorgängerorgel, die 1858 von Martin Braun erbaut worden war, darunter die Prospektpfeifen. Die Spiel- und Registertrakturen sind elektrisch.
| I Hauptwerk C–g3 |                       |         |     |
| 1.               | Prinzipal             | 16′     | (h) |
| 2.               | Zinnoktav             | 08′     |     |
| 3.               | Holzoktav             | 08′     |     |
| 4.               | Grobgedackt           | 08′     |     |
| 5.               | Gemshorn              | 08′     | (h) |
| 6.               | Superoktav            | 04′     | (h) |
| 7.               | Koppelflöte           | 04′     |     |
| 8.               | Terz                  | 03 1⁄5′ |     |
| 9.               | Oktave                | 02′     |     |
| 10.              | Rauschpfeife II–III 0 | 02 ⁄3′  | (h) |
| 11.              | Mixtur VI–VIII        | 01 ⁄3′  |     |
| 12.              | Scharf IV             | 01′     |     |
| 13.              | Trompete              | 16′     |     |
| 14.              | Trompete              | 08′     |     |

| II Oberwerk C–g3 |                    |        |     |
| 15.              | Quintadena         | 16′    |     |
| 16.              | Prinzipal          | 08′    | (h) |
| 17.              | Rohrflöte          | 08′    |     |
| 18.              | Lieblich Gedackt 0 | 08′    |     |
| 19.              | Oktav              | 04′    | (h) |
| 20.              | Spitzflöte         | 04′    |     |
| 21.              | Nazard             | 02 ⁄3′ |     |
| 22.              | Flachflöte         | 02′    |     |
| 23.              | Oktav              | 01′    |     |
| 24.              | Mixtur IV–VI       | 01 ⁄3′ |     |
| 25.              | Terzcymbel III     | 0 1⁄4′ |     |
| 26.              | Krummhorn          | 08′    |     |
| 27.              | Kopftrompete       | 04′    |     |

| III Kronpositiv C–g3 |                 |        |     |
| 28.                  | Kupfergedackt 0 | 08′    |     |
| 29.                  | Quintadena      | 08′    |     |
| 30.                  | Prinzipal       | 04′    | (h) |
| 31.                  | Blockflöte      | 04′    |     |
| 32.                  | Oktav           | 02′    |     |
| 33.                  | Waldflöte       | 02′    | (h) |
| 34.                  | Sifflöte        | 01′    |     |
| 35.                  | Sesquialter II  | 02 ⁄3′ |     |
| 36.                  | Scharf IV       | 01 ⁄3′ |     |
| 37.                  | Vox humana      | 08′    |     |
|                      | Tremulant       |        |     |

| IV Schwellwerk C–g3 |                     |        |     |
| 38.                 | Holzflöte           | 08′    |     |
| 39.                 | Salicional          | 08′    |     |
| 40.                 | Prinzipal           | 04′    |     |
| 41.                 | Querflöte           | 04′    |     |
| 42.                 | Schwegel            | 02′    | (h) |
| 43.                 | Nonencornett VI     | 02 ⁄3′ |     |
| 44.                 | Cymbel IV–VI        | 01′    |     |
| 45.                 | Dulcian             | 16′    |     |
| 46.                 | Schalmey-Trompete 0 | 08′    |     |
| 47.                 | Hautbois            | 08′    |     |
|                     | Tremulant           |        |     |

| Pedal C–g1 |                   |         |     |
| 48.        | Untersatz         | 32′     |     |
| 49.        | Prinzipalbaß      | 16′     |     |
| 50.        | Subbaß            | 16′     |     |
| 51.        | Zartbaß           | 16′     |     |
| 52.        | Quintbaß          | 10 2⁄3′ |     |
| 53.        | Oktavbaß          | 08′     |     |
| 54.        | Gedacktbaß        | 08′     |     |
| 55.        | Choralbaß         | 04′     | (h) |
| 56.        | Baßflöte          | 04′     |     |
| 57.        | Nachthorn         | 02′     |     |
| 58.        | Hintersatz VI     | 02 ⁄3′  |     |
| 59.        | Oktavcornett II   | 02′     | (h) |
| 60.        | Bombarde          | 16′     |     |
| 61.        | Posaune           | 08′     |     |
| 62.        | Clarine           | 04′     |     |
| 63.        | Singend Cornett 0 | 02′     |     |

- Koppeln: II/I, III/I, IV/I, I/P, II/P, III/P, IV/P
- Spielhilfen: eine freie Kombination, 5760-fache Setzeranlage, Sequenzer, Diskettenlaufwerk, Registercrescendo
- Anmerkungen

(h) = Historisches Register von 1858

### Kirchenmusik
Die Pflege der Kirchenmusik am Konstanzer Münster obliegt (Stand Mai 2024) Münstermusikdirektor Markus Mackowiak.

## Glocken

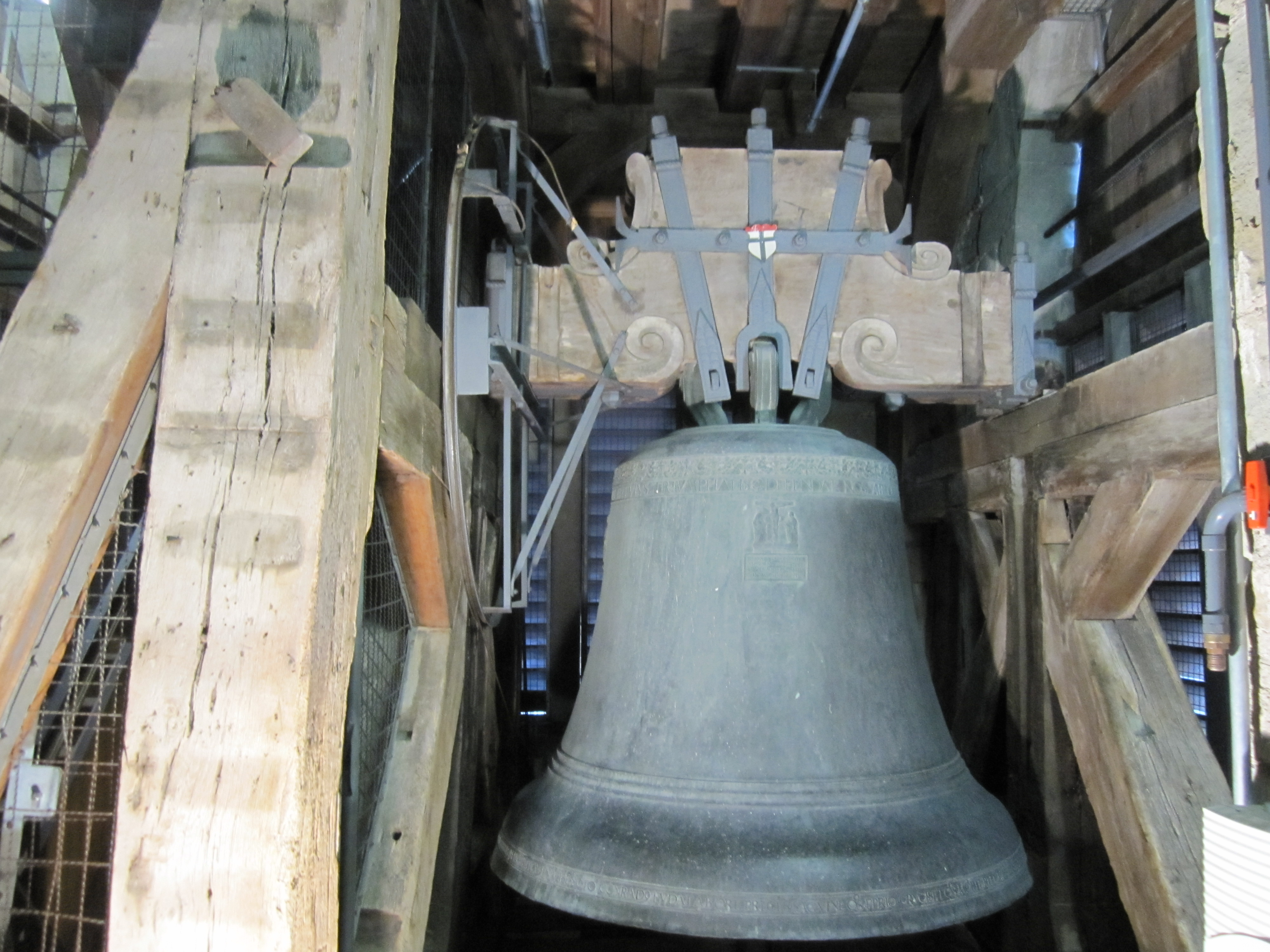
Ursulaglocke von 1584 im Südturm; am Glockenjoch das Konstanzer Wappen

In den Münstertürmen befindet sich ein Ensemble von 19 Glocken. Mit rund 35 Tonnen Gesamtgewicht ist es das größte Geläut Deutschlands nach dem Kölner Domgeläut. Im Westturm hängen 16 Glocken in drei Glockenstühlen, darunter sieben historische. Im Dachreiter hängen drei kleine Glocken. Im Jahre 2007 wurde erstmals eine Ton-Dokumentation der Glocken mit umfassendem Beiheft herausgegeben (siehe unter Literatur).

### Geschichte

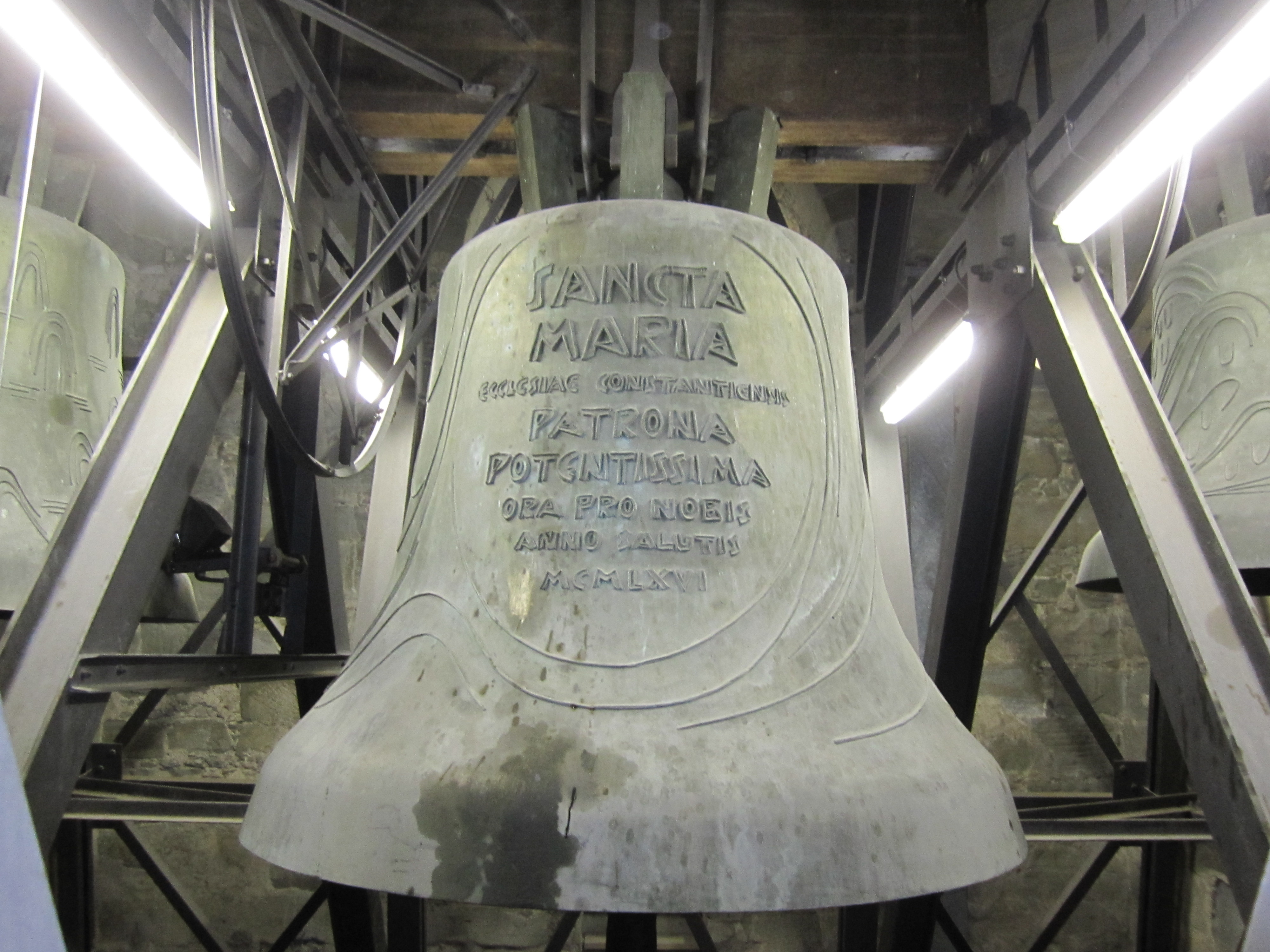
Die Sancta Maria in der Glockenstube des Mittelturmes

Im Westturm hängen zum einen sieben historische Glocken. Ältester Klangkörper ist das Totenglöckchen, welches um das Jahr 1200 gegossen wurde. Zwei Glocken stammen aus dem Jahre 1512 und eine weitere Glocken aus dem Jahre 1628.
Von besonderer Bedeutung sind drei Glocken aus dem Jahre 1584. Sie stammen von den Glockengießern Hans Christof Löffler und dessen Sohn Christoph aus Innsbruck, welche damit beauftragt waren, fünf Glocken mit den Schlagtönen h0, cis1, dis1, fis1 und h1 zu gießen, als Ersatz für einige von dem Glockengießer Jerg zu Straßburg gegossene Glocken. Den Gießern Löffler gelangen, insbesondere mit der rund sieben Tonnen schweren Ursulaglocke, die wohl klangschönsten und imposantesten Glocken des 16. Jahrhunderts. Neben der Ursulaglocke sind zwei weitere Glocken dieses Geläuts erhalten.
Die historischen Glocken hängen in der nördlichen Glockenstube auf drei Ebenen – mit Ausnahme der Ursulaglocke, welche als einziger Klangkörper in der südlichen Glockenstube untergebracht ist.
Im Jahre 1966 wurde der Glockenbestand erweitert: Anlässlich der 550-Jahr-Feier des Konstanzer Konzils stiftete das Land Baden-Württemberg zwölf zusätzliche Glocken, die von dem Heidelberger Glockengießer Friedrich Wilhelm Schilling gegossen wurden. Ihre Namen stammen aus der Geschichte des Münsters, der Stadt bzw. sind den Patronen der Stadtkirchen entnommen.
Neun dieser Glocken bilden seitdem das (zehnstimmige) Hauptgeläut (Glocken Nr. 1 bis 10), in das die alte Ursulaglocke einbezogen wurde; sie hängen in der mittleren Glockenstube auf drei Ebenen. Die sechs historischen Glocken dienen seitdem als Nebengeläut (Glocken Nr. 11 bis 16). Die drei kleinsten der neuen Glocken wurden im Dachreiter aufgehängt (Glocken Nr. 17 bis 19).
|  |  |

### Hauptgeläut
| Glocke | Name              | Gussjahr | Gießer, Gussort                               | Durchmesser | Gewicht    | Schlagton (a′=435 Hz) | Glockenstube (Geschoss) |
| 01     | Sancta Maria      | 1966     | Friedrich Wilhelm Schilling, Heidelberg       | 2270 mm     | 8349 kg    | gis0 −7⁄16            | Mitte (u.)              |
| 02     | Ursula            | 1584     | Hans Christof und Christoph Löffler, Konstanz | 2065 mm     | ≈ 7000 kg0 | h0 −6⁄16              | Süd                     |
| 03     | Conradus          | 1966     | Friedrich Wilhelm Schilling, Heidelberg       | 1656 mm     | 3450 kg    | cis¹ −7⁄16            | Mitte (u.)              |
| 04     | Gebhardus         | 1966     | Friedrich Wilhelm Schilling, Heidelberg       | 1455 mm     | 2260 kg    | dis¹ −7⁄16            | Mitte (u.)              |
| 05     | Pelagius          | 1966     | Friedrich Wilhelm Schilling, Heidelberg       | 1330 mm     | 1856 kg    | fis¹ −6⁄16            | Mitte (m.)              |
| 06     | Henricus Suso     | 1966     | Friedrich Wilhelm Schilling, Heidelberg       | 1189 mm     | 1293 kg    | gis¹ −7⁄16            | Mitte (m.)              |
| 07     | Pius X.           | 1966     | Friedrich Wilhelm Schilling, Heidelberg       | 1052 mm     | 892 kg     | ais¹ −7⁄16            | Mitte (m.)              |
| 08     | Johannes Baptista | 1966     | Friedrich Wilhelm Schilling, Heidelberg       | 984 mm      | 734 kg     | h¹ −6⁄16              | Mitte (o.)              |
| 09     | Paulus            | 1966     | Friedrich Wilhelm Schilling, Heidelberg       | 872 mm      | 507 kg     | cis² −7⁄16            | Mitte (m.)              |
| 10     | Peter und Paul    | 1966     | Friedrich Wilhelm Schilling, Heidelberg       | 768 mm      | 339 kg     | dis² −7⁄16            | Mitte (o.)              |

### Nebengeläut
| Glocke | Name                             | Gussjahr | Gießer, Gussort                               | Durchmesser | Gewicht ca. | Schlagton (a′=435 Hz) | Glockenstube (Geschoss) |
| 11     | Apostel                          | 1584     | Hans Christof und Christoph Löffler, Konstanz | 1690 mm     | 3000 kg     | cis¹ −3⁄16            | Nord (u.)               |
| 12     | Salve Regina                     | 1584     | Hans Christof und Christoph Löffler, Konstanz | 1430 mm     | 2000 kg     | dis¹ ±0               | Nord (u.)               |
| 13     | Konrad oder Betglocke            | 1628     | Valentin II. Algeyer, Konstanz                | 1230 mm     | 1300 kg     | fis¹ −12⁄16           | Nord (m.)               |
| 14     | Beatrix                          | 1512     | Nicolaus Oberacer                             | 900 mm      | 600 kg      | ais¹ −6⁄16            | Nord (m.)               |
| 15     | Osanna oder Paternoster          | 1512     | Nicolaus Oberacer                             | ≈ 850 mm    | 300 kg      | cis² −12⁄16           | Nord (o.)               |
| 16     | Totenglöckchen (Zuckerhutglocke) | 1293     | anonym                                        | ≈ 550 mm    | 150 kg      | cis³ −8⁄16            | Nord (o.)               |

### Dachreiterglocken
| Glocke | Name             | Gussjahr | Gießer, Gussort                         | Durchmesser | Gewicht ca. | Schlagton  |
| ------ | ---------------- | -------- | --------------------------------------- | ----------- | ----------- | ---------- |
| I      | Johannes Nepomuk | 1966     | Friedrich Wilhelm Schilling, Heidelberg | 651 mm      | 201 kg      | fis² −7⁄16 |
| II     | Silvester        | 1966     | Friedrich Wilhelm Schilling, Heidelberg | 573 mm      | 137 kg      | gis² −7⁄16 |
| III    | Nikolaus         | 1966     | Friedrich Wilhelm Schilling, Heidelberg | 544 mm      | 134 kg      | h² −6⁄16   |

### Läuteordnung
An den höchsten Festtagen werden Haupt- und Nebengeläut zusammen geläutet. An Sonntagen werden neun Glocken des Hauptgeläutes geläutet, ohne die Glocke Sancta Maria. Mit diesem Ensemble wird auch der Sonntag eingeläutet (am Vorabend ab 16 Uhr).
An Wochentagen werden einzelne Glocken und Glockenkombinationen aus dem Nebengeläut geläutet.
Zum Angelus läutet üblicherweise die Salveglocke. An Hochfesten läutet die große Sancta Maria zum Angelus.
In der Neujahrsnacht wird das alte Jahr eine Viertelstunde lang mit der Sancta Maria ausgeläutet. Ab Mitternacht wird das neue Jahr eine Viertelstunde lang mit allen Glocken eingeläutet.
Die Turmuhr löst den Viertelstundenschlag auf der Gebhardus-, den vollen Stundenschlag auf der Conradusglocke aus.

## Das Münster als Bischofskirche
Der oberste Kleriker der Kathedrale war der Bischof, der zugleich den geistlichen Sprengel der Diözese unter sich hatte wie – bis zur Säkularisation 1803 – die weltliche Herrschaft über das Hochstift Konstanz. Neben dem Bischof gab es das Domkapitel, das den Bischof wählte und gewichtigen Einfluss auf viele Entscheidungen hatte. Es bestand aus 20 bis 25 Domherren und bildete einen nicht zu unterschätzenden Machtfaktor, der gelegentlich auch gegen den Bischof operieren konnte. Der Dompropst, das ranghöchste Mitglied des Kapitels, hatte Besitz und Rechte der anderen Mitglieder zu schützen und die Gehälter auszuzahlen. Er wurde vom 14. bis ins späte 18. Jahrhundert vom Papst bestimmt und besaß eine eigene, hoch dotierte Pfründe. Vorsitzender des Kapitels war der Domdekan, ein Priester, der vom Kapitel selbst in dieses Amt gewählt wurde. Er leitete den Chordienst und die Kapitelversammlungen und war besonderer Gerichtsherr über die Domherren und Domkapläne. Der Domkustos wachte über den Kirchenschatz und die liturgischen Geräte. Zudem gab es einen Domkantor und acht weitere Sänger, die für die musikalische Gestaltung der Gottesdienste sorgten.
Während St. Stephan die „Bürgerschaftskirche“ war, deren Kanonikerstellen meist mit Söhnen reicher Patrizier besetzt wurden, stammten die Domherren des Münsters bis zur Reformation meist aus dem regionalen oder überregionalen Adel, danach vor allem aus der schwäbischen Ritterschaft und dem Bürgertum der Bistumsstädte. Auch danach war der Adel noch stark vertreten, der auf diese Weise gerne seine Söhne finanziell versorgte. Ähnlich verteilt war auch die Finanzgrundlage des Klerus: Während aus der Bürgerschaft zwar eine größere Anzahl frommer Stiftungen und Altarpfründen auf St. Stephan entfielen, wurden für die bis zu 60 Altäre des Münsters die höheren Summen aufgeboten, entsprechend dem Vermögen der wohlhabenden Stifter. St. Paul und die Stiftskirche St. Johann blieben dagegen weit hinter beiden zurück.
Bis zur Auflösung des Bistums besaß die Bischofskirche keine eigene Pfarrgemeinde; die „Leutkirche“ St. Stephan sowie die Pfarrkirchen St. Johann, St. Paul und St. Jos/Jodok waren für die Seelsorge in der Bürgerschaft zuständig. Die Gottesdienste im Münster waren an Hochfesten nur für Kleriker, Prälaten und Adlige zugänglich. Seit dem frühen Mittelalter ist auch belegt, dass die Könige und Kaiser des Heiligen Römischen Reiches, wenn sie in Konstanz Station machten, an den Gottesdiensten im Münster teilnahmen. Erst nach der Reformation widmete sich die Bischofskirche vermehrt den Laien, wofür eine Kanzel aufgestellt wurde. Doch war die Trennung nicht streng: Die Spenden für das Münster kamen neben dem Adel auch aus dem lokalen Patriziat, das sich dadurch im Status dem Adel angleichen wollte. Auch an Prozessionen beteiligten sich im Spätmittelalter das Patriziat und die städtischen Zünfte.
Das rege liturgische Leben der Stadt wurde vom Bischofsdom und seinen Klerikern nicht weniger mitgetragen als von den übrigen Kirchen, Kapellen und Klöstern der Stadt. Der intensiven Volksfrömmigkeit trugen die zahlreichen Kleriker der Bischofsstadt Rechnung; ihr Anteil betrug zu manchen Zeiten ein Sechstel der Gesamtbevölkerung. Wallfahrten wurden organisiert, nach Einsiedeln, Rom, Santiago de Compostela oder auch den regionalen Wallfahrtskirchen in (Alt-)Birnau, Allmannsdorf, Markdorf und den Kapellen rund um die Stadt: St. Lienhard auf dem Brühl, Bernrain oder der Lorettokapelle bei Staad. Das Münster war auch selbst Wallfahrtsort; vor allem die Mauritiusrotunde, errichtet, um Pilgern den Weg nach Jerusalem zu ersparen, war ein Anziehungspunkt durch die Reliquien des Heiligen Grabes. Verehrt wurden auch die Kirchenpatrone Konrad und Pelagius, die beide bis heute bei Münstergottesdiensten in Fürbitten angerufen werden.

## Dombibliothek

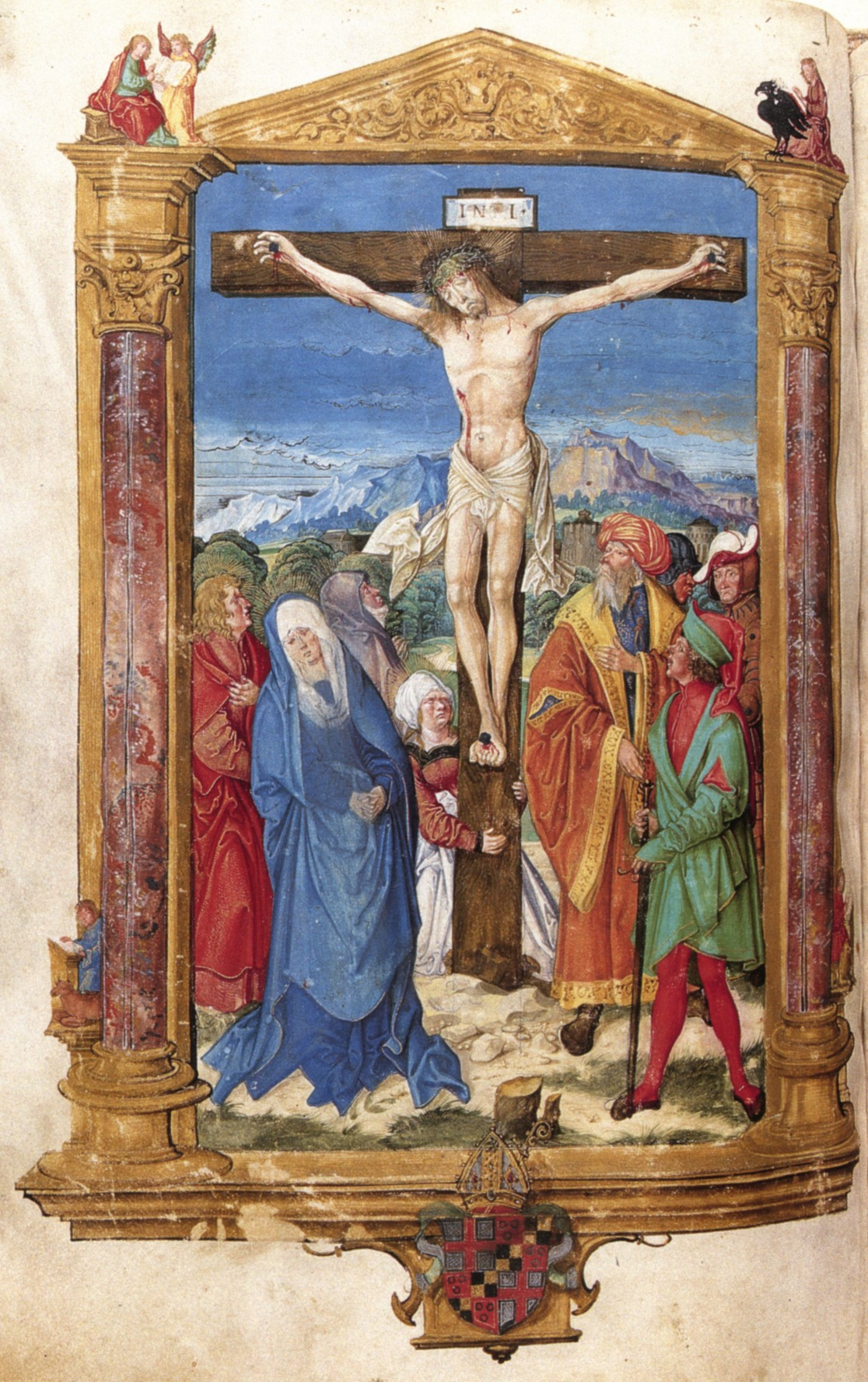
Kreuzigung im Renaissancerahmen aus dem Missale des Bischofs von Hohenlandenberg (Buchmalerei um 1500)

Die einstige Bibliothek des Bischofssitzes ist nicht als Bestand erhalten. Ihre Anfänge werden ins 6. Jahrhundert datiert. Handschriften kamen ab dem 8. Jahrhundert durch Kauf und Tausch vor allem aus dem Kloster Reichenau und der Fürstabtei St. Gallen. Bis etwa 1450 nahm die Bibliothek im Obergeschoss des östlichen Kreuzgangs, dem späteren Kapitelsaal, einen eigenen Raum ein, dann wurde sie in das Wirtschaftsgebäude (Stauf) verlegt. Zu ihren prominentesten Lesern zählten Erasmus von Rotterdam und Melchior Goldast. Während der Reformationszeit mangelte es an Pflege, so dass die Bücher zerfielen. Nach der Rekatholisierung wurden wegen Geldmangels die mittlerweile 900 Bände, darunter 331 Handschriften, an die Abtei Weingarten verkauft. Von dort fielen sie in der Säkularisation großenteils an das Königreich Württemberg. Der größere Teil des Bestandes findet sich heute in der Württembergischen Landesbibliothek in Stuttgart, ein kleiner Teil ist verstreut, unter anderem in der HLB Fulda und der ULB Darmstadt.
Zu den bedeutendsten Werken der Dombibliothek zählen die frühmittelalterlichen Handschriften aus dem 8. und 9. Jahrhundert sowie unter anderem ein prächtig illustriertes vierbändiges Messbuch (um 1500), das als eines der herausragendsten Dokumente süddeutscher Buchmalerei gilt.

## Domschule
Die Domschule des Bischofssitzes, deren Existenz ab dem 11. Jahrhundert belegt ist, war bis zur Reformation die einzige höhere Schule der Stadt. Im Mittelalter reichte ihr Ruf weit über die Region hinaus. Ihre Aufgabe war zunächst die Ausbildung von Anwärtern auf die Domherrenschaft, Geistlichen und Verwaltungsbeamten. Auf dem Lehrplan standen Latein, Liturgie, Bibelstudium, Theologie und das Trivium. Die Leitung hatte der Domscholaster inne. Ab dem 12. Jahrhundert wurde der Unterricht einem Schulmeister übertragen, der sein Einkommen über Pfründe und Schulgelder bezog.
Im späten Mittelalter war der Besuch der Domschule nur noch Vorbereitung zum Studium an einer Universität. Rund 6000 Studenten entsandte sie im 14. und 15. Jahrhundert vorwiegend an die Universitäten Bologna, Paris, Krakau (1364), Heidelberg (1386) und später auch an die im Bistum gegründeten Universitäten Freiburg (1457) und Tübingen (1477). Bis zu 300 Schüler besuchten den Unterricht, der spätestens ab 1453 in einem Saal im Ostflügel des Kreuzgangs stattfand. Der Gelehrte Wenzeslaus Brack gehört zu ihren berühmtesten Rektoren.
Ab Oktober 1525 fand kein Unterricht mehr statt, da unter anderem der Schulleiter im Verdacht stand, dem lutherischen Glauben anzuhängen. Noch im selben Monat brach die Eröffnung der ersten städtischen Lateinschule das klerikale Monopol. Nach der Rückkehr des Bischofs 1551 wurde auch der Unterricht an der Domschule wieder aufgenommen, doch erreichte sie nicht mehr ihre herausragende Bedeutung. Über mehrere Jahre war sie in der heutigen Konradigasse untergebracht. Mit der Eröffnung des Jesuitenlyzeums (indirekter Nachfolger: Heinrich-Suso-Gymnasium) im Jahr 1607 schloss die Domschule ihre Pforten.

## Münsterpfarrer
- 1821–1846: Joseph Willibald Strasser (1769–1846)
- 1846–1867: Silvester Kotz (1802–1867)
- 1867–1874: Johann Georg Gruber (1822–1877)
- 1874–1903: Gustav Gregor Brugier (1829–1903)
- 1904–1910: Rudolf Freidhof (1850–1910)
- 1912–1922: Karl Weiß (1854–1925)
- 1922–1925: Conrad Gröber (1872–1948)
- 1925–1952: Ernst Alexander Kuenzer (1877–1953)
- 1952–1961: Karl Gnädinger (1905–1995)
- 1962–1974: Ernst Zeiser (1911–1992)
- 1974–1988: Mons. Emanuel Frey (1929–2020)
- 1988–1999: Norbert Schäffauer (1937–2011)
- 1999–2023: Mathias Trennert-Helwig (* 1953)
- 2023–2025: Michael Teipel (* 1971)

## Maße
- Turm: Höhe bis zur Spitze: 78 m, Höhe bis zur Plattform: 40 m; Anzahl der Stufen: 193
- Oberbau: Länge: 63,7 m, Breite: 32 m, Firsthöhe: 28 m
- Mittelschiff: Länge: 40,9 m, Breite: 11,3 m, Höhe: 17,3 m (bis Unterkante des Gewölbes)
- Nordschiff: Breite: 6,4 m
- Südschiff: Breite: 5,9 m
- Nord- und Südchor: Länge: 10 m, Breite: 10,7 m
- Vierung: Länge: 10,9 m, Breite: 10,8 m
- Hauptchor: Länge: 9,5 m, Breite: 10,4 m
- Krypta (Säulenhalle): Länge: ca. 7,8 m, Breite: ca. 7,7/6,8 m
- Konradikapelle: Länge: 6,6 m, Breite: 4,8 m
- Mauritiusrotunde: Durchmesser: 11,3 m